# 北京市
北京市，简称“京”，中华人民共和国的首都及直辖市，是中国的政治、文化、科技、教育、军事和国际交往中心。北京是一座全球城市，是世界人口第三多的城市和人口最多的首都。北京位於華北平原的北部边缘，背靠燕山，毗邻天津市、河北省，为京津冀城市群的重要组成部分。
北京是拥有三千余年建城历史、八百六十余年建都史的历史文化名城。辽、金、元、明、清五个朝代在此定都。北京荟萃了自元明清以来的中华文化，拥有众多历史名胜古迹和人文景观，拥有8项世界遗产，是世界上拥有文化遗产项目数最多的城市。北京古迹众多，著名的有紫禁城、天坛、颐和园、圆明园、北海公园等；胡同和四合院作为北京老城的典型民居形式，已经是北京历史重要的文化符号。北京是中国重要的旅游城镇，被《米其林指南》评为“三星级旅游推荐”（最高级别）目的地。市人民政府駐通州区运河东大街57号。
北京在中国大陸的政治、经贸、文化、教育和科技领域拥有显著影响力，为中国绝大多数国有企业总部所在地，并且拥有全球最多的财富世界500强企业总部，北京商务中心区聚集了大量国际性金融商务办公设施及摩天大楼，中关村地区则集中了中国大陸重要的高新技术产业。北京是中国大陸铁路运输和公路交通运输的枢纽城市，拥有北京首都国际机场和北京大兴国际机场两座机场飞行区等级最高級别(4F級)的枢纽机场，北京地铁则是世界上运营里程第二、客运量最多的城市轨道交通系统。北京是中国大陸拥有最多高等院校的城市，校址位于北京的北京大学和清华大学被视为中国顶尖大学的代表。北京在全球政治、经济等社会活动中处于重要地位并具有主导辐射带动能力，在GaWC全球城市排行中排名第6位，与中国的其他城市相比，仅次于香港和上海。北京被世界城市研究机构GaWC评为世界一线城市，联合国报告指出北京人类发展指数居中国城市第二位。北京也是世界上唯一的「雙奧之城」，即既主办过夏季奥运会，也主办过冬季奥运会的城市。
《北京城市总体规划（2016年—2035年）》将北京市定位为“全国政治中心、文化中心、国际交往中心、科技创新中心”，并计划加强这“四个中心”功能建设。首都北京在高速发展的过程中，出现了一系列“城市病”，同时考虑到中国经济存在发展不充分不平衡的问题，创新性地成为中国第一个推行减量发展的城市。北京开始疏解中心城区的非首都功能，将不符合“四个中心”的单位迁出中心城区，支持河北雄安新区规划建设，高水平规划建设北京城市副中心。

## 名称
曾先后被称为蓟城、燕上都、燕京、蓟县、广阳郡、广阳国、幽州、燕国、燕郡、涿郡、大都、范阳、卢龙、南京幽都府、南京析津府、燕山府路、中都大兴府、中都路、大兴府、北平府、北京、京师、顺天府、京兆地方、北平特别市等。有帝都、京城、京都、京畿、京兆等別名。1928年國民政府将北京改为北平。1949年9月27日中国人民政治协商会议第一届全体会议决定将北平再次改名为北京。

## 历史

### 史前時期
距今60万年-2万年的时间内，北京地区处于旧石器时代，在周口店发现了旧石器时代早期北京直立人、中期新洞人和晚期山顶洞人的典型遗址。北京地区在不晚于1万年前已经开始进入新石器时代。当时该地区人类定居生活固定化，逐渐从山洞中迁徙出来，到平原地区定居。

### 先秦至五代
北京作为城市的历史可以追溯到3,000年前。西周初年，周武王封召公奭于燕國。燕国早期都城位于今房山区琉璃河遗址。一些学者将琉璃河古城视为北京城的源头。据《史记》，周武王封尧的后人建立蓟国，都城为蓟。春秋时期，燕灭蓟，将都城迁至蓟。蓟城的具体位置尚有争议。郦道元《水经注》认为，蓟城的位置就在今天的北京。1950年代起，北京宣武门至和平门一带的基建工程中发现了大量的春秋时代至西汉的陶井，学者据此认为蓟城的位置就在这一带，认为蓟城是北京城的起源。然而，这一区域并未发现西周时代的遗存，西周时蓟城的位置仍然未知。
前222年，秦国灭燕后，设北京为蓟县，为广阳郡郡治。汉元凤元年广阳郡蓟县属幽州管辖。本始元年更名为广阳国首府。东汉光武改制时，置幽州刺史部于蓟县。永元八年复为广阳郡治所。西晋时，朝廷改广阳郡为燕国，而幽州迁至范阳。十六国后赵时，幽州驻所迁回蓟县，燕国改设为燕郡，历经前燕、前秦、北燕、后燕和北魏的统治而不变。
隋朝开皇三年（583年）废除燕郡。但很快在大业三年（607年），隋朝改幽州为涿郡。唐朝武德年间，涿郡复称为幽州。贞观元年，幽州划归河北道监察区。后北京成为范阳节度使的驻地。安史之乱期间，杂胡安禄山在范陽（今日北京、保定附近）称帝，建国号为“大燕”。唐朝平乱后，复置幽州，归卢龙节度使节制。五代初期，军阀刘仁恭割据此地，后其子刘守光称燕王，被后唐消灭。后晋的建立者沙陀人石敬瑭为了打败后唐，投降契丹人，将燕云十六州在后晋天福元年（936年）送给契丹，并向契丹称自己為儿皇帝。石敬瑭割让包括今北京在内的燕云十六州为辽国或金国后来对后汉、后周、宋朝威胁打开了门户。

### 宋辽金元时期

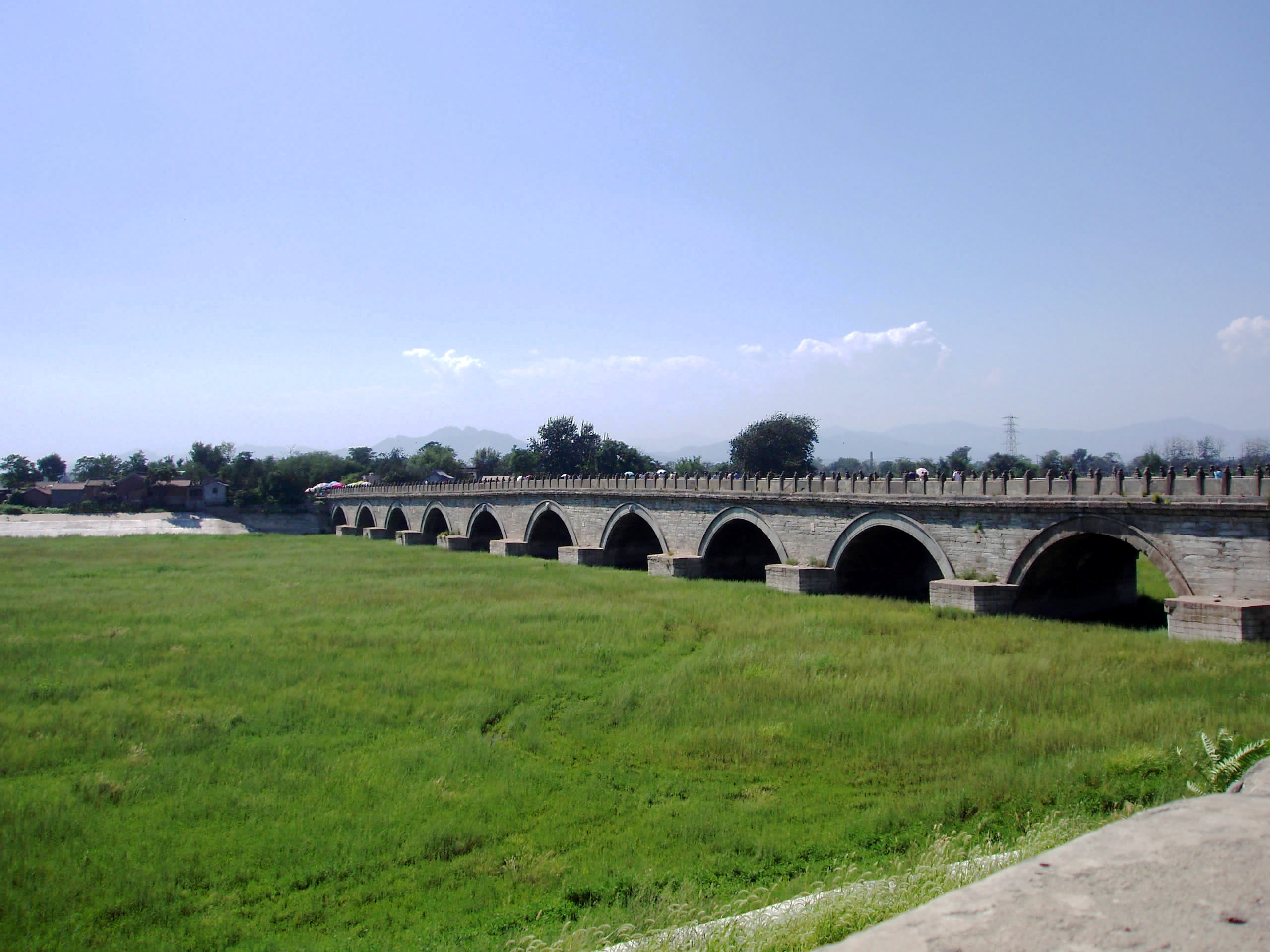
卢沟桥

北宋初年，宋太宗在高梁河（今北京市海淀区）与辽战斗，意图收复燕云十六州未果。辽朝于会同元年起在北京地区建立了陪都，号南京幽都府；开泰元年改号析津府。北宋末年，宋联金灭辽后收复燕云十六州，并设置燕山府路和云中府路，北京属于燕山府路。金朝以张觉事件为借口大举攻宋，再次出兵燕山府。金朝贞元元年（1153年），完颜亮正式迁都于北京，改燕京为圣都，不久又称中都大兴府，这是北京历史上第一次成为中国的首都，至今已有八百余年建都史。金中都的建成使北京成为当时世界上最繁华的商业大都市，人口超过一百万，城内居住着众多部族，东西方众多文化在这里交流融合，北京从此成为国际性都市。完颜亮在中都之东开通了潞河，潞城因此改名通州，西面则建成卢沟桥，使西南陆路各种货物可以直接进入中都。金代还首创了漕运形式，即从水路运送粮米到京城。
蒙古帝国成吉思汗麾下大将木华黎从1214年农历五月开始到1215年农历五月攻下金中都，对中都整整围困了将近一年之久。城破后展开了为期一个月的大屠杀，超过百万人殒命，又纵火焚城，几乎彻底毁灭了这座城市。金朝著名大词人元好问的胞兄元好古也在屠城中丧命。忽必烈1260年即位後，決定以漢地作為統治基礎，將燕京定為首都，至元元年（1264年）改稱中都路大兴府。至元九年（1272年），中都大兴府正式改名为大都路。

### 明代

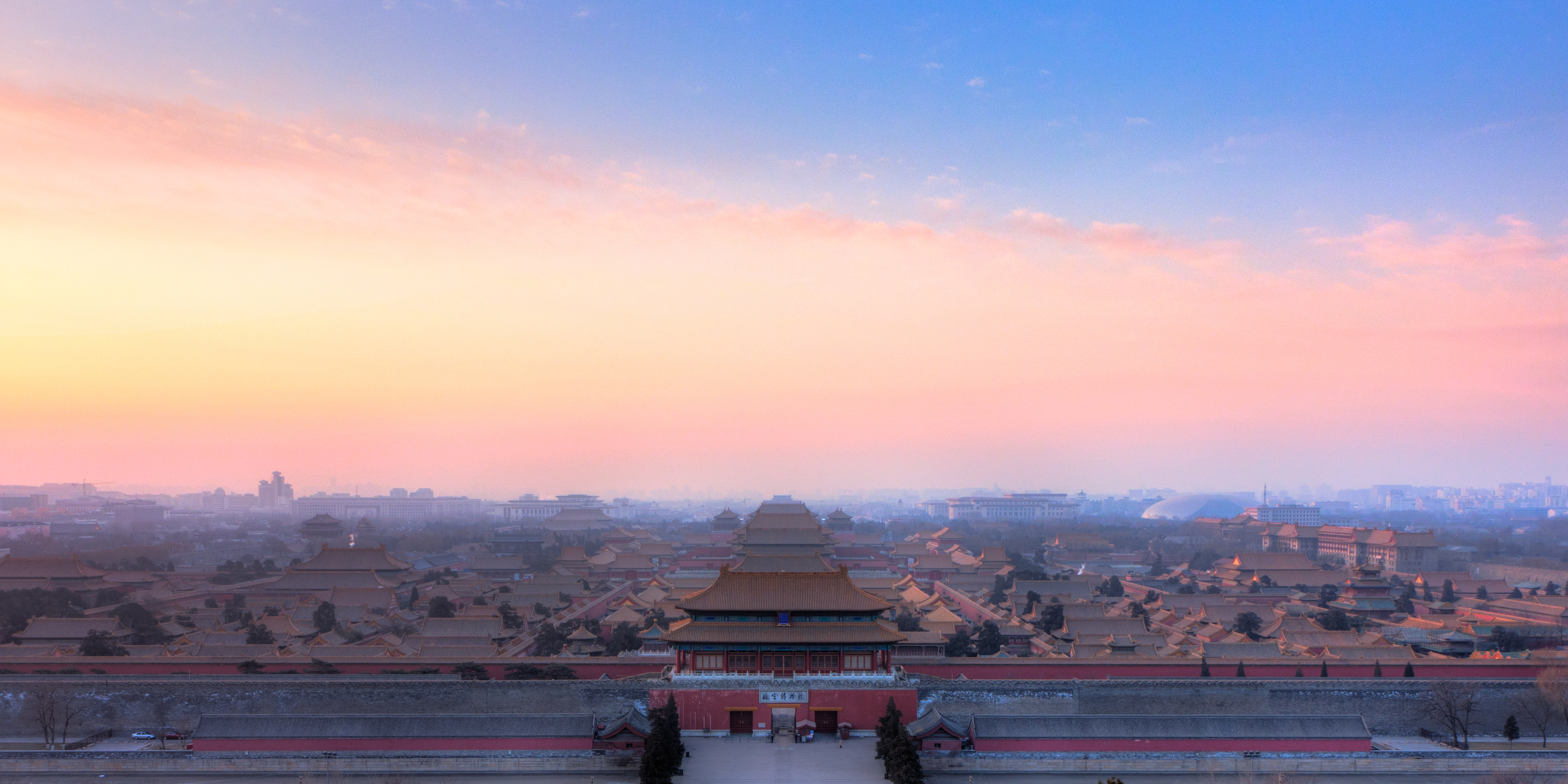
北京故宮，即紫禁城，始建於明成祖永樂四年（1406年），是明清兩朝二十四位皇帝的皇宮

明朝初年，朱元璋以金陵应天府（今南京市）为京师，大都路于洪武元年八月被明軍收復，改称为北平府，同年十月应军事需要划归山东行省。洪武二年三月，改为北平承宣布政使司驻地。燕王朱棣经靖难之变夺得皇位后，于永乐元年（1402年）升燕京北平为北京，暫稱“行在”（天子行銮驻跸的所在，就称“行在”）且在北伐時常驻于此，现在的北京也从此得名。朱棣行在北京后，一改元態，北京城秩序井然，繁榮安樂。永乐十九年正月，明成祖朱棣正式移鼎燕京，以燕京为京师，稱為「北京」。金陵应天府则作为留都，称南京。明仁宗及明宣宗的时期，因皇帝個人的喜好因素，北京之京师地位一度降為君主暫幸之行在，复稱金陵应天府為南京，明英宗親政後，正統七年（1441年）時才恢復燕京京师的地位。
在15世紀中期至17世紀中期，北京成為世界最大的城市。1626年5月30日，北京西南隅的工部王恭厂火药库发生王恭廠大爆炸，死伤2万多人，原因不明，朝野震惊，中外骇然，明熹宗下了一道罪己诏，表示要痛加省醒，告诫大小臣工“务要竭虑洗心办事，痛加反省”，并下旨发府库万两黄金赈灾。1643年，北京内爆发明末大鼠疫重大疫情、造成20多万人死亡，被认为是明朝灭亡的重要因素之一。

### 清代
1644年4月25日，李自成攻陷北京，崇祯帝在煤山自縊，明朝滅亡。清朝順治帝入关后即迁都北京，亦称为京师顺天府，属直隶省。清廷在北京实行旗民分居政策，即满汉蒙八旗居住内城，非旗籍汉人和回民居住外城。旗人事务由九門提督管理，而汉族、回族事务则交给顺天府衙门管理。
1853年8月28日，太平军攻克临洺关镇，北京大批人口逃离，全城戒严，人心惶惶之际，物价飞腾，米珠薪桂，一片混乱。
1860年9月21日，英法联军在八里桥之战中打败清军，随后攻破北京城，放火烧毁圆明园，咸丰帝逃至承德。10月至11月，清政府与英法俄在礼部衙门签订《北京条约》，外国使节和基督教传教士得到特许允进北京，在城内各处兴建教堂，使馆则集中在东交民巷。1888年，北京第一条铁路西苑铁路在中南海建成，但该铁路并非营业性质:73，已于1925年被拆除，此后北京的第一条营业铁路为1897年通车的津芦铁路:72。
1900年6月，义和团进入北京，烧毁城内教堂，并围攻各国使馆。8月，八国联军攻占北京，解救被义和团围攻的各国公使。1901年8月，八国联军从北京撤军。9月7日，清政府同西方签订《辛丑条约》。同年，西便门和东便门城墙上各开一铁路豁口，成为对北京城墙最早的改造:72。1902年1月，慈禧太后和光绪帝回到北京下罪己诏。1909年，连接北京至张家口的京张铁路在詹天佑的主持下建成通车:73。1911年3月30日，清华大学成立。

### 北洋/国民政府时期

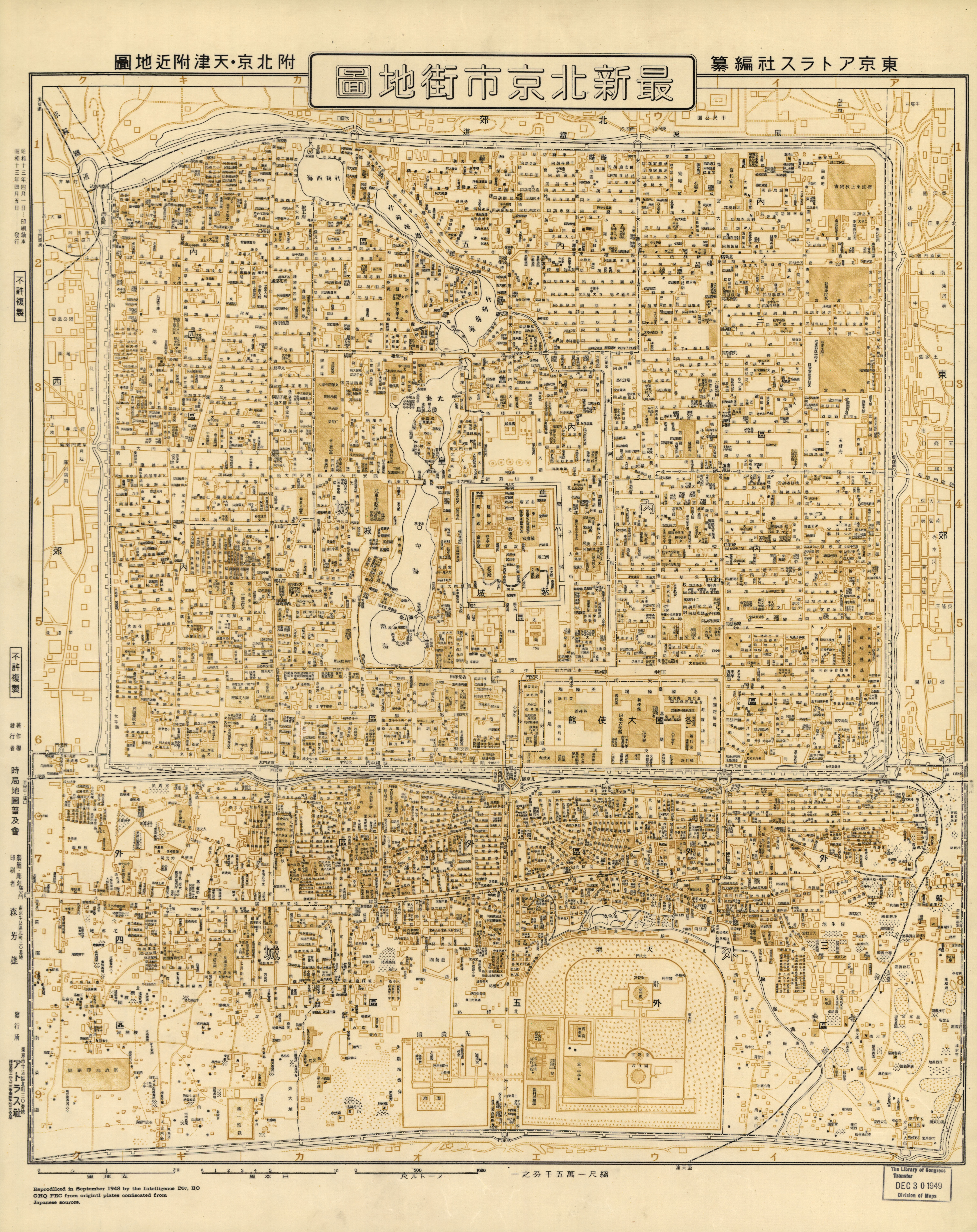
1938年1月5日由日本出版社發行的最新北京市街地圖

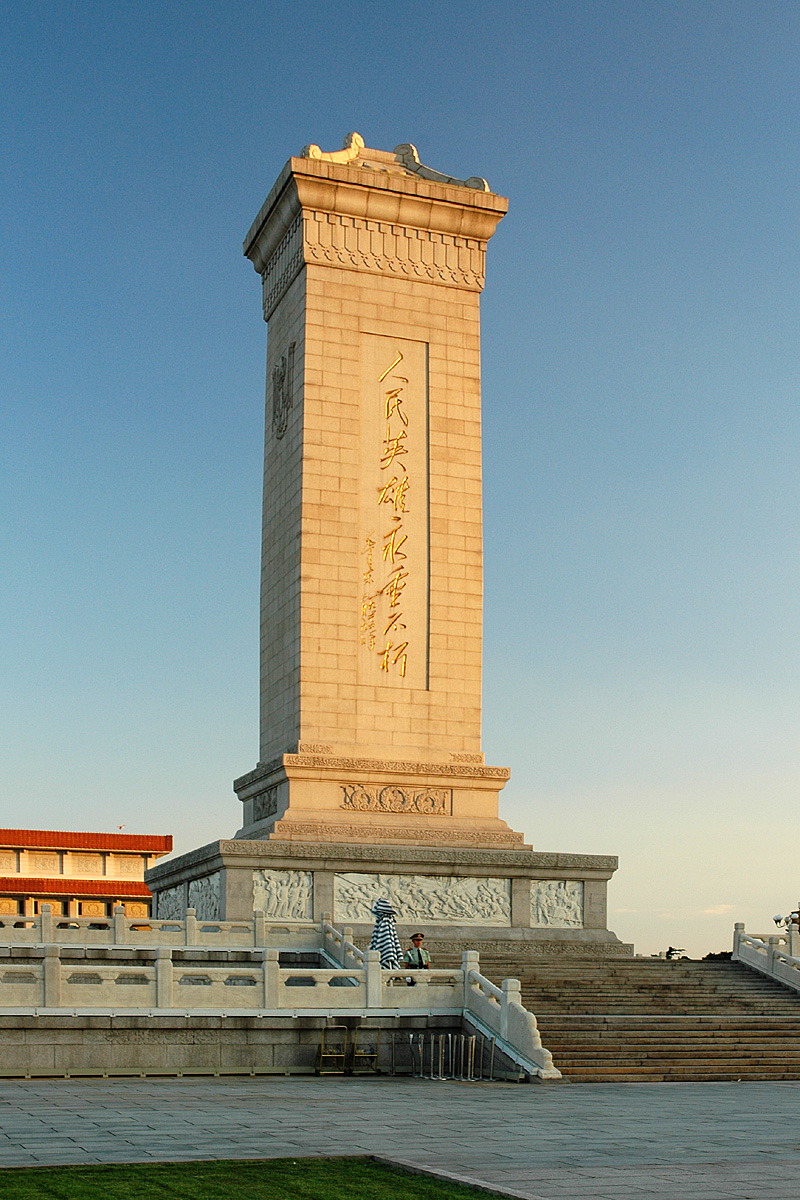
人民英雄纪念碑，为纪念中国近现代史上的牺牲的人民英雄而建

1912年1月1日，中華民國在南京成立，同年3月迁都北京。民国伊始，北京仍依清制称顺天府，1913年，北洋政府成立京師警察廳。1914年6月，成立京都市政公所，地址在新華門附近。兩者共同負責地方市政。同年10月，行政上設立京兆地方。1918年1月，京兆地方的市區正式定名為京都市。这一时期，北京新建了有轨电车系统和一批现代的文化教育机构，北京皇城的城墙也逐步被拆除，但内外城仅被局部改造:74。1919年北京因山东问题爆发五四运动，学生放火燒了曹汝霖的住宅。1920年5月7日，北京南苑机场开通北京首条民用航空线路:74。1928年北伐战争后，中華民國首都迁回南京，京兆地方改名为北平特别市。1930年6月，北平降格为河北省省辖市，同年12月复升为院辖市。这一时期，北京尽管不具首都的地位，但在教育方面仍有关键的优势，被国际人士称为“中国的波士顿”。

### 日本侵占时期
1937年七·七事变后，北平被日軍占领，将北平改名为北京:40。日军在北京烧杀抢掠，造成了集体严重的破坏，并且试图以北京封闭和控制华北的经济，政治和军事。
1945年日本宣布向同盟国投降，中国抗日战争结束。同年8月21日第十一战区孙连仲部接收北京，并更名北平。

### 北平和平解放
1949年1月31日，傅作义与中国共产党达成「和平协议」，率中華民國國軍25万人改投中共，北平和平解放。同年9月27日中国人民政治协商会议第一届全体会议通过《决议》，将中华人民共和国的国都定于北平，復名为北京。

### 新中国成立后
1949年10月1日，中华人民共和国中央人民政府在北京宣告成立。此后，天安门广场上举行过多次阅兵。1949年11月21日，北京市封闭了全市的所有妓院:83。1950年2月，建筑学家梁思成和陈占祥联手提出《关于中央人民政府行政中心区位置的建议》，建议在公主坟以东、月坛以西的适中地点（即三里河一带）建设首都行政中心区域，但最终北京市采纳的是朱兆雪、赵冬日“以天安门为中心逐步扩建、改建”的意见，导致城墙于1953年至60年代被逐步拆除。
1963年海河特大洪灾，北京市部分地区被淹，上万间房屋倒塌，全市工业损失超1,000万元人民币，朝阳、海淀、丰台3个近郊区淹地30万亩，损失蔬菜1亿斤、粮食1,000万斤，共死亡35人。此次洪灾过后，北京市制定了“市区防洪排水标准”，沿用至今。

### 文化大革命期间
1966年8月18日，毛泽东在天安门城楼上接见了红卫兵代表宋彬彬，红卫兵受到鼓舞，“西纠”等红卫兵组织相继成立，北京的文革屠杀逐渐展开。据1980年官方数据，在1966年8~9月间，在北京市有1,772人被红卫兵打死，其中包括很多学校的老师和校长，另有至少33,695户被抄家、85,196个家庭被驱逐出北京；此外，受到北京市区红卫兵杀戮的影响，北京大兴县从8月27日至9月1日爆发了“大兴事件”，数天内先后有325人遭屠杀，有22户人家被杀绝。亦有学者指出，1985年官方统计显示，北京屠杀实际死亡人数上万。此后北京市仍有多起武斗事件发生，如1968年的清华大学百日大武斗，城市建设也处于极度混乱之中，城市规划更无法正常编制:95。
1969年10月1日，北京地铁一期工程通车。1976年1月8日，国务院总理周恩来病逝于中国人民解放军第三〇五医院，此后由于民众对四人帮的不满情绪，四五运动在北京爆发。9月9日，毛泽东在中南海病逝，一个月后发生怀仁堂政变，“四人帮”被捕。

### 现代發展

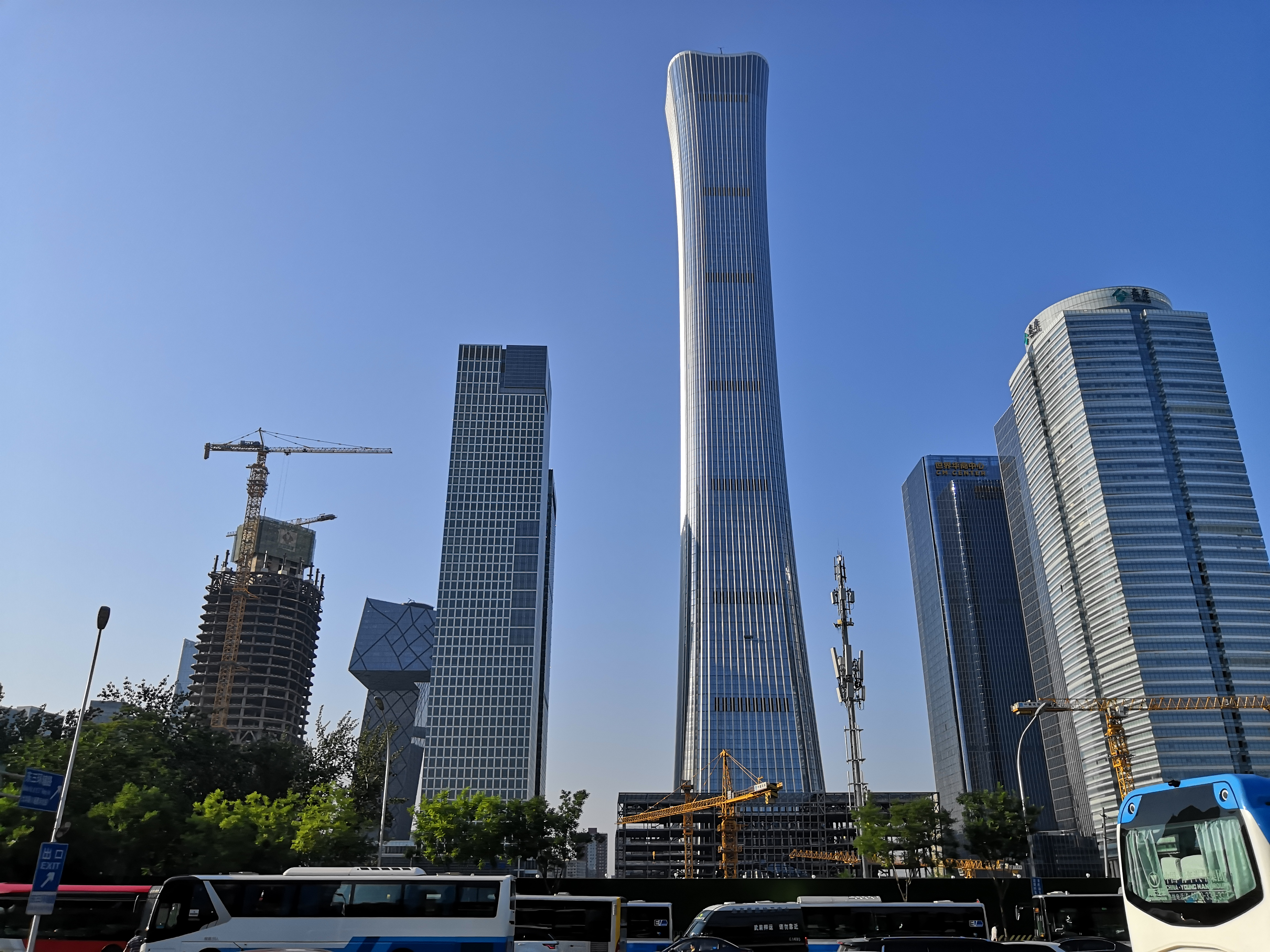
北京第一高楼中国尊

文化大革命结束后，北京市的改革开放首先从京郊农村改革开始，1984年北京市农村种植业已有97%的生产队实现家庭联产承包责任制:115。
1982年7月22日，北京市编制《北京城市建设总体规划方案》，该方案明确北京市的性质为“全国的政治中心和文化中心”，1983年获批:133，此后北京市的城市建设迅速发展，一改此前“重生产、轻生活”的思维。
1987年，北京市提出“打通两厢，缓解中央”，开始大规模建设城市道路:141。次年，北京市新技术产业开发试验区在中关村成立:144。
1989年爆发六四天安门事件，学生自该年4月胡耀邦逝世后占领天安门广场长达51天，6月4日被执政党中国共产党派遣军队出动坦克等作战武器，武力镇压，此事件造成多人伤亡，从1989年5月20日起在北京市部分地区实行的戒严直至1990年1月11日才正式解除。
1990年，北京市成功举办第11届亚洲运动会，1991年开始着手申办2000年夏季奥林匹克运动会:547，但1993年9月以两票之差不敌悉尼。1992年7月10日，当时处于规划阶段的亦庄工业区更名为北京经济技术开发区:552。
1993年10月，《北京城市总体规划（1991-2010年）》获国务院批准:136。
1995年，北京又承办了联合国第四次世界妇女大会，通过《北京宣言》和《行动纲领》，同年北京市开始实行每周五天工作制:566。1996年5月8日，北京市电话号码由七位升至八位:573。
1998年11月25日，北京市正式启动2008年夏季奥林匹克运动会的申办工作。
1999年6月，建筑界名家贝聿铭与吳良鏞、周干峙、张开济、华揽洪、郑孝燮、罗哲文、阮仪三联名向北京市政府提交意见书《在急速发展中要审慎地保护北京历史文化名城》，指出应该顺应历史文化名城保护与发展的客观规律，对北京旧城进行积极的、慎重的保护与改善，而不是“加速改造”，建议编订具有法律效力的完整的《北京历史文化名城保护规划》，同年中关村科技园区管理委员会正式成立，平安大街和北京地铁复八线等重大基础设施也正式完工:592。
2001年，北京市赢得第29届奥林匹克运动会主办权，同年举办了第21届世界大学生运动会，第29届奥运会和第13届残奥会则分别于2008年8月和9月成功举办。
2012年7月21日，北京发生特大暴雨，79人死亡。
2014年，北京市被中央政府增加了“科技创新中心”的城市战略定位，京津冀协同发展也被提升至国家战略层面。该年11月10日至11日，北京市举行APEC峰会。2015年至2016年，北京发生严重的空气污染。
2015年，北京市获得2022年冬季奥林匹克运动会主办权，成为全球第一个既举办过夏季奥运会，又举办过冬季奥运会的城市。
2016年，国务院印发《北京加强全国科技创新中心建设总体方案》。
2017年9月，《北京城市总体规划（2016年—2035年）》获批，将北京市定位为全国政治中心、文化中心、国际交往中心、科技创新中心，并计划加强这“四个中心”功能建设，同时指出“老城不能再拆”。首都北京在高速发展的过程中，出现了一系列“城市病”，同时考虑到中国经济存在发展不充分不平衡的问题，创新性地成为中国第一个推行减量发展的城市。北京开始疏解中心城区的非首都功能，将不符合“四个中心”的单位迁出中心城区，支持河北雄安新区规划建设，高水平规划建设北京城市副中心。2019年1月11日，北京市人民政府正式迁至通州区北京城市副中心行政办公区。
2020年8月27日，国务院批复了涉及东城、西城两区的《首都功能核心区控制性详细规划（街区层面）（2018年－2035年）》。

## 地理

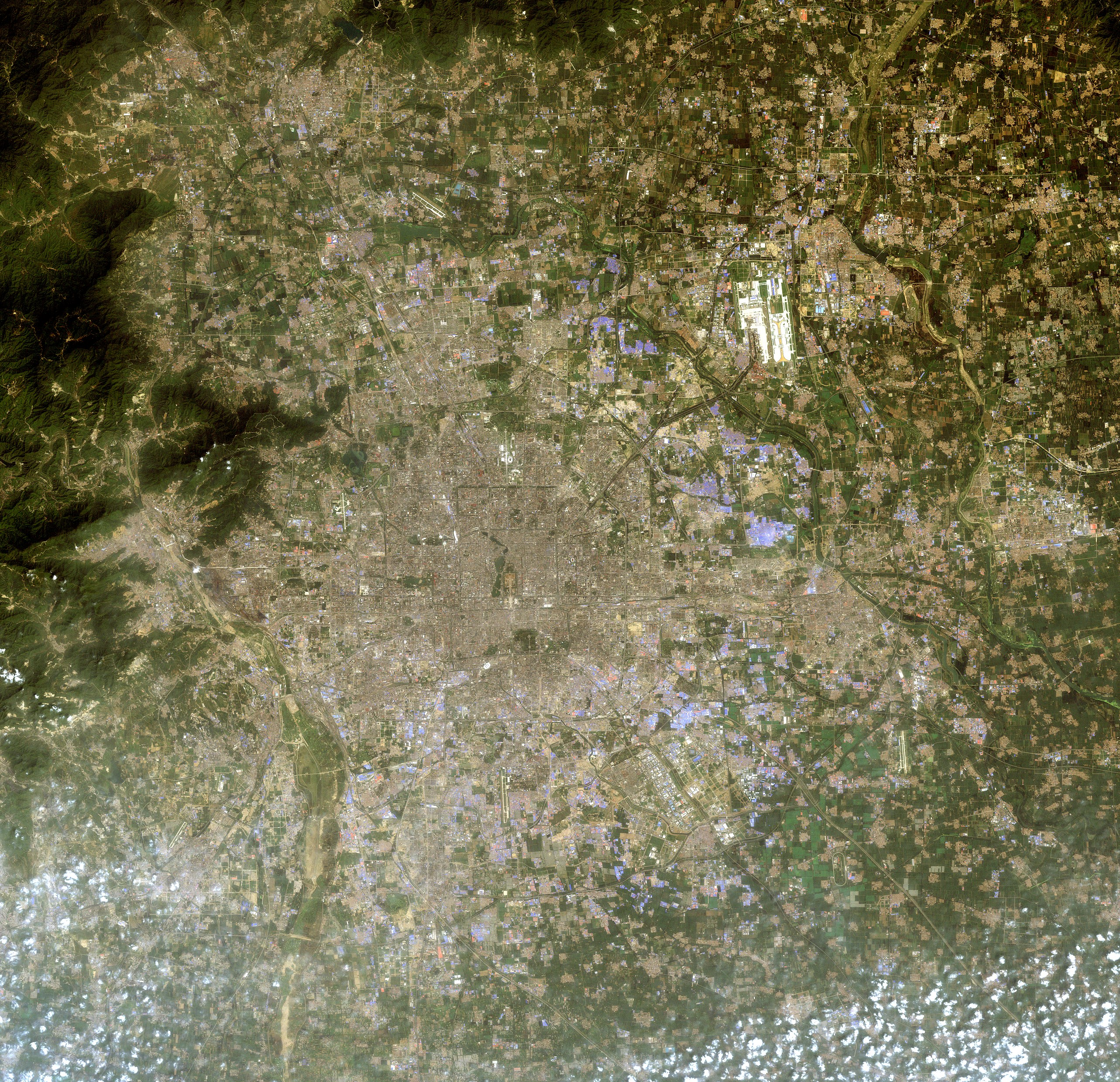
北京卫星照片，拍摄于2010年8月

### 地貌及水文
北京市位于河北省的西北边缘，背靠太行山余脉和燕山山脉，面对辽阔的华北平原，东南距渤海約150公里。市域东西宽约160公里，南北长约176公里，土地面积16410.54平方公里，其中平原面积6338平方公里，占38.62%；山区面积10072平方公里，占61.38%。北京地势总体上西北高，东南低。全市地貌由西北山地和东南平原两大地貌单元组成。北京市平均海拔高度43.5米，其中平原的海拔高度在20~60米，而山地一般海拔1000~1500米，全市最高峰为位于门头沟区西北部的东灵山，海拔2303米。北京沒有天然湖泊，天然河道自西向东有拒马河、永定河、北运河、潮白河、蓟运河五大水系，均屬海河流域。

### 氣候
北京市地处暖温带半濕潤地区，气候属于暖温带半湿润大陆性季风气候，平原地区平均年降水量约600毫米，市区代表站平均年降水量为528毫米，最大年降水量为1404.6毫米，最大24小时降水量为404.2毫米，平均年最大积雪深度为7.5厘米，历史最大积雪深度33.5厘米。北京四季分明，春季多風和沙尘，夏季炎熱多雨，秋季晴朗干燥，冬季寒冷且大风猛烈。其中春季和秋季很短，各约1.5-2个月；而夏季和冬季则很长，夏季接近四个月，冬季接近五个月，按照中国的季节划分标准，北京常年在3月26日入春，5月20日入夏，9月13日入秋，10月31日入冬。北京季风性特征明显，全年60%的降水集中在夏季的7、8月份，而其他季节空气较为干燥。市区年平均气温13.3 °C，最冷月（1月）平均气温为−2.7 °C，最热月（7月）平均气温为27.2 °C。极端最低气温为−33.2 °C（1980年1月30日佛爷顶），极端最高气温43.5 °C（1961年6月10日房山区）。市区极端最低气温为−27.4 °C（1966年2月22日），市区极端最高气温41.9 °C（1999年7月24日）。
| 北京市气象数据（平均数据自1991年统计至2020年，极端数据自1951年统计至今） | 北京市气象数据（平均数据自1991年统计至2020年，极端数据自1951年统计至今） | 北京市气象数据（平均数据自1991年统计至2020年，极端数据自1951年统计至今） | 北京市气象数据（平均数据自1991年统计至2020年，极端数据自1951年统计至今） | 北京市气象数据（平均数据自1991年统计至2020年，极端数据自1951年统计至今） | 北京市气象数据（平均数据自1991年统计至2020年，极端数据自1951年统计至今） | 北京市气象数据（平均数据自1991年统计至2020年，极端数据自1951年统计至今） | 北京市气象数据（平均数据自1991年统计至2020年，极端数据自1951年统计至今） | 北京市气象数据（平均数据自1991年统计至2020年，极端数据自1951年统计至今） | 北京市气象数据（平均数据自1991年统计至2020年，极端数据自1951年统计至今） | 北京市气象数据（平均数据自1991年统计至2020年，极端数据自1951年统计至今） | 北京市气象数据（平均数据自1991年统计至2020年，极端数据自1951年统计至今） | 北京市气象数据（平均数据自1991年统计至2020年，极端数据自1951年统计至今） | 北京市气象数据（平均数据自1991年统计至2020年，极端数据自1951年统计至今） |
| 月份                                                                     | 1月                                                                      | 2月                                                                      | 3月                                                                      | 4月                                                                      | 5月                                                                      | 6月                                                                      | 7月                                                                      | 8月                                                                      | 9月                                                                      | 10月                                                                     | 11月                                                                     | 12月                                                                     | 全年                                                                     |
| ------------------------------------------------------------------------ | ------------------------------------------------------------------------ | ------------------------------------------------------------------------ | ------------------------------------------------------------------------ | ------------------------------------------------------------------------ | ------------------------------------------------------------------------ | ------------------------------------------------------------------------ | ------------------------------------------------------------------------ | ------------------------------------------------------------------------ | ------------------------------------------------------------------------ | ------------------------------------------------------------------------ | ------------------------------------------------------------------------ | ------------------------------------------------------------------------ | ------------------------------------------------------------------------ |
| 历史最高温 °C（°F）                                                      | 14.3 (57.7)                                                              | 25.6 (78.1)                                                              | 29.5 (85.1)                                                              | 33.5 (92.3)                                                              | 41.1 (106.0)                                                             | 41.1 (106.0)                                                             | 41.9 (107.4)                                                             | 38.3 (100.9)                                                             | 35.9 (96.6)                                                              | 31.0 (87.8)                                                              | 23.3 (73.9)                                                              | 19.5 (67.1)                                                              | 41.9 (107.4)                                                             |
| 平均高温 °C（°F）                                                        | 2.3 (36.1)                                                               | 6.1 (43.0)                                                               | 13.2 (55.8)                                                              | 21.0 (69.8)                                                              | 27.2 (81.0)                                                              | 30.8 (87.4)                                                              | 31.8 (89.2)                                                              | 30.7 (87.3)                                                              | 26.5 (79.7)                                                              | 19.3 (66.7)                                                              | 10.3 (50.5)                                                              | 3.7 (38.7)                                                               | 18.6 (65.4)                                                              |
| 日均气温 °C（°F）                                                        | −2.7 (27.1)                                                              | 0.6 (33.1)                                                               | 7.5 (45.5)                                                               | 15.1 (59.2)                                                              | 21.3 (70.3)                                                              | 25.3 (77.5)                                                              | 27.2 (81.0)                                                              | 26.1 (79.0)                                                              | 21.2 (70.2)                                                              | 13.8 (56.8)                                                              | 5.2 (41.4)                                                               | −1 (30)                                                                  | 13.3 (55.9)                                                              |
| 平均低温 °C（°F）                                                        | −6.9 (19.6)                                                              | −4.2 (24.4)                                                              | 1.9 (35.4)                                                               | 9.0 (48.2)                                                               | 15.1 (59.2)                                                              | 20.0 (68.0)                                                              | 23.0 (73.4)                                                              | 22.0 (71.6)                                                              | 16.3 (61.3)                                                              | 8.8 (47.8)                                                               | 0.7 (33.3)                                                               | −5 (23)                                                                  | 8.4 (47.1)                                                               |
| 历史最低温 °C（°F）                                                      | −22.8 (−9.0)                                                             | −27.4 (−17.3)                                                            | −15 (5)                                                                  | −3.2 (26.2)                                                              | 2.5 (36.5)                                                               | 9.8 (49.6)                                                               | 15.3 (59.5)                                                              | 11.4 (52.5)                                                              | 3.7 (38.7)                                                               | −3.5 (25.7)                                                              | −12.3 (9.9)                                                              | −18.3 (−0.9)                                                             | −27.4 (−17.3)                                                            |
| 平均降水量 mm（）                                                        | 2.2 (0.09)                                                               | 5.8 (0.23)                                                               | 8.6 (0.34)                                                               | 21.7 (0.85)                                                              | 36.1 (1.42)                                                              | 72.4 (2.85)                                                              | 169.7 (6.68)                                                             | 113.4 (4.46)                                                             | 53.7 (2.11)                                                              | 28.7 (1.13)                                                              | 13.5 (0.53)                                                              | 2.2 (0.09)                                                               | 528 (20.78)                                                              |
| 平均降水天数（≥ 0.1 mm）                                                 | 1.6                                                                      | 2.3                                                                      | 3.0                                                                      | 4.7                                                                      | 6.0                                                                      | 10.0                                                                     | 11.9                                                                     | 10.5                                                                     | 7.1                                                                      | 5.2                                                                      | 2.9                                                                      | 1.6                                                                      | 66.8                                                                     |
| 平均相對濕度（％）                                                       | 43                                                                       | 42                                                                       | 40                                                                       | 43                                                                       | 47                                                                       | 58                                                                       | 69                                                                       | 71                                                                       | 64                                                                       | 58                                                                       | 54                                                                       | 46                                                                       | 53                                                                       |
| 月均日照時數                                                             | 188.1                                                                    | 189.1                                                                    | 231.1                                                                    | 243.2                                                                    | 265.1                                                                    | 221.6                                                                    | 190.5                                                                    | 205.3                                                                    | 206.1                                                                    | 199.9                                                                    | 173.4                                                                    | 177.1                                                                    | 2,490.5                                                                  |
| 可照百分比                                                               | 62                                                                       | 62                                                                       | 62                                                                       | 61                                                                       | 59                                                                       | 50                                                                       | 42                                                                       | 49                                                                       | 56                                                                       | 59                                                                       | 59                                                                       | 61                                                                       | 57                                                                       |
| 平均紫外线指数                                                           | 2                                                                        | 3                                                                        | 4                                                                        | 6                                                                        | 8                                                                        | 9                                                                        | 9                                                                        | 8                                                                        | 6                                                                        | 4                                                                        | 2                                                                        | 1                                                                        | 5                                                                        |
| 来源：中国气象局、Weather Atlas和 mherrera.org（极端温度）               |                                                                          |                                                                          |                                                                          |                                                                          |                                                                          |                                                                          |                                                                          |                                                                          |                                                                          |                                                                          |                                                                          |                                                                          |                                                                          |

| 朝阳区气象数据 (平均数据自1991年统计至2020年，极端数据自1981年统计至2010年) | 朝阳区气象数据 (平均数据自1991年统计至2020年，极端数据自1981年统计至2010年) | 朝阳区气象数据 (平均数据自1991年统计至2020年，极端数据自1981年统计至2010年) | 朝阳区气象数据 (平均数据自1991年统计至2020年，极端数据自1981年统计至2010年) | 朝阳区气象数据 (平均数据自1991年统计至2020年，极端数据自1981年统计至2010年) | 朝阳区气象数据 (平均数据自1991年统计至2020年，极端数据自1981年统计至2010年) | 朝阳区气象数据 (平均数据自1991年统计至2020年，极端数据自1981年统计至2010年) | 朝阳区气象数据 (平均数据自1991年统计至2020年，极端数据自1981年统计至2010年) | 朝阳区气象数据 (平均数据自1991年统计至2020年，极端数据自1981年统计至2010年) | 朝阳区气象数据 (平均数据自1991年统计至2020年，极端数据自1981年统计至2010年) | 朝阳区气象数据 (平均数据自1991年统计至2020年，极端数据自1981年统计至2010年) | 朝阳区气象数据 (平均数据自1991年统计至2020年，极端数据自1981年统计至2010年) | 朝阳区气象数据 (平均数据自1991年统计至2020年，极端数据自1981年统计至2010年) | 朝阳区气象数据 (平均数据自1991年统计至2020年，极端数据自1981年统计至2010年) |
| 月份                                                                        | 1月                                                                         | 2月                                                                         | 3月                                                                         | 4月                                                                         | 5月                                                                         | 6月                                                                         | 7月                                                                         | 8月                                                                         | 9月                                                                         | 10月                                                                        | 11月                                                                        | 12月                                                                        | 全年                                                                        |
| --------------------------------------------------------------------------- | --------------------------------------------------------------------------- | --------------------------------------------------------------------------- | --------------------------------------------------------------------------- | --------------------------------------------------------------------------- | --------------------------------------------------------------------------- | --------------------------------------------------------------------------- | --------------------------------------------------------------------------- | --------------------------------------------------------------------------- | --------------------------------------------------------------------------- | --------------------------------------------------------------------------- | --------------------------------------------------------------------------- | --------------------------------------------------------------------------- | --------------------------------------------------------------------------- |
| 历史最高温 °C（°F）                                                         | 14.7 (58.5)                                                                 | 20.4 (68.7)                                                                 | 29.2 (84.6)                                                                 | 32.5 (90.5)                                                                 | 38.7 (101.7)                                                                | 39.7 (103.5)                                                                | 41.0 (105.8)                                                                | 37.4 (99.3)                                                                 | 34.8 (94.6)                                                                 | 30.8 (87.4)                                                                 | 22.0 (71.6)                                                                 | 18.7 (65.7)                                                                 | 41.0 (105.8)                                                                |
| 平均高温 °C（°F）                                                           | 2.3 (36.1)                                                                  | 6.2 (43.2)                                                                  | 13.2 (55.8)                                                                 | 21.1 (70.0)                                                                 | 27.2 (81.0)                                                                 | 30.7 (87.3)                                                                 | 31.7 (89.1)                                                                 | 30.7 (87.3)                                                                 | 26.4 (79.5)                                                                 | 19.3 (66.7)                                                                 | 10.3 (50.5)                                                                 | 3.7 (38.7)                                                                  | 18.6 (65.4)                                                                 |
| 日均气温 °C（°F）                                                           | −3.0 (26.6)                                                                 | 0.3 (32.5)                                                                  | 7.3 (45.1)                                                                  | 15.0 (59.0)                                                                 | 21.1 (70.0)                                                                 | 24.9 (76.8)                                                                 | 26.8 (80.2)                                                                 | 25.7 (78.3)                                                                 | 20.6 (69.1)                                                                 | 13.2 (55.8)                                                                 | 4.7 (40.5)                                                                  | −1.3 (29.7)                                                                 | 12.9 (55.3)                                                                 |
| 平均低温 °C（°F）                                                           | −7.5 (18.5)                                                                 | −4.8 (23.4)                                                                 | 1.2 (34.2)                                                                  | 8.3 (46.9)                                                                  | 14.3 (57.7)                                                                 | 19.2 (66.6)                                                                 | 22.4 (72.3)                                                                 | 21.3 (70.3)                                                                 | 15.5 (59.9)                                                                 | 7.7 (45.9)                                                                  | −0.2 (31.6)                                                                 | −5.6 (21.9)                                                                 | 7.7 (45.8)                                                                  |
| 历史最低温 °C（°F）                                                         | −19.4 (−2.9)                                                                | −17.5 (0.5)                                                                 | −11.7 (10.9)                                                                | −2.9 (26.8)                                                                 | 3.7 (38.7)                                                                  | 9.3 (48.7)                                                                  | 14.2 (57.6)                                                                 | 13.3 (55.9)                                                                 | 4.3 (39.7)                                                                  | −4.9 (23.2)                                                                 | −13.2 (8.2)                                                                 | −17.8 (0.0)                                                                 | −19.4 (−2.9)                                                                |
| 平均降水量 mm（）                                                           | 2.3 (0.09)                                                                  | 5.3 (0.21)                                                                  | 8.1 (0.32)                                                                  | 22.1 (0.87)                                                                 | 36.4 (1.43)                                                                 | 80.8 (3.18)                                                                 | 183.9 (7.24)                                                                | 138.6 (5.46)                                                                | 59.5 (2.34)                                                                 | 29.3 (1.15)                                                                 | 13.8 (0.54)                                                                 | 1.9 (0.07)                                                                  | 582 (22.9)                                                                  |
| 平均降水天数（≥ 0.1 mm）                                                    | 1.5                                                                         | 2.3                                                                         | 2.8                                                                         | 4.7                                                                         | 5.9                                                                         | 10.1                                                                        | 12.8                                                                        | 10.5                                                                        | 7.3                                                                         | 4.9                                                                         | 2.9                                                                         | 1.7                                                                         | 67.4                                                                        |
| 平均降雪天数                                                                | 2.7                                                                         | 2.3                                                                         | 1.1                                                                         | 0.2                                                                         | 0                                                                           | 0                                                                           | 0                                                                           | 0                                                                           | 0                                                                           | 0                                                                           | 1.7                                                                         | 2.6                                                                         | 10.6                                                                        |
| 平均相對濕度（％）                                                          | 43                                                                          | 42                                                                          | 41                                                                          | 43                                                                          | 49                                                                          | 60                                                                          | 72                                                                          | 73                                                                          | 68                                                                          | 63                                                                          | 57                                                                          | 47                                                                          | 55                                                                          |
| 月均日照時數                                                                | 179.1                                                                       | 179.8                                                                       | 222.4                                                                       | 237.6                                                                       | 263.5                                                                       | 219.7                                                                       | 181.5                                                                       | 193.6                                                                       | 201.1                                                                       | 193.3                                                                       | 159.0                                                                       | 164.6                                                                       | 2,395.2                                                                     |
| 可照百分比                                                                  | 60                                                                          | 59                                                                          | 60                                                                          | 59                                                                          | 59                                                                          | 49                                                                          | 40                                                                          | 46                                                                          | 54                                                                          | 57                                                                          | 54                                                                          | 57                                                                          | 55                                                                          |
| 来源：国家气候中心                                                          |                                                                             |                                                                             |                                                                             |                                                                             |                                                                             |                                                                             |                                                                             |                                                                             |                                                                             |                                                                             |                                                                             |                                                                             |                                                                             |

| 海淀区气象数据 (平均数据自1991年统计至2020年，极端数据自1981年统计至2010年) | 海淀区气象数据 (平均数据自1991年统计至2020年，极端数据自1981年统计至2010年) | 海淀区气象数据 (平均数据自1991年统计至2020年，极端数据自1981年统计至2010年) | 海淀区气象数据 (平均数据自1991年统计至2020年，极端数据自1981年统计至2010年) | 海淀区气象数据 (平均数据自1991年统计至2020年，极端数据自1981年统计至2010年) | 海淀区气象数据 (平均数据自1991年统计至2020年，极端数据自1981年统计至2010年) | 海淀区气象数据 (平均数据自1991年统计至2020年，极端数据自1981年统计至2010年) | 海淀区气象数据 (平均数据自1991年统计至2020年，极端数据自1981年统计至2010年) | 海淀区气象数据 (平均数据自1991年统计至2020年，极端数据自1981年统计至2010年) | 海淀区气象数据 (平均数据自1991年统计至2020年，极端数据自1981年统计至2010年) | 海淀区气象数据 (平均数据自1991年统计至2020年，极端数据自1981年统计至2010年) | 海淀区气象数据 (平均数据自1991年统计至2020年，极端数据自1981年统计至2010年) | 海淀区气象数据 (平均数据自1991年统计至2020年，极端数据自1981年统计至2010年) | 海淀区气象数据 (平均数据自1991年统计至2020年，极端数据自1981年统计至2010年) |
| 月份                                                                        | 1月                                                                         | 2月                                                                         | 3月                                                                         | 4月                                                                         | 5月                                                                         | 6月                                                                         | 7月                                                                         | 8月                                                                         | 9月                                                                         | 10月                                                                        | 11月                                                                        | 12月                                                                        | 全年                                                                        |
| --------------------------------------------------------------------------- | --------------------------------------------------------------------------- | --------------------------------------------------------------------------- | --------------------------------------------------------------------------- | --------------------------------------------------------------------------- | --------------------------------------------------------------------------- | --------------------------------------------------------------------------- | --------------------------------------------------------------------------- | --------------------------------------------------------------------------- | --------------------------------------------------------------------------- | --------------------------------------------------------------------------- | --------------------------------------------------------------------------- | --------------------------------------------------------------------------- | --------------------------------------------------------------------------- |
| 历史最高温 °C（°F）                                                         | 14.2 (57.6)                                                                 | 19.8 (67.6)                                                                 | 28.7 (83.7)                                                                 | 33.1 (91.6)                                                                 | 38.2 (100.8)                                                                | 40.1 (104.2)                                                                | 41.7 (107.1)                                                                | 38.4 (101.1)                                                                | 35.2 (95.4)                                                                 | 30.7 (87.3)                                                                 | 22.7 (72.9)                                                                 | 19.6 (67.3)                                                                 | 41.7 (107.1)                                                                |
| 平均高温 °C（°F）                                                           | 2.7 (36.9)                                                                  | 6.5 (43.7)                                                                  | 13.4 (56.1)                                                                 | 21.3 (70.3)                                                                 | 27.6 (81.7)                                                                 | 31.0 (87.8)                                                                 | 32.0 (89.6)                                                                 | 31.2 (88.2)                                                                 | 26.8 (80.2)                                                                 | 19.5 (67.1)                                                                 | 10.6 (51.1)                                                                 | 4.0 (39.2)                                                                  | 18.9 (66.0)                                                                 |
| 日均气温 °C（°F）                                                           | −2.7 (27.1)                                                                 | 0.6 (33.1)                                                                  | 7.4 (45.3)                                                                  | 15.1 (59.2)                                                                 | 21.2 (70.2)                                                                 | 25.1 (77.2)                                                                 | 26.9 (80.4)                                                                 | 25.9 (78.6)                                                                 | 20.8 (69.4)                                                                 | 13.3 (55.9)                                                                 | 4.9 (40.8)                                                                  | −1.1 (30.0)                                                                 | 13.1 (55.6)                                                                 |
| 平均低温 °C（°F）                                                           | −7.1 (19.2)                                                                 | −4.3 (24.3)                                                                 | 1.8 (35.2)                                                                  | 8.8 (47.8)                                                                  | 14.8 (58.6)                                                                 | 19.7 (67.5)                                                                 | 22.6 (72.7)                                                                 | 21.6 (70.9)                                                                 | 15.9 (60.6)                                                                 | 8.3 (46.9)                                                                  | 0.3 (32.5)                                                                  | −5.2 (22.6)                                                                 | 8.1 (46.6)                                                                  |
| 历史最低温 °C（°F）                                                         | −20.2 (−4.4)                                                                | −15.7 (3.7)                                                                 | −10.7 (12.7)                                                                | −2.7 (27.1)                                                                 | 3.4 (38.1)                                                                  | 10.5 (50.9)                                                                 | 15.8 (60.4)                                                                 | 13.9 (57.0)                                                                 | 4.0 (39.2)                                                                  | −3.5 (25.7)                                                                 | −10.8 (12.6)                                                                | −15.7 (3.7)                                                                 | −20.2 (−4.4)                                                                |
| 平均降水量 mm（）                                                           | 2.1 (0.08)                                                                  | 5.6 (0.22)                                                                  | 9.6 (0.38)                                                                  | 21.6 (0.85)                                                                 | 34.7 (1.37)                                                                 | 84.8 (3.34)                                                                 | 209.5 (8.25)                                                                | 119.7 (4.71)                                                                | 53.3 (2.10)                                                                 | 27.8 (1.09)                                                                 | 15.1 (0.59)                                                                 | 2.5 (0.10)                                                                  | 586.3 (23.08)                                                               |
| 平均降水天数（≥ 0.1 mm）                                                    | 1.3                                                                         | 2.3                                                                         | 2.8                                                                         | 4.5                                                                         | 6.1                                                                         | 10.3                                                                        | 13.1                                                                        | 11.0                                                                        | 7.5                                                                         | 5.0                                                                         | 3.0                                                                         | 1.5                                                                         | 68.4                                                                        |
| 平均降雪天数                                                                | 2.4                                                                         | 2.2                                                                         | 1.1                                                                         | 0.1                                                                         | 0                                                                           | 0                                                                           | 0                                                                           | 0                                                                           | 0                                                                           | 0                                                                           | 1.5                                                                         | 2.4                                                                         | 9.7                                                                         |
| 平均相對濕度（％）                                                          | 43                                                                          | 42                                                                          | 41                                                                          | 43                                                                          | 48                                                                          | 60                                                                          | 72                                                                          | 73                                                                          | 67                                                                          | 62                                                                          | 56                                                                          | 46                                                                          | 54                                                                          |
| 月均日照時數                                                                | 183.1                                                                       | 183.6                                                                       | 220.2                                                                       | 233.1                                                                       | 250.5                                                                       | 203.2                                                                       | 170.2                                                                       | 186.9                                                                       | 194.8                                                                       | 188.8                                                                       | 166.0                                                                       | 169.9                                                                       | 2,350.3                                                                     |
| 可照百分比                                                                  | 61                                                                          | 60                                                                          | 59                                                                          | 58                                                                          | 56                                                                          | 45                                                                          | 38                                                                          | 44                                                                          | 53                                                                          | 55                                                                          | 56                                                                          | 59                                                                          | 54                                                                          |
| 来源：国家气候中心                                                          |                                                                             |                                                                             |                                                                             |                                                                             |                                                                             |                                                                             |                                                                             |                                                                             |                                                                             |                                                                             |                                                                             |                                                                             |                                                                             |

| 北京首都国际机场气象数据 (平均数据自2013年统计至2022年，极端数据自2013年统计至今) | 北京首都国际机场气象数据 (平均数据自2013年统计至2022年，极端数据自2013年统计至今) | 北京首都国际机场气象数据 (平均数据自2013年统计至2022年，极端数据自2013年统计至今) | 北京首都国际机场气象数据 (平均数据自2013年统计至2022年，极端数据自2013年统计至今) | 北京首都国际机场气象数据 (平均数据自2013年统计至2022年，极端数据自2013年统计至今) | 北京首都国际机场气象数据 (平均数据自2013年统计至2022年，极端数据自2013年统计至今) | 北京首都国际机场气象数据 (平均数据自2013年统计至2022年，极端数据自2013年统计至今) | 北京首都国际机场气象数据 (平均数据自2013年统计至2022年，极端数据自2013年统计至今) | 北京首都国际机场气象数据 (平均数据自2013年统计至2022年，极端数据自2013年统计至今) | 北京首都国际机场气象数据 (平均数据自2013年统计至2022年，极端数据自2013年统计至今) | 北京首都国际机场气象数据 (平均数据自2013年统计至2022年，极端数据自2013年统计至今) | 北京首都国际机场气象数据 (平均数据自2013年统计至2022年，极端数据自2013年统计至今) | 北京首都国际机场气象数据 (平均数据自2013年统计至2022年，极端数据自2013年统计至今) | 北京首都国际机场气象数据 (平均数据自2013年统计至2022年，极端数据自2013年统计至今) |
| 月份                                                                              | 1月                                                                               | 2月                                                                               | 3月                                                                               | 4月                                                                               | 5月                                                                               | 6月                                                                               | 7月                                                                               | 8月                                                                               | 9月                                                                               | 10月                                                                              | 11月                                                                              | 12月                                                                              | 全年                                                                              |
| --------------------------------------------------------------------------------- | --------------------------------------------------------------------------------- | --------------------------------------------------------------------------------- | --------------------------------------------------------------------------------- | --------------------------------------------------------------------------------- | --------------------------------------------------------------------------------- | --------------------------------------------------------------------------------- | --------------------------------------------------------------------------------- | --------------------------------------------------------------------------------- | --------------------------------------------------------------------------------- | --------------------------------------------------------------------------------- | --------------------------------------------------------------------------------- | --------------------------------------------------------------------------------- | --------------------------------------------------------------------------------- |
| 历史最高温 °C（°F）                                                               | 13.0 (55.4)                                                                       | 26.0 (78.8)                                                                       | 27.0 (80.6)                                                                       | 35.0 (95.0)                                                                       | 42.0 (107.6)                                                                      | 41.0 (105.8)                                                                      | 40.0 (104.0)                                                                      | 38.0 (100.4)                                                                      | 37.0 (98.6)                                                                       | 30.0 (86.0)                                                                       | 21.0 (69.8)                                                                       | 15.0 (59.0)                                                                       | 42.0 (107.6)                                                                      |
| 平均高温 °C（°F）                                                                 | 2.7 (36.9)                                                                        | 6.0 (42.8)                                                                        | 14.1 (57.4)                                                                       | 21.5 (70.7)                                                                       | 27.4 (81.3)                                                                       | 30.8 (87.4)                                                                       | 31.5 (88.7)                                                                       | 30.9 (87.6)                                                                       | 27.2 (81.0)                                                                       | 19.1 (66.4)                                                                       | 10.7 (51.3)                                                                       | 4.3 (39.7)                                                                        | 18.8 (65.9)                                                                       |
| 日均气温 °C（°F）                                                                 | −3.4 (25.9)                                                                       | −0.4 (31.3)                                                                       | 8.1 (46.6)                                                                        | 15.4 (59.7)                                                                       | 21.4 (70.5)                                                                       | 25.3 (77.5)                                                                       | 27.0 (80.6)                                                                       | 26.1 (79.0)                                                                       | 21.1 (70.0)                                                                       | 12.5 (54.5)                                                                       | 4.4 (39.9)                                                                        | −2.2 (28.0)                                                                       | 12.9 (55.3)                                                                       |
| 平均低温 °C（°F）                                                                 | −7.4 (18.7)                                                                       | −5.2 (22.6)                                                                       | 2.3 (36.1)                                                                        | 8.3 (46.9)                                                                        | 14.1 (57.4)                                                                       | 19.2 (66.6)                                                                       | 22.6 (72.7)                                                                       | 21.4 (70.5)                                                                       | 16.1 (61.0)                                                                       | 7.9 (46.2)                                                                        | 0.6 (33.1)                                                                        | −6.2 (20.8)                                                                       | 7.8 (46.0)                                                                        |
| 历史最低温 °C（°F）                                                               | −23.0 (−9.4)                                                                      | −16.0 (3.2)                                                                       | −12.0 (10.4)                                                                      | −2.0 (28.4)                                                                       | 2.0 (35.6)                                                                        | 11.0 (51.8)                                                                       | 16.0 (60.8)                                                                       | 11.0 (51.8)                                                                       | 6.0 (42.8)                                                                        | −3.0 (26.6)                                                                       | −12.0 (10.4)                                                                      | −22.0 (−7.6)                                                                      | −23.0 (−9.4)                                                                      |
| 平均相對濕度（％）                                                                | 46                                                                                | 44                                                                                | 42                                                                                | 43                                                                                | 47                                                                                | 58                                                                                | 72                                                                                | 71                                                                                | 68                                                                                | 64                                                                                | 57                                                                                | 46                                                                                | 55                                                                                |
| 来源：                                                                            |                                                                                   |                                                                                   |                                                                                   |                                                                                   |                                                                                   |                                                                                   |                                                                                   |                                                                                   |                                                                                   |                                                                                   |                                                                                   |                                                                                   |                                                                                   |

| 月份    | 1月  | 2月  | 3月  | 4月  | 5月  | 6月  | 7月  | 8月  | 9月  | 10月 | 11月 | 12月 | 年    |
| ------- | ---- | ---- | ---- | ---- | ---- | ---- | ---- | ---- | ---- | ---- | ---- | ---- | ----- |
| ≥22℃    | 0.0  | 0.0  | 0.0  | 1.0  | 15.3 | 26.5 | 30.7 | 29.9 | 14.2 | 0.3  | 0.0  | 0.0  | 117.9 |
| 10℃-22℃ | 0.0  | 0.1  | 10.3 | 26.5 | 15.7 | 3.5  | 0.3  | 1.1  | 15.8 | 27.3 | 3.6  | 0.0  | 104.2 |
| <10℃    | 31.0 | 28.2 | 20.7 | 2.5  | 0.0  | 0.0  | 0.0  | 0.0  | 0.0  | 3.3  | 26.4 | 31.0 | 143.1 |

### 環境問題

#### 空气污染
北京的空气污染长期为人诟病。空气的主要污染源为工业废气及汽车尾气排放。2008年北京奥运会之后，北京的空气质量并未因此而好转，2011年2月21日，美国驻华大使馆录得的北京空气污染指数已超过了正常的可测量范围，北京市气象部门亦在2月24日通报称，截止当日北京空气质量已连续三天达到重度污染。亚洲开发银行和清华大学发布《中华人民共和国国家环境分析》报告成北京市为世界十大空气污染城市之一。随着北京市空气质量的急剧恶化，舆论呼吁官方尽快将PM2.5作为国内测量标准，迫于舆论的压力，环保部宣布将在2012年在京津地区开始试点PM2.5监测，并于2016年开始全国范围的推广。2012年2月2日，北京市首次公布PM2.5日均浓度。2013年1月13日，北京空氣污染程度創歷史紀錄。北京的空氣質量繼續惡化。官方機構建議兩千萬北京市民盡量不要出行。尤其是兒童及病患者則更應該盡量縮短外出時間。新華社於當天發布信息稱，北京1月12日的PM2.5指數瀕臨“爆表”，空氣質量持續六級嚴重污染。同時，美國駐華大使館在其使館內測量的空氣污染指數也於當天呈現出創紀錄的600點，甚至於當地時間下午一度達到699點。在此之前，美國駐華大使館測量北京空氣污染指數的最高值一直停留在500點左右，該指數為50點時代表空氣質量良好，超過300點就已經進入警戒級別。
根据联合国环境规划署统计，北京政府近年来花费超过1700亿美元治理北京的环境污染，同時也實行了一系列提升北京市空氣質量的措施。這些措施包括關閉很多对环境造成高污染的企业，將首钢总公司等不便关闭的企业分批遷移至河北省；使用天然气、电力等清洁能源的節能環保公交车；限制政府和私人汽车行驶；大幅降低公交车、地铁票价以鼓励北京市民尽可能利用公共交通工具出行；在北京奥运期间，利用可再生能源来对约20%的奥运场地进行电力供应；禁止尾气排放污染量大的“黄标车”进入市区；在北京周边的内蒙古、山西等地大力植树以提高绿化率等。
北京市生态环境局称2019年北京空气质量是过去7年来最好。2019年，北京市PM2.5年均浓度42微克/立方米，相比2018年的51微克/立方米又下降了9微克/立方米，创下了2013年监测以来的最低值，但仍然超过国家标准20%。而且2019年全年，北京没有出现严重污染日，重污染日仅4天。2019年北京市PM10、二氧化氮和二氧化硫年均浓度分别为68微克/立方米、37微克/立方米和4微克/立方米。其中，PM10、二氧化氮首次达到国家标准（70微克/立方米、40微克/立方米）；二氧化硫稳定达到国家标准（60微克/立方米）。从空间分布上看，2019年PM10、PM2.5和二氧化氮仍呈现“南高北低”的梯度分布特征，二氧化硫全市均处于较低浓度水平。其中，2019年密云区、怀柔区PM2.5年均浓度分别为34微克/立方米、35微克/立方米，率先达到国家二级标准。南北污染差异虽然仍然存在，但已经明显缩小，由2013年的63微克/立方米降低至2019年的23微克/立方米，全市PM2.5逐步均匀化。2021年，北京市大气环境中细颗粒物（PM2.5）年均浓度降至33微克/立方米。2024年该数字进一步降低至30.5微克/立方米，稳定达到国家空气质量二级标准。

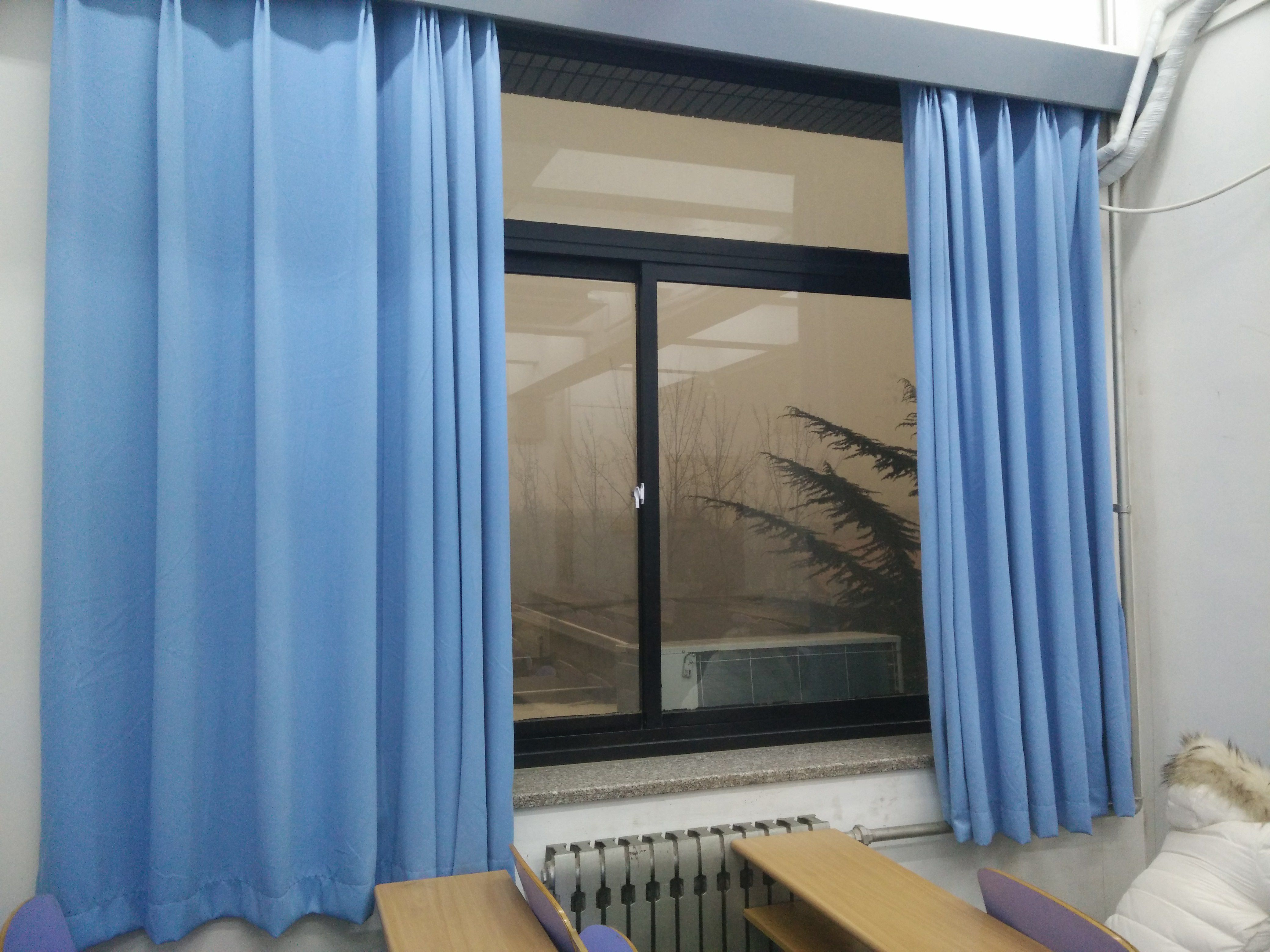
窗外可见沙尘暴的景象，摄于北京交通大学

从中国北部和西北部沙漠侵蚀而来的沙尘让北京的天空常有烟霭及浮尘，每年春季初期甚至会有“沙尘暴”现象，不过严格来说一般达不到气象学上沙尘暴的标准（即能见度不足1公里），而是浮尘或扬沙的程度（能见度不足10公里）。
飞絮则是北京每年4、5月間另一特有现象，其来源以杨絮為主，也有柳絮。由於北京城市道路绿化曾以毛白楊作為主要树种，而其白絮极易随风飘扬，因此形成了北京春天漫天飞杨絮的景观，也造成了一定程度的环境污染。随着近年来北京市通過樹幹注射抑止劑、嫁接以及用其他樹種逐漸取代毛白楊等方法治理楊柳飛絮，飞絮现象已逐漸得到控制。

#### 水體污染
据环保部信息，北京市昌平地区存在地下水重金属超标现象，主要污染物是铅；北京市南部郊区存在地下水有机物污染现象，主要污染指标为苯、四氯化碳、三氯乙烯等，可能的污染源包括北京化工二厂、焦化厂、西郊机场油库等。

### 四至及地理中心
| 方位 | 位置                 | 经纬度                                                |
| ---- | -------------------- | ----------------------------------------------------- |
| 北   | 怀柔区喇叭沟门满族乡 | 41°03′34.4″N 116°37′54.1″E / 41.059556°N 116.631694°E |
| 东   | 密云区新城子镇       | 40°39′33.3″N 117°30′28.8″E / 40.659250°N 117.508000°E |
| 南   | 大兴区榆垡镇         | 39°26′29.8″N 116°25′41.3″E / 39.441611°N 116.428139°E |
| 西   | 门头沟区清水镇       | 39°58′06.3″N 115°25′02.0″E / 39.968417°N 115.417222°E |
| 中心 | 昌平区兴寿镇         | 40°15′02.1″N 116°27′45.4″E / 40.250583°N 116.462611°E |

## 城市規劃

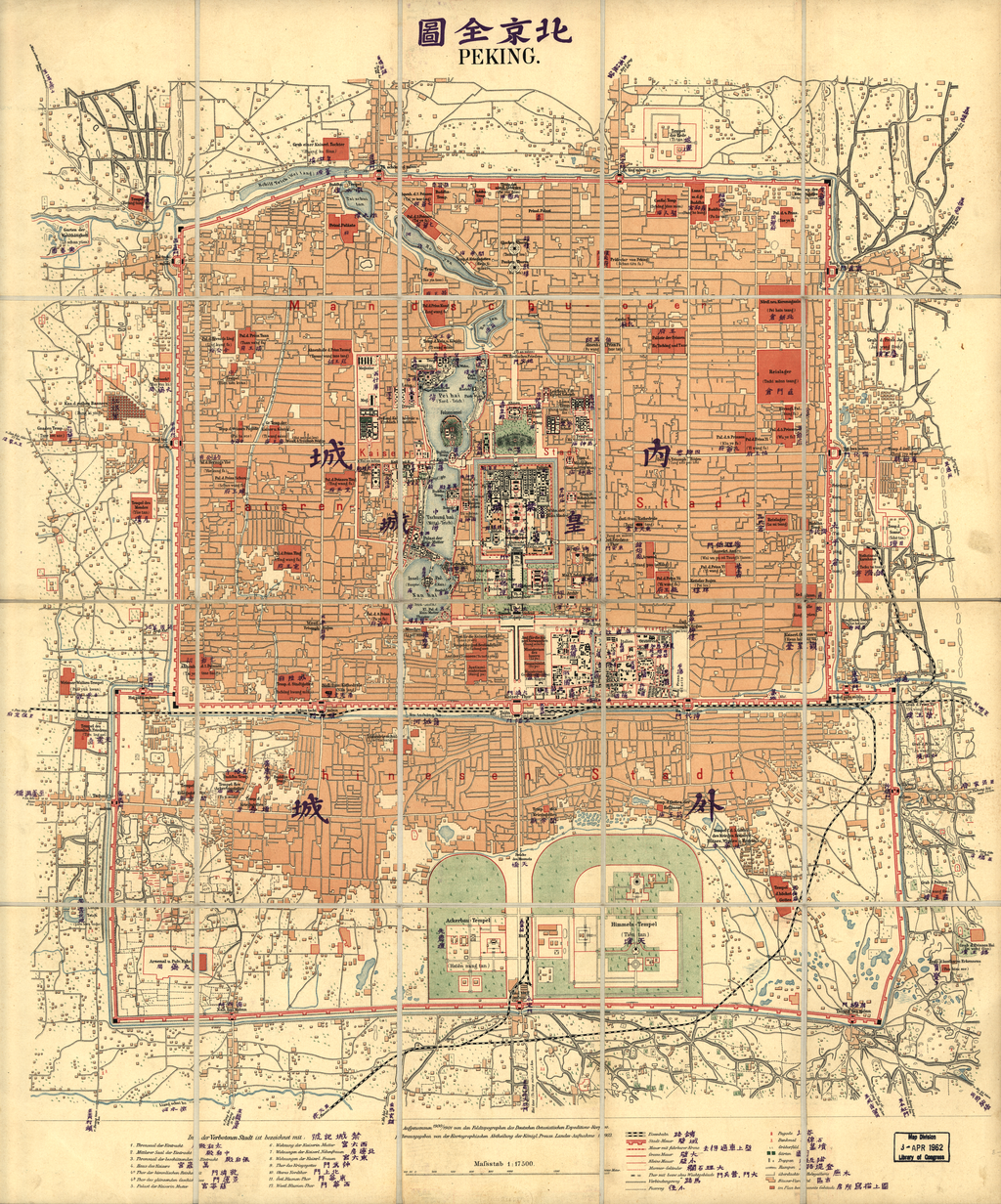
1914年普魯士皇家軍火協會繪製的北京城池地圖

作为封建王朝的政治、文化、军事和经济中心，北京城在许多方面体现了明清时代中国城市规划和城市建设的最高成就，集中国都城建设之大成。瑞典藝術史学者喜龍仁曾著有专著《北京的城墙和城门》来描述北京城池的壮丽景观，其在书中这样写道：“如果我们把它（北京城）比作一个巨人的身躯，城门好像巨人的嘴，其呼吸和说话皆经由此道，全城的生活脉搏都集中的城门处。由此出入的，不仅有大批车辆、行人和牲畜，还有人们的思想和愿望，希望和失望，以及象征死亡或崭新生活的丧礼和婚礼行列。在城门处你可以感受到全城的脉搏，以至全城的生命和意志通过这条狭道流动着——这种搏动，赋予北京这一极其复杂的有机体以生命和运动的节奏。”。

### 元代
今日北京城的格局奠基於元世祖营建的元大都城。元朝定鼎中原后，元世祖忽必烈决定建设大城作为元都，于世祖至元四年（1264年）下诏，在原金中都东北方向营建元大都（突厥语称为汗八里）。大都设计时参照《周礼·考工记》中“九经九轨”、“面朝后市”、“左祖右社”的记载建设，规模宏伟，规划严整，设施完善。
大都城开城门11座，其中东、南、西三面各三座，北面为两座。东面三门由北向南依次为：光熙门、崇仁门，齐化门；西面三门由北向南依次为：肃清门、和义门、平则门；南面三门中：丽正门居中，顺承门在西，文明门在东；北面两门中：健德门在西，安贞门在东。

### 明清
洪武元年八月（1368年），明将徐达攻陷元大都，太祖改大都为“北平”。由于元顺帝不战而逃，元大都城未受炮火而完整保存。当时明军新胜而大都城大不利防守，徐达遂在北城墙南面5里（实2.8公里）处建起新城墙，放弃原北城墙土地；同时以砖包砌城墙，“以固其坚”。洪武四年（1371年）后，元大都的北城墙被废弃，夯土外露，被称为“土城”，原北城墙上的安贞门和健德门，以及东、西城墙上最北边的光熙门和肃清门也因此废弃（元大都土城现存北段、西段城墙遗迹和护城河遗址，肃清门瓮城土墙南半部遗迹也清晰可见）。
洪武三年（1370年），太祖朱元璋封四子朱棣为燕王，就藩北平城。建文元年（1399年），朱棣发动靖难之役，并于建文四年（1402年）夺位，次年改元永乐（1403年）。永乐四年（1406年）朱棣改北平为北京，开始筹划迁都。其时，北平城只是北平布政使司首府和藩会，城池规制稍嫌简狭，不利于对蒙古余党的防守，也不符合帝都之规格。此为明代北京城营建的初衷。
永乐四年（1406年）开始，明成祖朱棣实施了一系列扩建北京城的计划：当年，在原北平燕王府的基址上营建西内；永乐七年（1409年）开始营建昌平天寿山长陵，示天子戍边以发民筑城；九年疏浚会通河，十三年凿清江浦，使运河连贯畅通，保证建设的物资与粮食供给；永乐十四年（1416年）起，摹仿南京皇宫营建北京宫殿。十八年（1420年），建成紫禁城宫殿、太庙、太社稷（中山公园）、万岁山（景山）、太液池（今北海、中海）、十王府、皇太孙府、五府六部衙门和钟鼓楼，同时将城墙南段南移800米，以修皇城墙。永乐十九年（1421年），朱棣正式迁都北京。迁都后在南郊修建了天地坛（天坛）和山川坛（先农坛）两祭坛。有资料认为明成祖将北京城的中轴线东移百五十步，以魇镇前朝王气
明英宗正統元年至十年（1436年至1445年），英宗朱祁镇对北京进行了第一次增筑，工程包括：将城墙全部用砖包砌；于九门上增建城楼，增筑瓮城、箭楼；城池四角增建角楼；各门内道立牌坊一座；护城河上木桥全部改砌为石桥，桥下加设水闸，河岸亦用砖石铺造驳岸；在京北设昌平城、拱极城（宛平城）二城，与北京城互为犄角；加设内长城等拱卫。整修后的京师内城墙周长45里。持续近十年的一系列增筑使北京城形成了坚固的城防体系。
明世宗嘉靖时期，世宗朱厚璁对北京进行了第二次增筑。明朝后期，正阳门外聚集的人口增多，嘉靖三十二年（1553年）给事中朱伯辰上书陈说城外人口激增，应添修外城防护外族侵扰，时北京城郊尚遗有金、元故城“周可百二十公里”，“增卑补薄，培缺续断，可事半而功倍”。这与中国古代城市“内城外郭”的重城制相吻合，因此嘉靖帝下诏增筑。后财政拮据，著名权臣严嵩巡视后提出先筑南面城墙，待财力充裕再“因地计度，以成四面之制”，于是将北京城南已经筑起的一面城基，“东折转北，接城东南角；西折转北，接城西南角”，外城自嘉靖三十二年动工，当年十月完工，三面城墙全长28里，从而形成了北京城池“凸”字形的格局。
清代北京城基本沿袭了明代北京的格局，对皇城内规制有所裁撤，将明代皇城内的大量内廷供奉机构改为民居，同时将内城大量的衙署、府第、仓库、草厂也改为民居。将内城划作满城，内城成为八旗专属居住区，令汉人统统迁往外城居住。清朝还在北京城内添建了大量黄教寺庙、王府，并在西郊修建三山五园等皇家园林。城池的设施、形制在清乾隆年间达到鼎盛。后清人再未对北京城池布局进行过改动，北京内外城“凸”字格局自明嘉靖后一直延续了近500年，再没有变动。

### 近代
北京城池的變遷始自明末1644年李自成出逃時對城牆建築的焚毀。清末1900年八國聯軍攻城時曾有過較大破壞，其後歷任的中華民國北洋政府、國民政府等都對北京城池進行過拆改。中華人民共和國建都北京後，因為交通發展和修建地鐵的需要，北京城池自1958年起逐漸被市政府拆除、改造。目前，城池的核心——宮城（紫禁城）尚保存完整；皇城剩餘的有城門天安門一座、南皇城牆一段保留較完好，東皇城牆尚有一段明代殘餘；內城拆改嚴重，現存正陽門城樓與箭樓、德勝門箭樓、東南角樓以及崇文門一段殘餘城牆，西便門橋段也有一段城牆遺址；外城被完全拆除，只有位於中軸線最南端的永定門後被重建。對城池的拆除在1970年代後期停止，2000年後陸續開始復原部分城牆、城樓、箭樓等，現今的北京城牆已被環繞著的二环路取代。

### 現況
北京老城区（二环以内）的城市道路是棋盘式的格局，横平竖直。 东西方向的道路有长安街（从复兴门到建国门），平安大街（从东四十条豁口到车公庄）、两广路（从广安门到广渠门）。南北方向的道路有中轴线，以及从玉蜓桥到雍和宫的东线，和开阳桥到积水潭桥的西线。东线路过方庄、红桥、崇文门、东单、东四、北新桥、雍和宫； 西线路过菜市口、宣武门、西单、西四、新街口。 因为天安门广场和紫禁城的原因，北京的中轴线分为北中轴和南中轴，北中轴从地安门向北，经鼓楼、北辰路，达奥体中心； 南中轴从前门向南经天桥、永定门，达三营门。南中轴和104国道重合。北京外围的城市道路则是环形加放射性的格局。
北京规划建设的城市快速路网由北京有五条环路（二环路、三环路、四环路、五环路和六环路）以及若干城市快速联络线。

### 北京中軸線
北京中軸線是自元大都、明清北京城以來北京城東西對稱布局建築物的對稱軸，明清北京城的中轴线南起永定门，北至钟鼓楼，直线距离长约7.8公里，是全世界現存最長的古代城市中軸線；建築學家梁思成曾說「北京獨有的壯美秩序就由這條中軸的建立而產生。」。許多象徵性儀式的重要場地、以及中央層級的衙署建築，則沿此中軸線呈東西對稱、或南北相應的布局。今日的中軸線從南到北，依次为永定门、先农坛、天坛、前门大街、正阳门、天安门广场、天安门城楼、北京故宫、太庙、社稷坛、景山公园、万宁桥、钟鼓楼。至於中軸線的範圍是否往北延伸至鳥巢、水立方所在奧林匹克公園，向南延伸至大興機場，則尚有爭議。

## 行政区划

### 歷史
明清時設置順天府管轄首都地區，地位與今日的北京市類似，但管轄面積不同。民國初年北洋政府仍定都北京，1913年改順天府為京兆地方，範圍規格與順天府大致相同，直隸於中央。1928年6月，北伐軍攻入北京，乃廢除京兆地方建制，改北京為北平，初設北平特別市，直隸南京國民政府，後改稱北平市，隸屬於行政院。日據時期成立北京市政府，日本戰敗投降後恢復原北平市建制。北平市所轄範圍較之前順天府、京兆地方及今日北京市為小，大致包括今西城区、东城区全境，朝阳区大部、海淀区南半部、石景山区北部和丰台区南半部。

### 现代
1949年中华人民共和国成立，定都北平，并改北平为北京。之后北京市辖范围几经扩大。1952年，河北省宛平县划归北京市。1956年，昌平县划归北京市。1958年3月7日，将通县、顺义、大兴、良乡、房山五个县区划归北京市。同年10月20日，怀柔、密云、平谷、延庆四个县又被划归北京市。至此形成今日北京市的轄界。截至2009年，北京辖16区、2县，乡级行政区划包括135街道、142建制镇和40建制乡（其中包括5个民族乡）。
在現今北京市市轄區中，东城、西城兩區位於城市的中心區域，管轄範圍也以今二環路以内、清代舊城範圍為主，是传统意义上的市区。而随着北京城市化进程的加快，人口的增多和城市范围的扩张，朝阳区、海淀区、丰台区和石景山区四個近郊區的大部分地區也逐步被認同為市區，於是和原先的兩個城區一起，形成了城六区的概念。並且多数郊县也已先後改为市轄區。规划中北京市城区范围是五环以内，面积约为667平方公里。
2010年7月1日国务院批准撤销原东城区、西城区、崇文区、宣武区四个区，由原东城区和崇文区合并成立新的东城区，西城区和宣武区合并成立新的西城区。这样北京市的中心城区合并为两个，城近郊结构就也由以前的“城八区”变为“城六区”。2015年11月，中华人民共和国国务院已经批准北京市调整行政区划，密云、延庆两县将撤县设区，至此北京将不再设有以“县”为名称的县级行政单位。
北京市的市辖区，按照功能划分成四层，从内到外依次是：首都功能核心区、城市功能拓展区、城市功能新区和生态涵养区。現今狭义的北京可僅指北京市区，大约就是城六区的範圍，而广义的北京则代指包括郊区县在内隶属北京市政府管辖北京直辖市。
北京市的城市建设风格是典型的放射型城市，由五环路内的主城区和周边的大量卫星城组成。距离主城区最近的一批卫星城，如回龙观、天通苑、海淀山后、石景山首钢，几乎与主城区相互连接；较远的副中心、亦庄、黄村、燕山、良乡、门头沟城关、昌平、沙河、延庆、怀柔、密云、平谷、顺义、长辛店等十四个卫星城，以及天竺、礼贤两个空港区，在逐渐配合北京整体建设的同时也各有特色；更远的一些城镇，如燕郊、蓟州、唐山、廊坊、承德、保定、天津、张家口、雄安，有时也被认为是北京的卫星城，虽然官方目前一般以“京津冀协同发展”表述这些地区与北京的关系。
截至2022年12月31日，北京市共有16个市辖区、343个乡级行政区，包括143镇，30乡，5民族乡，165街道。
| 北京市行政区划图 | 北京市行政区划图 | 北京市行政区划图 | 北京市行政区划图 | 北京市行政区划图    | 北京市行政区划图 | 北京市行政区划图 | 北京市行政区划图 | 北京市行政区划图 | 北京市行政区划图 |
| --- | ---------------- | ---------------- | ---------------- | ------------------- | ---------------- | ---------------- | ---------------- | ---------------- | ---------------- |
| ① ② 朝 · 阳 · 区 丰台区 ③ 海 · 淀 · 区 门头沟区 房山区 通州区 顺义区 昌平区 大兴区 怀 · 柔 · 区 平谷区 密云区 延庆区 ① 东城区 ② 西城区 ③ 石景山区 |                  |                  |                  |                     |                  |                  |                  |                  |                  |
| 区划代码 | 区划名称         | 汉语拼音         | 面积             | 常住人口 （2020年） | 政府驻地         | 乡级行政区划     | 乡级行政区划     | 乡级行政区划     | 乡级行政区划     |
| 区划代码 | 区划名称         | 汉语拼音         | 面积             | 常住人口 （2020年） | 政府驻地         | 街道             | 镇               | 乡               | 民族乡           |
| 110000 | 北京市           | Běijīng Shì      | 16,410.54        | 21,893,095          | 通州区           | 165              | 143              | 30               | 5                |
| — 市辖区 — |                  |                  |                  |                     |                  |                  |                  |                  |                  |
| 110101 | 东城区           | Dōngchéng Qū     | 41.90            | 708,829             | 景山街道         | 17               |                  |                  |                  |
| 110102 | 西城区           | Xīchéng Qū       | 50.70            | 1,106,214           | 金融街街道       | 15               |                  |                  |                  |
| 110105 | 朝阳区           | Cháoyáng Qū      | 470.80           | 3,452,460           | 朝外街道         | 24               |                  | 18               | 1                |
| 110106 | 丰台区           | Fēngtái Qū       | 306              | 2,019,764           | 丰台街道         | 24               | 2                |                  |                  |
| 110107 | 石景山区         | Shíjǐngshān Qū   | 85.74            | 567,851             | 鲁谷街道         | 9                |                  |                  |                  |
| 110108 | 海淀区           | Hǎidiàn Qū       | 431              | 3,133,469           | 海淀街道         | 22               | 7                |                  |                  |
| 110109 | 门头沟区         | Méntóugōu Qū     | 1,447.85         | 392,606             | 大峪街道         | 4                | 9                |                  |                  |
| 110111 | 房山区           | Fángshān Qū      | 2,019            | 1,312,778           | 拱辰街道         | 8                | 14               | 6                |                  |
| 110112 | 通州区           | Tōngzhōu Qū      | 906              | 1,840,295           | 北苑街道         | 6                | 10               |                  | 1                |
| 110113 | 顺义区           | Shùnyì Qū        | 1,021            | 1,324,044           | 胜利街道         | 6                | 19               |                  |                  |
| 110114 | 昌平区           | Chāngpíng Qū     | 1,343.50         | 2,269,487           | 城北街道         | 8                | 14               |                  |                  |
| 110115 | 大兴区           | Dàxīng Qū        | 1,036.33         | 1,993,591           | 兴丰街道         | 8                | 14               |                  |                  |
| 110116 | 怀柔区           | Huáiróu Qū       | 2,122.80         | 441,040             | 龙山街道         | 2                | 12               |                  | 2                |
| 110117 | 平谷区           | Pínggǔ Qū        | 948.24           | 457,313             | 滨河街道         | 2                | 14               | 2                |                  |
| 110118 | 密云区           | Mìyún Qū         | 2,229.45         | 527,683             | 鼓楼街道         | 2                | 17               |                  | 1                |
| 110119 | 延庆区           | Yánqìng Qū       | 1,994.88         | 345,671             | 儒林街道         | 3                | 11               | 4                |                  |

## 政治

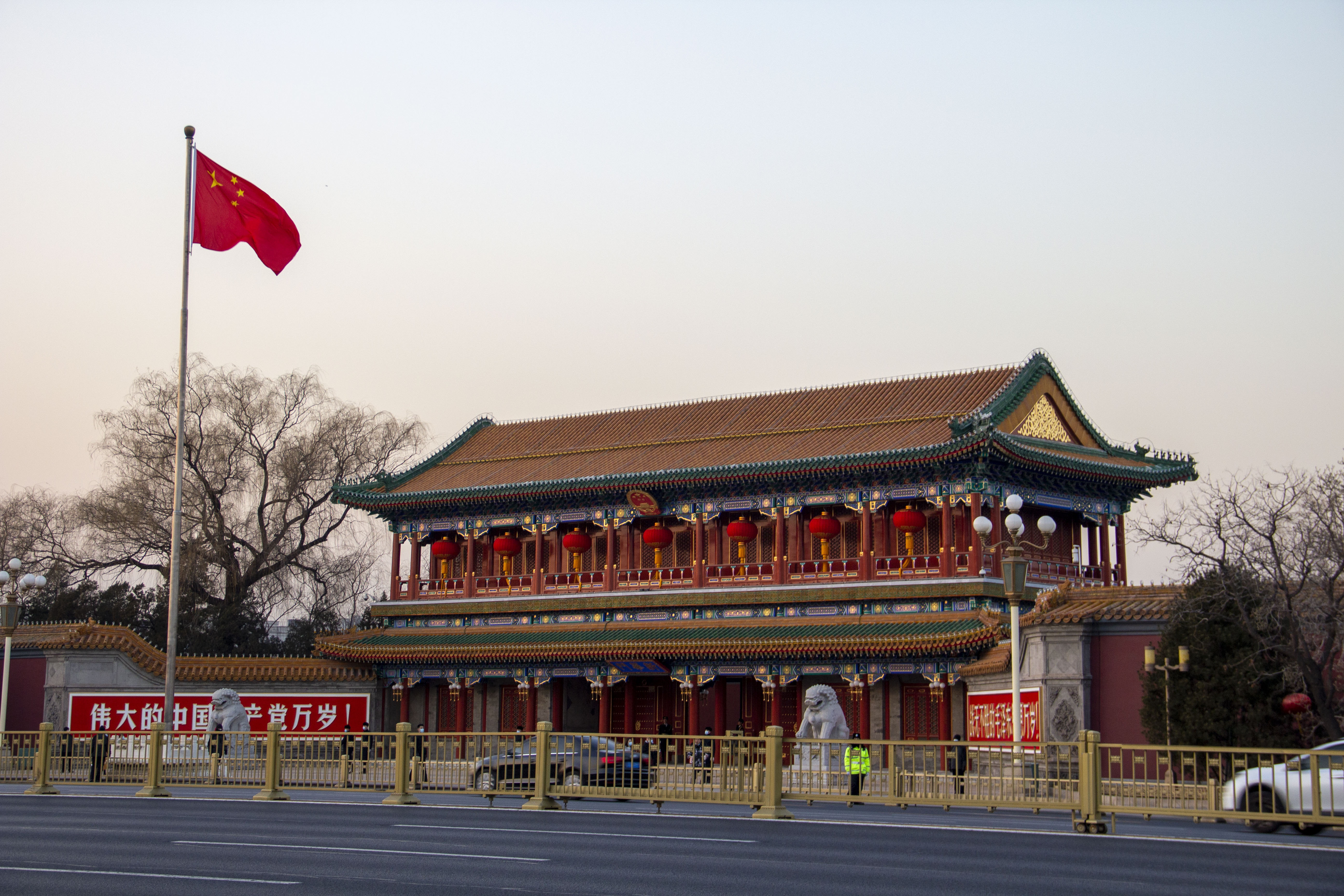
中南海是中共中央、国务院的所在地，也是部分国家领导人的住所

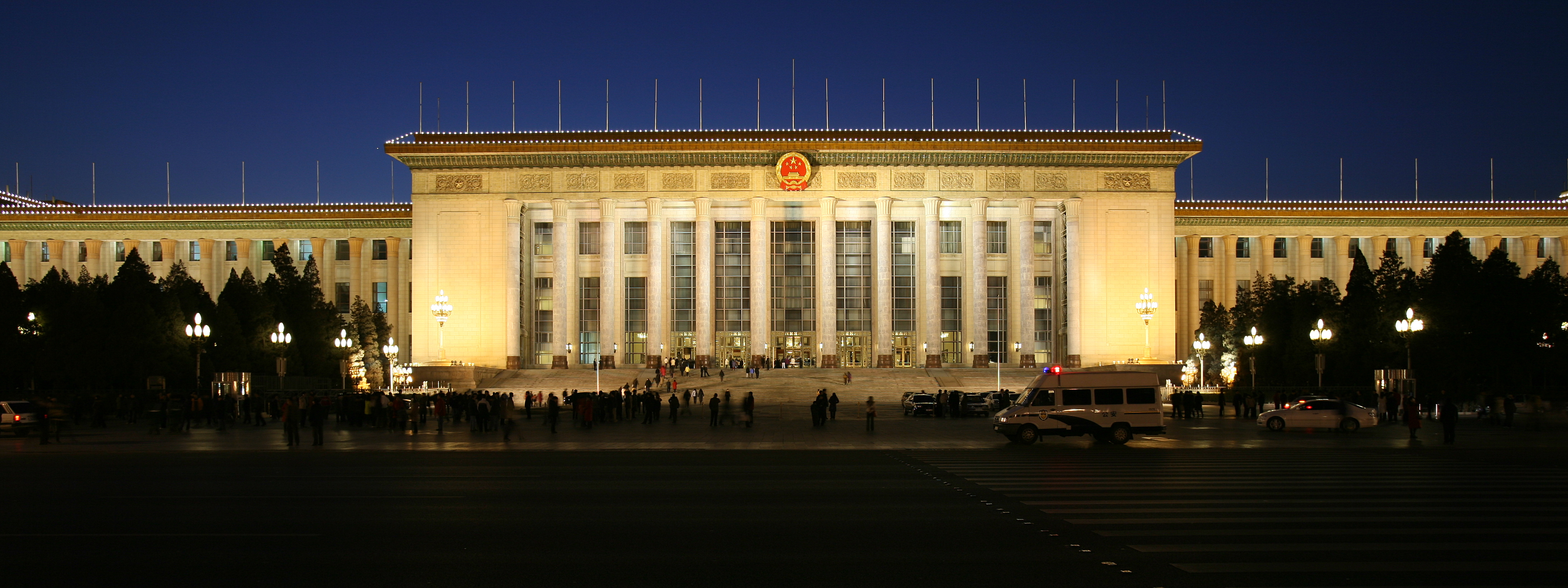
人民大会堂是全国人大常委会的办公地点，也是全国两会、中共党代会等重要会议的举办场所

作为中华人民共和国首都，北京市是中华人民共和国的政治中心，是中共中央、国务院、中央军委、全国人大、全国政协、国家监委、最高人民法院、最高人民检察院的所在地。每年一度的全国两会，即全国人民代表大会、中国人民政治协商会议在北京人民大会堂召开。每五年一次的中国共产党全国代表大会也在人民大会堂召开。位于海淀区的京西宾馆是中国共产党中央委员会全体会议等重要会议的举办地。天安门广场是重大纪念日阅兵的场所。
超过一百个国家在北京市设有使馆，使馆集中分布在建国门（第一使馆区）、三里屯（第二使馆区）、亮马河（第三使馆区）。联合国及下属机构、世界银行、国际货币基金组织、世界卫生组织、阿拉伯国家联盟、非洲联盟等国际组织在北京设有代表处。位于北京的上海合作组织秘书处是上合组织的两个常设机构之一。北京曾举办的重要国际会议有一带一路国际合作高峰论坛、中非合作论坛、2014年APEC峰会等。
1987年起，历届中共北京市委书记均担任中国共产党中央政治局委员。改革开放后的历任中共北京市委书记中，段君毅后来出任中顾委常委，李锡铭后任全国人大常委会副委员长，陈希同成为首位因为腐败被判刑的中央政治局委员，尉健行、贾庆林、蔡奇后晋升中共中央政治局常委。北京市委书记不兼任市人大常委会主任，也不兼任人大常委会党组书记。另外，曾担任北京市市长的王岐山，后晋升中央政治局常委、中纪委书记、国家副主席。
2015年12月30日，位于通州区的北京城市副中心行政办公区举行奠基仪式，2017年1月起各主要建筑主体结构陆续封顶。2019年1月10日晚，位于东城区正义路2号的北京市人民政府正式摘牌，大楼移交给档案馆，1月11日，北京市人民政府机关与中共北京市委、北京市人大常委会、政协北京市委员会一同搬迁至北京城市副中心行政办公区新址。

### 四大机构
| 机构             | · 中国共产党 · 北京市委员会 · 书记 | 北京市人民代表大会 常务委员会 主任 | 北京市人民政府 市长  | · 中国人民政治协商会议 · 北京市委员会 · 主席 |
| ---------------- | ---------------------------------- | ---------------------------------- | -------------------- | -------------------------------------------- |
| 姓名             | 尹力                               | 李秀领                             | 殷勇                 | 魏小东                                       |
| 民族             | 汉族                               | 汉族                               | 汉族                 | 汉族                                         |
| 籍贯             | 山东省临邑县                       | 江苏省徐州市铜山区                 | 湖北省武汉市         | 福建省漳州市                                 |
| 出生日期（年龄） | 1962年8月（62—63歲）               | 1962年12月（62歲）                 | 1969年8月（55—56歲） | 1961年5月（64歲）                            |
| 就任日期         | 2022年11月                         | 2023年1月                          | 2022年10月           | 2022年1月                                    |

## 经济

### 經濟數據
2023年北京市地区生产总值43,760.70亿元，同比增长5.2%；人均地区生产总值达19.99万人民幣，约28,366美元。2015年北京第三产业比例达到80%左右，对经济贡献最大的主要是金融等产业。其中金融业增长18.1%，信息传输、软件和信息技术服务业增长12%，科学研究和技术服务业增长14.1%。2015年北京工业企业关停了326家，商品批发市场拆并、疏解了97家。
近年来，北京的房地产业与汽车工业持续发展。北京市制造业有汽车产业、生物医药产业、光机电产业、微电子产业等。2015年，北京旅遊業共接待海外遊客420萬人次，接待國內遊客2.7億人次。2015年，北京前两大的出口市場是美國和香港，主要出口產品為機電產品及高科技產品。2015年全年，北京货运量28,765.2万吨，客运量69,923.1万人。年末全市机动车保有量561.9万辆。全年实现邮电业务总量990.9亿元。
北京存在区域发展极不平衡的现象。北京市有“南穷北富”的称呼。据2008年统计，北京南城五区（宣武、崇文、丰台、房山、大兴）的GDP总量不及北城五区（西城、东城、海淀、朝阳、石景山）的1/5，南城财政收入亦不及北城之1/4。
2004年北京市全年完成地方财政收入534亿元，连续8年保持20%以上的增长速度。2009年，北京全市完成地方财政收入（一般预算）2,026.8亿元，比上年增长10.3%。2015年，全市一般公共财政预算收入4,723.9亿元，比上年增长12.3%，一般公共财政预算支出5,751.4亿元，增长27.1%。

### 第二產業
北京市的二級產業發展从早期的化工、冶金等传统工业，逐步转向汽车、电子、医药等现代工业结构，2018年工业总产值已接近2万亿元人民幣，汽车、电子、医药三大行业产值均达到千亿元的规模；总产值合计占规模以上工业的比重为40.1%，比1986年提高了27.3个百分点，对全市规模以上工业总产值增长的贡献率达到40.5%，成为北京工业发展的重要引擎。
北京市汽车产业分布在朝阳、通州、顺义、密云、房山和大兴，企业有北京奔驰、北汽福田等。生物医药产业以中关村生命科学院、北京经济技术开发区、大兴生物工程与医药产业基地为重点，发展包括化学制药、中医药、生物制药等。光机电产业包括数控机床（顺义开发区）、发电及输变电设备、工程机械、电子专用设备、智能化仪器仪表（昌平科技园）、印刷机械、医疗器械、新能源与节能环保设备、激光、机器人。微电子产业包括单芯片系统、液晶显示器、计算机及网络产品、第三代移动通信、数码影像产品、交通电子产品、数字电视、IC卡和电子识别产品、半导体照明材料。

### 第三產業
北京是中国第三产业最发达的省级行政区，2009年第三产业增加值9,004.5亿元，占GDP的比重达到75.8％，居全国第一位。近年来，北京的房地产业与汽车工业持续发展。2009年，约2,360万平方米的房产成交销售，销售金额超过3,259.7亿元。2009年12月，北京市机动车保有量已经突破400万辆，而這一數字從300万增加至400万僅用時兩年7個月。
北京是中国北方重要的商业金融中心之一，包括国家开发银行、中国农业发展银行等政策性银行、中国人寿、中国人保等大型保险公司的总部设在北京，中国人民银行、银监会、证监会、保监会等金融监管机构也设于北京。
北京拥有2013年《财富》杂志评出的世界500强企业总部48家，是世界上拥有世界500强企业总部最多的城市之一。北京还已经聚集了跨国公司地区总部82家，外商投资公司183家，外资研发中心353家。北京同时还聚集了许多中国大型国有企业的总部，包括中国石化集团、中国石油集团、国家电网公司、中国电信集团、中国移动通信集团等入选《财富》杂志全球500强企业的中央企业总部。位于朝阳区的北京中央商务区（CBD），以国贸为中心，已经成为北京最重要的商务中心、购物中心和高档住宅区，来自全球数百家跨国企业的驻华总部均入驻于此。
2015年全年实现邮电业务总量990.9亿元。其中，邮政业务总量67.8亿元，电信业务总量923亿元。全年发送邮政函件6.1亿件，特快专递14.1亿件。年末固定电话用户达到784.6万户，固定电话主线普及率达到36.1线／百人。年末移动电话用户达到4,051.9万户，移动电话普及率达到186.7户／百人。年末固定互联网宽带接入用户数达到469.1万户。
旅遊業也是北京的重要產業。2015年，北京旅遊業共接待海外遊客420萬人次，旅遊外匯收入46億美元；接待國內遊客2.7億人次，國內旅遊收入為4,320億元人民幣。
北京自贸区于2020年9月21日正式成立，依據北京自貿區的總體規劃方案，北京自貿區規劃為3塊功能區域，範圍包括科技創新片區、國際商務服務片區和高端產業片區，共計119.68平方公里。

### 旅游業

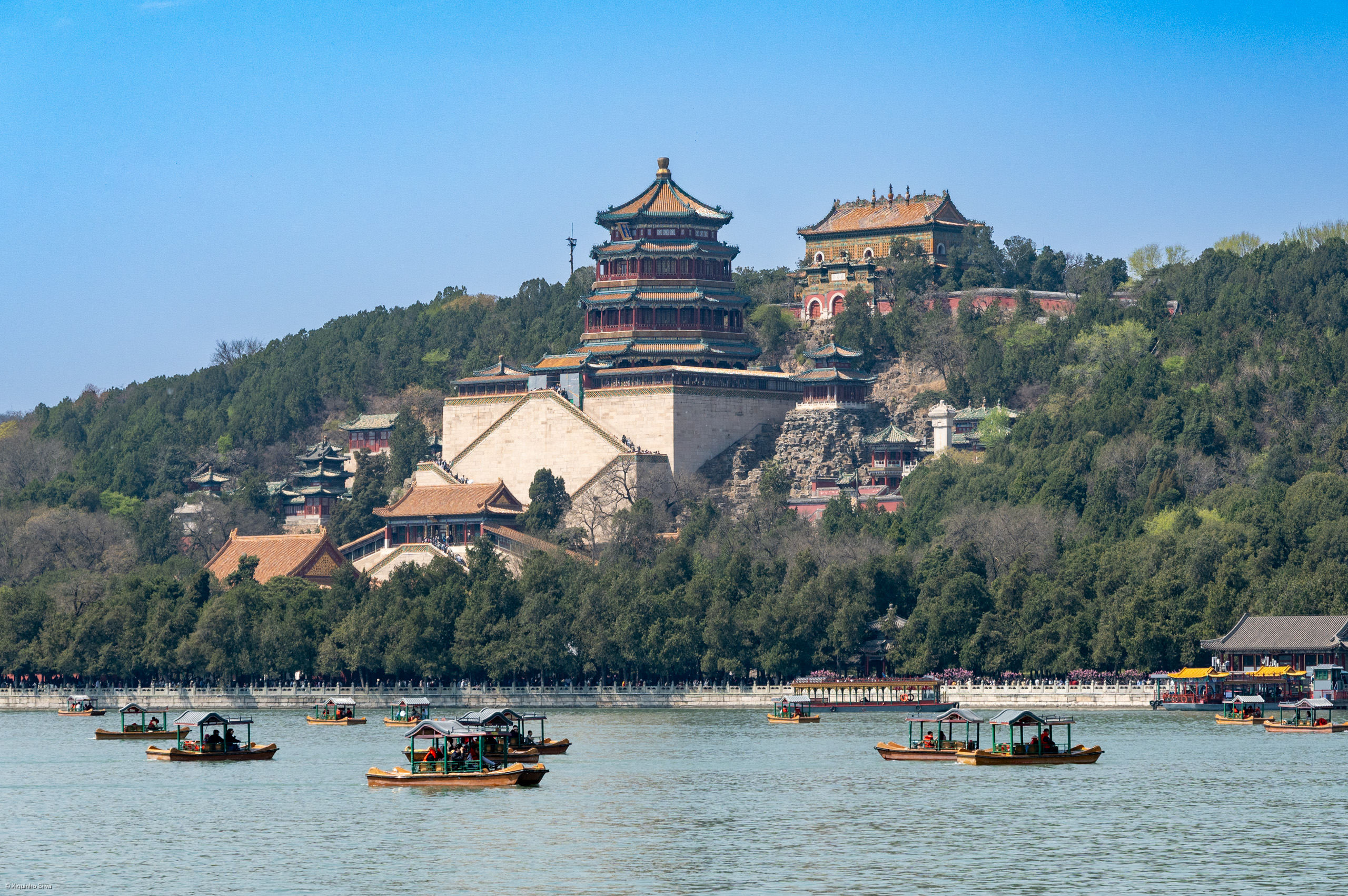
頤和園以人工建築與自然山水巧妙結合的造園手法著稱於世

北京市拥有丰富的旅游资源，包括2处国家重点风景名胜区、1座国家历史文化名城、1座中国历史文化名村、99处全国重点文物保护单位（含长城和京杭大运河的北京段）、326处市级文物保护单位等。全市共有8处世界遗产，是世界上世界遗产最多的城市。这八处是：长城、明清皇家宫殿的故宫、北京的皇家园林的颐和园、北京的皇家祭坛的天坛、明清皇家陵寝的十三陵、周口店北京猿人遗址、京杭大运河以及北京中轴线。国家重点风景名胜区有八达岭的十三陵、石花洞。中国历史文化名村有门头沟区斋堂镇的爨底下村。

### 减量发展
北京计划疏解非首都功能，减少北京已有的经济存量，疏解不符合北京“四个中心”功能定位的经济存量。北京开始疏解中心城区的非首都功能，将不符合“四个中心”的单位迁出中心城区。部分央企总部将迁往河北雄安新区。长安街及延长线上的部分企业将先期搬迁。位于中心城区的部分央企二、三级总部和市属国企总部将前往北京城市副中心。2020年末，华夏银行、首旅集团、北投集团、北京建院和保障房中心疏解已经取得进展。

## 交通
北京交通发达，是中国最大的铁路、公路及航空交通中心，也是乃至整個東亞地區的重要交通樞紐，擁有完善的城市交通网。截至2019年底，北京共有1,167km的高速公路和6,162km城市道路（其中包括6條環路（二环至六环及大外环）、15條中國國道），轨道交通线路699.3km，數條鐵路和2個國際機場，北京市汽車擁有量達到636.5萬。放射型城市的单极交通體系發展較城市發展相對滯後等多方面原因也使交通擁堵成為了北京長期面對的問題。2015年全年，北京货运量28765.2万吨，客运量69923.1万人。年末全市机动车保有量561.9万辆，民用汽车535万辆。其中，私人汽车440.3万辆，私人汽车中轿车316.5万辆。

### 公路
中國的公路网也是以北京为中心的辐射状。多条中国国道和高速公路均以北京为起点。2006年，中華人民共和國交通部和北京市人民政府共同於天安門廣場正陽門前設立中國公路零公里標誌，作为国家干线公路总起点的象征。
北京通过国家主干公路网的道路连接与中国各地相通。许多中国高速公路通往北京，同时还有15条中国国道服务于北京。北京的城市交通主要依赖环绕市区的环路，这些环路以故宫区域为地理中心呈同心分布。不过，这些环路的形状比起圆环更趋近于矩形。实际上并没有官方意义上的“一环路”，位于内城区的环路从二环路开始编号。随着环路向外延伸，其特征也逐渐向高速公路靠拢，五环路和六环路已经是标准的国家级高速公路，仅通过互通立交与其他道路连接。通往中国其他地区的高速公路一般可以从三环路以外进入。最外层的环形高速公路，即首都地区环线高速公路（G95），已于2018年全线通车，并将延伸至毗邻的天津和河北。
北京城區的城市道路是典型的棋盤式格局，橫平豎直，這一道路網設計始於金，發展於元，定型於明清。许多带有“里”和“外”字样的街道，名称依然与旧时城墙的城门有关，尽管大多数城门早已不复存在。交通拥堵是北京的主要问题之一，即使在非高峰时段，仍有不少道路常常车流不畅。北京外围的城市道路則是环形加放射性的格局。
北京的城市规划布局进一步加剧了交通问题。 有关部门已设置多条公交专用道，规定在高峰时段仅允许公共汽车通行。2010年初，北京登记在册的汽车已达400万辆。到2010年底，政府预计这一数字将达到500万辆。2010年，北京新车注册量平均每周达15,500辆。
接近2010年年底，市政府宣布了一系列严厉措施来缓解交通拥堵问题，其中包括将每月核发的乘用车新车牌数量限制在2万个，并在高峰时段禁止悬挂非北京车牌的车辆进入五环路以内区域。在重大活动期间或遭遇严重污染天气时，政府还会实施更为严格的交通限制措施。
要获得有效车牌，北京车主必须通过摇号中签。（p. 168）作为政府鼓励使用电动车政策的一部分，拥有纯电动车的车主中签几率要高得多。（p. 168）此外，纯电动车还可免受每周限行日的行驶限制。（p. 168）
自2008年起，道路标志开始实现标准化，标注中英文地名，地名部分采用拼音标注。

### 铁路

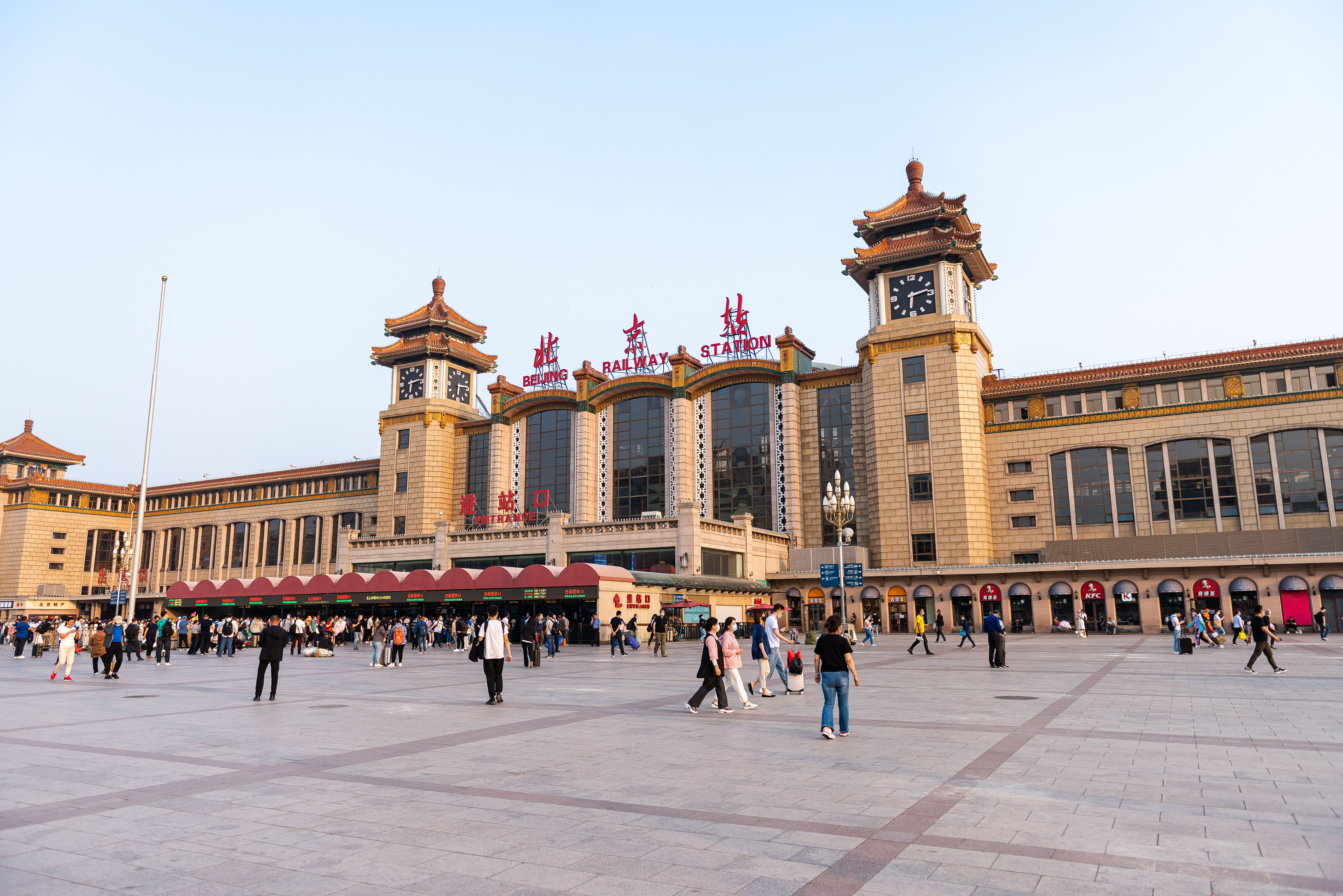
北京站是北京最早建設的大型鐵路客運站

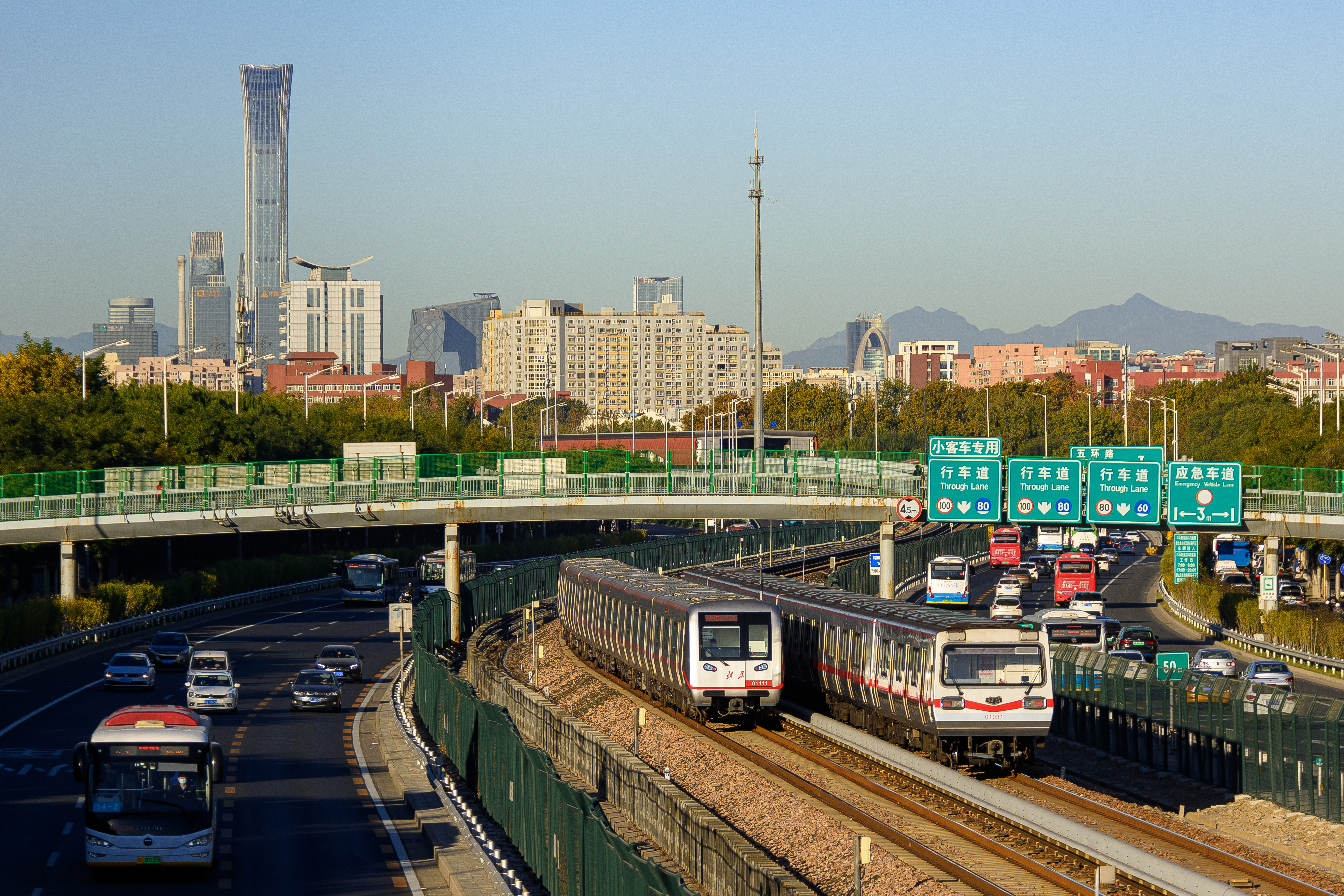
北京地鐵是大中華地區首個地鐵系統，图为1号线和八通线的列车在八通线双桥-管庄区间交会

北京長期以來就是中國鐵路網的中心。北京铁路的历史可追溯至晚清，最早的铁路是由詹天佑主持修建的京张铁路，于1909年竣工，是第一条中国人自主修建的铁路。截至2018年底，北京共拥有1,103公里的国家铁路，普速铁路方面，京哈线、京沪线、京九线、京广线、京原线、京包线、京承线、京通线、丰沙线等铁路干线均汇集于此，另外大秦线亦途经北京。而經過北京的國際及跨境列車則可以連接香港、蒙古、俄羅斯、越南、北韓等國家和地區。高速鐵路方面，北京已建成京津城际鐵路、京沪高速铁路、京广高速铁路、京雄城际铁路、京张城际铁路、京沈高速铁路、京唐城际铁路。
北京规划的10个全国客运枢纽中8个为铁路客运枢纽，目前四大铁路特等站為北京站、北京西站、北京南站、北京丰台站，北京站和北京西站之間有地下鐵路連接。
北京站是北京建設最早的大型铁路客运站，在北京西站建成以前，北京站是北京最重要的车站，也是全亞洲客流量最大的车站，長期超负荷运转。1996年竣工的北京西站大大缓解了北京站的压力，目前北京西站主要負責京九线和京广线等路线的旅客列车客运业务，而原有的北京站則主要负责京哈线、京沪线、京承线和丰沙线等路线的大多数旅客列车客运业务。截至2009年5月1日，北京西站每日有220車次始發或經停，而北京站則有177車次。北京地铁2号线途经北京站，而北京地鐵9號线和北京地鐵7號线都通過北京西站。在北京站和北京西站的附近，還設有諸多公交车的總站。2008年完工的北京南站，是京津城際鐵路和京滬高速鐵路的起點和終點站。2022年改建完成的北京丰台站，是京沪线、京广线、京廣高速鐵路的另一起點和終點站。北京地鐵4號线接駁北京南站地下站臺，可以實現無縫換乘，北京地铁14号线亦途径北京南站。
北京市其他主要铁路客运站還有北京北站、北京東站、北京朝阳站、清河站、昌平北站、怀柔北站、密云北站、通州西站、黃村站、北京大兴站、大兴机场站等车站，另有北京城市副中心站興建中，这些火車站同時也都是北京市城市交通的重要樞紐。北京北站主要负责京包客运专线和北京市郊铁路的旅客列车客运业务，也是西直門交通樞紐的重要組成部分。在北京北站可以换乘北京地铁2号线、4号线和13号线。北京朝阳站主要负责京哈高速铁路的客运业务，车站西广场与北京地铁3号线换乘。目前在北京乘坐列车与购买火车票十分便捷，火车票代售点的数量为全中国第二，僅次於廣東省，在各火車站还设有自动售取票机以方便旅客购买火车票和打印网络购买的火车票。
北京是中国大陆第一座建设地铁的城市，始建于1965年7月1日。截至2025年1月19日，北京地铁共有29条运营线路（包括24条地铁线路、1条中低速磁浮交通线路、2条现代有轨电车线路和2条机场轨道），线路全长879公里，运营车站523座（含换乘站99座）。北京地鐵日均客流量突破1,000萬人，并且在2019年7月12日创下单日客运量最高值，达到1,375.38万人次，为世界最为繁忙的城市轨道交通系统。

### 航空

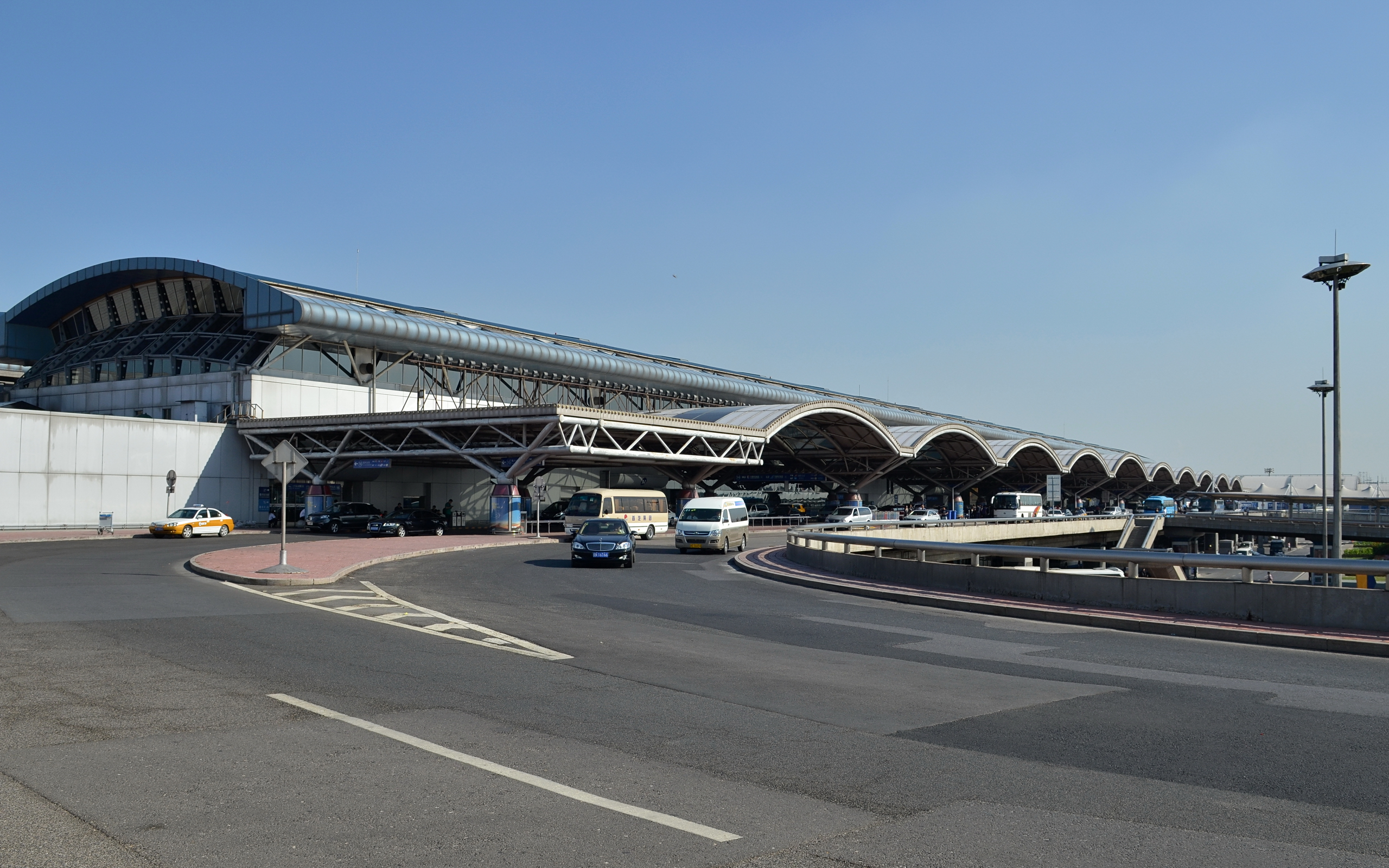
首都国际机场

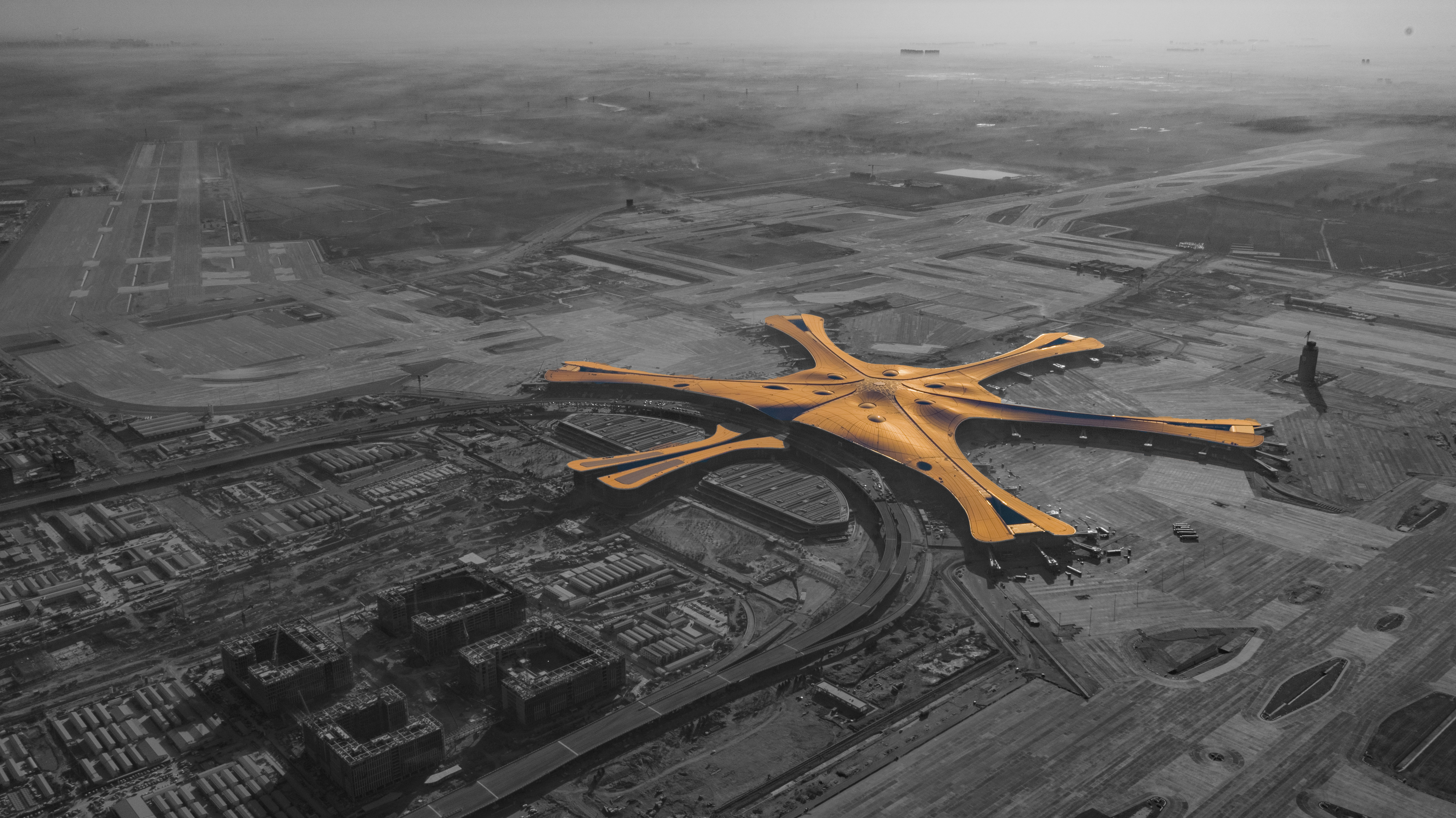
大興國際機場

北京首都國際機場是中國地理位置重要的機場之一，位於顺義區（行政上由順義和朝陽二區共管），距離北京城區20公里。也是該市重要門戶，目前有三個航站、三條跑道、雙塔台、設計客運量為8,200萬人次。幾經擴建，首都機場的第三航廈為目前世界第二大的單體航廈，同時也是中國國內擁有三條跑道的三個國際機場之一（另兩個為上海浦東國際機場、廣州白雲國際機場），作为中国四大门户枢纽机场之首，北京首都國際機場每天有超過70家航空公司的1,400個航班，與世界191個城市串聯。2018年数据统计，首都机场旅客吞吐量超过1亿人次，为客運量居亚洲第一、世界第二的單一機場，如果以城市來看，略少於上海國內線虹橋機場和國際線浦東機場的運量總和（1.2亿人次），以及東京國內線羽田機場和國際線成田機場的運量總和（1億700萬）。
北京大兴国际机场是北京市的第二个国际机场，为华北地区重要的国际机场，位於北京市大興區和河北省廊坊市之间，距離北京城區46公里。大興機場目前擁有世界最大的單體航廈。大興機場將定位為大型國際航空樞紐，目前共有4条營運中的跑道（遠程規劃將擴建至6條跑道），滿足年旅客吞吐量一億人次需求。机场及各項配套工程于2019年6月30日竣工验收，同年9月25日投入营運。
除此之外，北京市另有數個規模相對較小的機場，包括：
- 北京南苑機場：建於1910年，是中國最早的機場，亦是世界上最早建成的一批機場之一。位于北京南郊，距市中心12公里，曾是中國聯合航空作为基地运营少量民航班机的军民两用機場，在大兴机场启用后已关闭。
- 北京西郊機場：軍用機場，供中國國家領導人、黨政軍要員使用，不對民眾開放。
- 北京良鄉機場：軍用機場，規劃改為軍民貨運機場。
- 北京沙河機場：軍用機場，隸屬空軍航空兵第三十四師，多支飛行表演隊曾在此進行表演。
- 北京南郊機場：軍用機場，用於繼承南苑机场军用及民航功能。

#### 航空旅客签证要求
自2013年1月1日起，来自45个国家的游客可在北京享受72小时免签停留政策。这45个国家包括新加坡、日本、美国、加拿大、所有欧盟及欧洲经济区国家（挪威和列支敦士登除外）、瑞士、巴西、阿根廷和澳大利亚。该政策主要便利中转和商务旅客，72小时的计算从旅客领取临时过境停留许可的时间开始，而非航班抵达时间。免签期间，外国游客不得离开北京前往中国其他城市。

### 公共交通
為緩解城市交通擁堵問題及改善空氣質量，北京市自2005年起開始制定並實施優先發展公共交通的政策。
1899年北京修建了中國第一條有軌電車，1935年又開闢了第一條公共汽車线路，1956年開通第一條無軌電車線路。1997年，北京市先后开通首条公交专用车道:579和空調巴士线路:580。經過長期，尤其是近年快速的發展，北京公交已擁有各类运营车辆近3万辆，2019年运营线路1158條，线网总长27632公里，年总行驶里程12.79亿公里，全年客运总量31.7亿人次。
北京地铁自1969年投入运营，目前已拥有25条线路、459座车站，线路总长达783公里。它是世界上最长的地铁系统，并以2016年全年36.6亿人次的运量位居全球首位。2013年，北京地铁实行单程票价2元人民币，除首都机场线外，所有线路不限换乘次数，因而也是中国最实惠的城市轨道交通系统之一。北京地铁正处于快速扩张阶段，预计到2022年将扩展至30条线路、450座车站，总长达到1,050公里。全部建成后，四环路以内的95%居民将在15分钟步行距离内到达地铁站。 此外，北京市郊铁路还为市辖区的郊区地区提供通勤铁路服务。
作为2008年奥运会城市改造的一部分，北京地铁系统得到了大规模扩建。自2014年12月28日起，除首都机场线外，北京地铁由原先的固定票价制调整为按里程计费制。 根据新票价系统，单程6公里以内票价为3元人民币，超过6公里后的下一个6公里，以及随后的10公里，每增加一段则票价增加1元人民币，直到行程总距离达到32公里。 超过32公里后，每增加20公里，票价再加1元。 例如，单程50公里时，票价为8元人民币。

### 出租车
据统计，截至2006年4月，北京市黑车的数量甚至已经超过了合法的出租车数量。但在經過多年整治後，黑車數量大幅減少。2020年，北京市出租车总数约为7万辆。
北京出租车起步价为13元人民币，包含前3公里的路程，超出部分每公里加收2.3元人民币，每次乘车还需额外支付1元燃油附加费。此外，还需根据等候费另行计价：当车辆停驶或行驶速度低于每小时12公里时，每5分钟收费2.3元，高峰时段（早7点至9点，晚5点至7点）则为4.6元。北京的大部分出租车车型为现代伊兰特、现代索纳塔、标致、雪铁龙以及大众捷达。行程超过15公里时，超出部分的车费将按原价上浮50%。不同出租车公司会采用不同的车身配色方案。通常，正规出租车的主色调是黄褐色，搭配普鲁士蓝、猎人绿、白色、棕褐色、紫红色、赤褐色或海绿色中的一种。晚上11点至次日早上5点，车费会在基础计价上增加20%。如果行程既超过15公里，又处于夜间23:00至06:00之间，将同时收取两项附加费用，总计涨幅为80%。途中产生的过路费需由乘客承担，若行程超出北京市区范围，费用应由乘客与司机协商确定。未注册出租车的费用同样需要与司机协商。

### 自行车
北京因街头自行车数量众多而闻名已久。尽管机动车的增加导致交通拥堵，自行车的使用有所下降，但自行车依然是本地交通的重要方式。在城市的大多数道路上，仍可以看到许多骑行者，大部分主干道也都设有专用自行车道。北京地势较为平坦，骑行相对方便。随着电动自行车和电动滑板车的兴起，这些速度与自行车相近、同样使用自行车道的两轮交通工具，似乎正在带动自行车速度级别的出行方式复苏。在北京，大多数地区都可以通过骑行轻松到达。由于交通拥堵日益严重，政府多次表示希望鼓励市民选择骑行出行，但尚不清楚这种意愿是否能够转化为大规模的实际行动。2019年3月30日，一条长达6.5公里的自行车专用道正式启用，缓解了回龙观至上地之间的交通压力，该区域聚集着大量高科技公司。 自2016年以来，随着摩拜、小蓝单车、ofo小黄车等无桩共享单车平台的兴起，自行车在北京的流行度也出现了回升。

## 教育

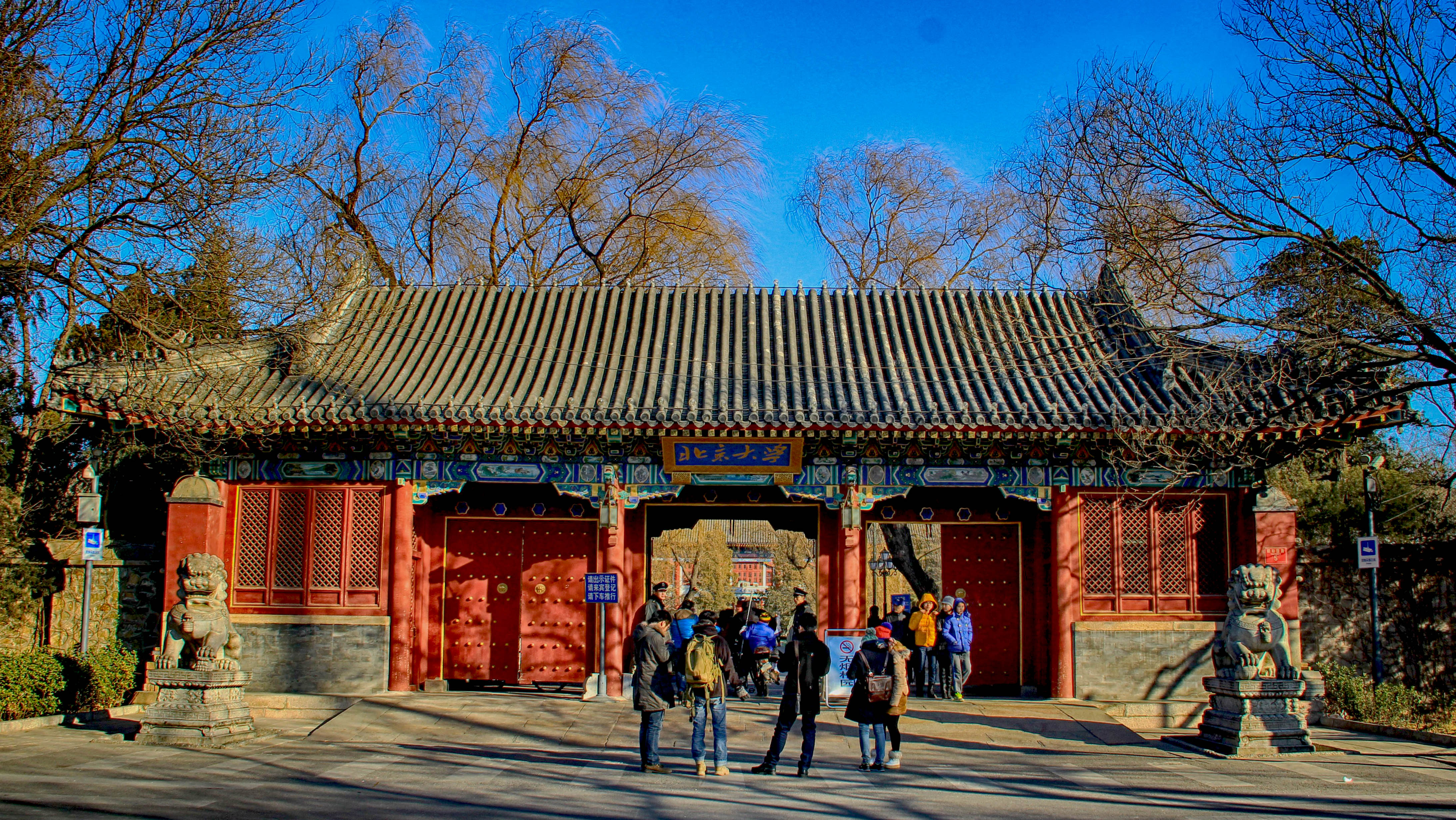
北京大學西門

北京作為元明清三代的京城，中國官方最高學府和國家管理教育的最高行政機構——國子監自1306年起就設在北京。
至近代，新式教育興起，國子監和科舉制度被取消，而1898年中国近代第一所国立综合性大学京師大學堂（今北京大學）在北京成立，同時行使全国最高教育行政机关的職能，取代了國子監的地位。民國時期，北京（北平）雖有一段時間不再作為中國的首都，但仍是中国的文化教育中心。
時至今日，北京是中國擁有最多高等院校的城市，聚集了眾多著名大学，更具有包括北京大學、清華大學、中国科学院大学在内的幾所國際知名的高等學府。據統計，2015年度北京共有普通高等院校58所（其中民办普通高校15所），研究生培养机构80家。

### 图书馆
中國國家圖書館位於北京市海淀區，是中華人民共和國的國家圖書館，前身是於1909年9月9日始建的京師圖書館。作為國家藏書機構，中國國家圖書館依法接收中華人民共和國各出版社送繳收藏的出版樣書，此外還收藏中華人民共和國的非正式出版物，例如各高校的博士學位論文均在中國國家圖書館的收藏之列。截至2015年底，館藏文獻已達3518.15萬冊（件）；藏書量居世界圖書館第五位；其中約210萬冊書刊處於開架流通狀態，可供讀者選閱。
2018年，北京市的公共图书馆数量达到6,052座，较前一年新增超200家。其中位於朝陽區的首都圖書館是北京最大的一座公共圖書館，2012年3月，藏書達到600萬冊，尤以古籍善本、地方文獻、近代書報最富特色。

## 人口
2022年末，全市常住人口2184.3万人，比上年末减少4.3万人。 从年龄构成看，0-14岁常住人口264万人，占全市常住人口的比重为12.1%；15-59岁常住人口1455.2万人，占66.6%；60岁及以上常住人口465.1万人，占21.3%。
截至2018年底，北京市人口2154.2万人，比2017年底的2170.7有所下降，2020年第七次全国人口普查时北京市人口则为2189.3万人。北京居民的平均预期寿命为74岁。
| 区划名称 | 常住人口      | 常住人口   | 常住人口            | 户籍人口 （万人） |
| 区划名称 | 总计 （万人） | 比重 （%） | 每平方公里 人口密度 | 户籍人口 （万人） |
| -------- | ------------- | ---------- | ------------------- | ----------------- |
| 北京市   | 2170.7        | 100        | 1323                | 1359.2            |
| 东城区   | 85.1          | 3.92       | 20330               | 96.7              |
| 西城区   | 122.0         | 5.62       | 24144               | 145.0             |
| 朝阳区   | 373.9         | 17.22      | 8216                | 209.8             |
| 丰台区   | 218.6         | 10.07      | 7148                | 113.9             |
| 石景山区 | 61.2          | 2.82       | 7258                | 38.2              |
| 海淀区   | 348.0         | 16.03      | 8079                | 235.4             |
| 门头沟区 | 32.2          | 1.48       | 222                 | 24.9              |
| 房山区   | 115.4         | 5.32       | 580                 | 81.9              |
| 通州区   | 150.8         | 6.95       | 1664                | 76.9              |
| 顺义区   | 112.8         | 5.20       | 1106                | 63.5              |
| 昌平区   | 206.3         | 9.50       | 1535                | 61.9              |
| 大兴区   | 176.1         | 8.11       | 1699                | 69.9              |
| 怀柔区   | 40.5          | 1.87       | 191                 | 28.4              |
| 平谷区   | 44.8          | 2.06       | 472                 | 40.4              |
| 密云区   | 49.0          | 2.26       | 220                 | 43.7              |
| 延庆区   | 34.0          | 1.57       | 171                 | 28.5              |

截至2015年年末，北京市常住人口為2170.5万人。按戶籍劃分，户籍人口1345.2万人，常住外来人口822.6万人（37.9%）。按城鄉劃分，城镇人口1877.7万人，占常住人口的86.5%。全市常住人口出生率7.96‰，死亡率4.95‰，自然增长率3.01‰。全市常住人口密度为1323人/平方公里。北京市第六次全国人口普查资料显示：首都功能核心区、城市功能拓展区、城市发展新区、生态涵养发展区的人口密度分别为每平方公里23407人、7488人、958人、213人。
北京人口以漢族為大多數，但同時包含全中国56个民族，北京是中国第一个聚集起56个民族的城市，其中少数民族以满族、回族及蒙古族為最多，人口數均过万。據統計，2010年除漢族外的少数民族人口約為80万人，占北京市总人口数的4.1%。
北京也有相當數目的外國人在此居住，外國人社群聚集的區域包括北京CBD（商務中心區）、三里屯、望京和五道口附近。其中僅在北京居住的韓國人數目就達8萬（2014年估計數字）。
根据2006年人口数据，北京人口最多的首十个姓氏依次是王（10.35%）、张（9.4%）、李（8.54%）、刘（6.91%）、赵（3.45%）、杨、陈、孙、高、马。这个排名与中国北方其他大城市相若。
北漂族是指来自非北京地区的、非北京户口、在北京生活和工作的外地人。北漂族在来京初期都很少有固定的住所，搬来搬去的，给人漂乎不定的感觉，其自身也因诸多原因而不能对于北京有更多的认同感，故此得名。
如今北京市正面临着非常严重的人口问题。官方的调查报告指出，北京目前的人口规模已经超过了北京地区环境资源的承载极限，水、电、气、热、煤的供应常年紧张，特别是水资源短缺已经到了十分严重的程度，甚至以至于需要调用应急战略储备水源才能满足城市供水需要。粮油酱醋等生活必需品绝大部分亦需从外省调入，稳定保障供给的难度很大。且按照目前北京市的垃圾产量，全市之垃圾场将会在4-5年内全部被填满。同时引发的交通、住房、医疗、教育等问题也使整个城市不堪重负。
根据人口普查和抽查，北京市1995年以来一直是全国总和生育率最低的一級行政區。2000年以来，北京市总和生育率处于0.66和0.71之间，不到世代更替水平的三分之一，不仅低于中国其他省份，但不少數據只計算擁有戶籍的北京人口。

## 宗教
北京宗教（2010）
从古至今，各种原始宗教以及土生土长的道教都在北京繁衍和发展，外来的佛教、基督宗教、伊斯兰教等宗教亦相继在北京地区传播，并逐渐融入中华民族传统文化和北京历史文化中，逐渐形成了多元文化体系的北京宗教文化。北京现有宗教活动场所达100多处，拥有宗教信仰者50多万，以2000年北京市人口来计算，宗教信仰者约占4%。各大宗教在北京都建有自己的宗教活动场所和宗教院校，传承各自的宗教文化。2010年北京市有220萬佛教徒，佔總人口的11.2％，穆斯林占北京人口的1.76％，基督徒則佔全市人口的0.78％。
道教自东汉产生后，就开始在北京地区流传。北魏时期统治者以道教为国教。始建于唐朝的天长观是北京地区第一座道观。金元明清时期，道教在北京地区有着很大的影响。1957年4月，道教界第一次全国代表会议在北京召开，中国道教协会正式成立，由岳崇岱任第一届理事会会长。
东晋十六国时起，佛教传入北京地区。历朝帝王出于政治与信仰的需要，大多推崇佛教。1953年6月中国佛教协会在北京成立，圆瑛法师当选会长。2010年2月，中国佛教协会第八次全国代表大会在北京召开，传印长老当选为新一届中国佛教协会会长。
鸦片战争后，基督宗教逐渐在北京传播。北京市天主教爱国会、北京市天主教教务委员会、天主教北京教区三个机构是北京市天主教的三个机构，由北京市天主教爱国会负责北京市天主教的对外所有民事事务。
宋辽时期伊斯兰教传入北京。北京市历史最悠久的牛街礼拜寺始建于公元996年。元代，穆斯林大量进入中国。当时北京（元大都）有信仰伊斯兰教的“回回”逾万人，有清真寺35座。明政府对“保国有功的回回”始终以“敬礼勋臣”相待，敕建、重修了许多清真寺。目前北京大部分较为古老的清真寺，多为明代修建。清朝时期北京的伊斯兰教由内城向外城和近郊扩展，清真寺大量增加，伊斯兰教的影响加大，文化传播范围扩大。中华民国大陆时期，北京地区伊斯兰教发展缓慢。中华人民共和国成立后，特别是十一届三中全会后落实党的民族宗教政策，北京地区伊斯兰教迎来历史上的黄金时期。目前全市共有依法登记的清真寺70座。
| - 北京白雲觀 - 北京廣濟寺 - 海淀禮拜堂 - 西什庫天主堂 - 牛街清真寺 |

## 文化

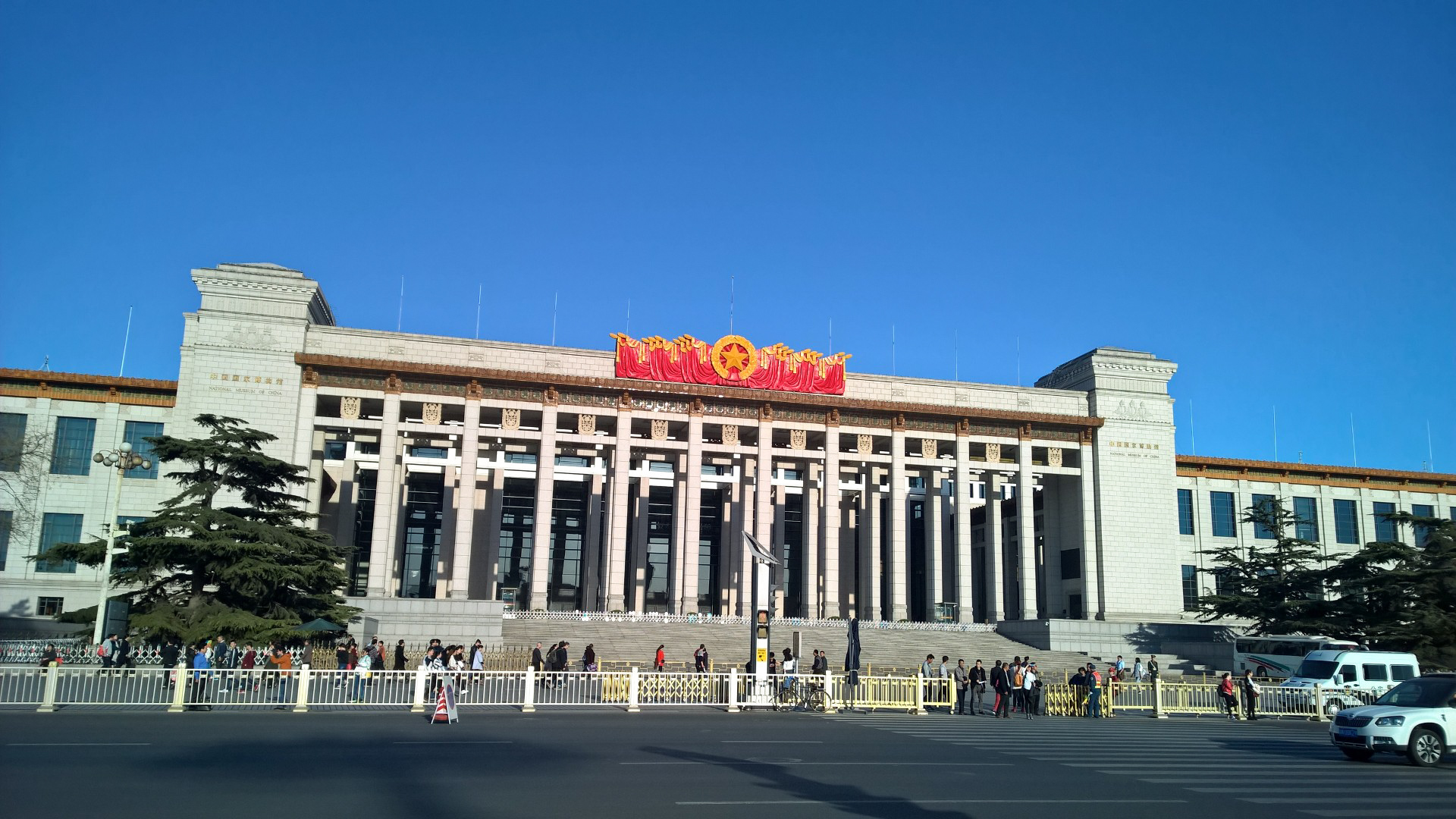
位于市中心的中国国家博物馆

北京是有着千年历史的中国文化名城，同时也是现代中国的文化中心。北京聚集着全中国最重要的几座博物馆，这些博物館涵蓋了中国悠久的历史知識及其與現在和未來的關聯。有些博物館则涵蓋了某些特定的策展範圍或是某一特定地區，有的則較為籠統。其中，中国国家博物馆、首都博物馆、北京自然博物館、中國地質博物館、中國航空博物館、中國科學技術館、故宮博物院以其丰富的馆藏和典藏的权威而知名海内外，并吸引着众多的游客前来观摩欣赏。截至2014年底，北京市共有在北京市文物局註冊登記的博物館171家。

### 文化遗产

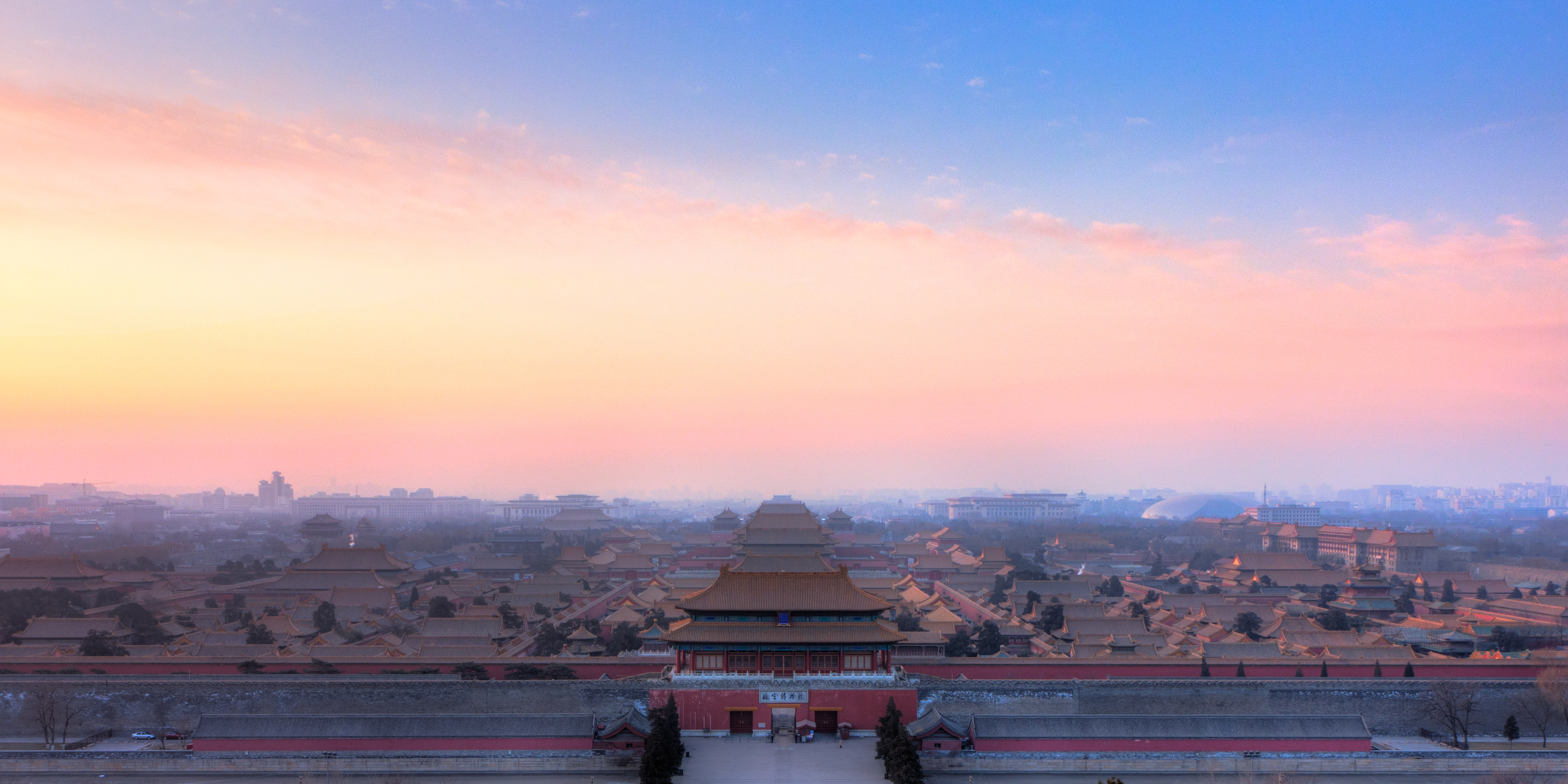
故宫是世界上现存规模最大、最完整的宫殿建筑群

天坛祈年殿是中国古代建筑的代表作之一

北京就有8处历史文化遗产入选“世界文化遗产名录”，是中国入选数量最多的省市，也是全球世界文化遗产最集中的城市之一。故宫、长城、颐和园、天坛、周口店遗址、明十三陵、大运河、北京中轴线是北京重要的文化遗产。

### 文学
北京作家辈出，由此诞生名为京派的文学流派，并与以上海为根据地的海派相对。京派文学家描寫的內容主要是人生，同時避談政治。京派強調文學是純文學，要「和諧」、「節制」、「恰當」，包含現實主義和浪漫主義。京派的風格淳樸自然，回歸田園，寫人情美和人性美，融合鄉土文化，而語言則簡練、樸素、活潑、明淨。著名的京派文學家有納蘭性德、纪晓岚、老舍、林语堂、林海音、端木蕻良、贝子、唐鲁孙等。
随着华语文坛的发展和中文的国际化，越来越多的华语作家包括王蒙、海岩、冯唐、步非烟、江南和安意如等，纷纷选择北京作为创作的中心，谱写众多优秀的中文文学。

### 饮食文化

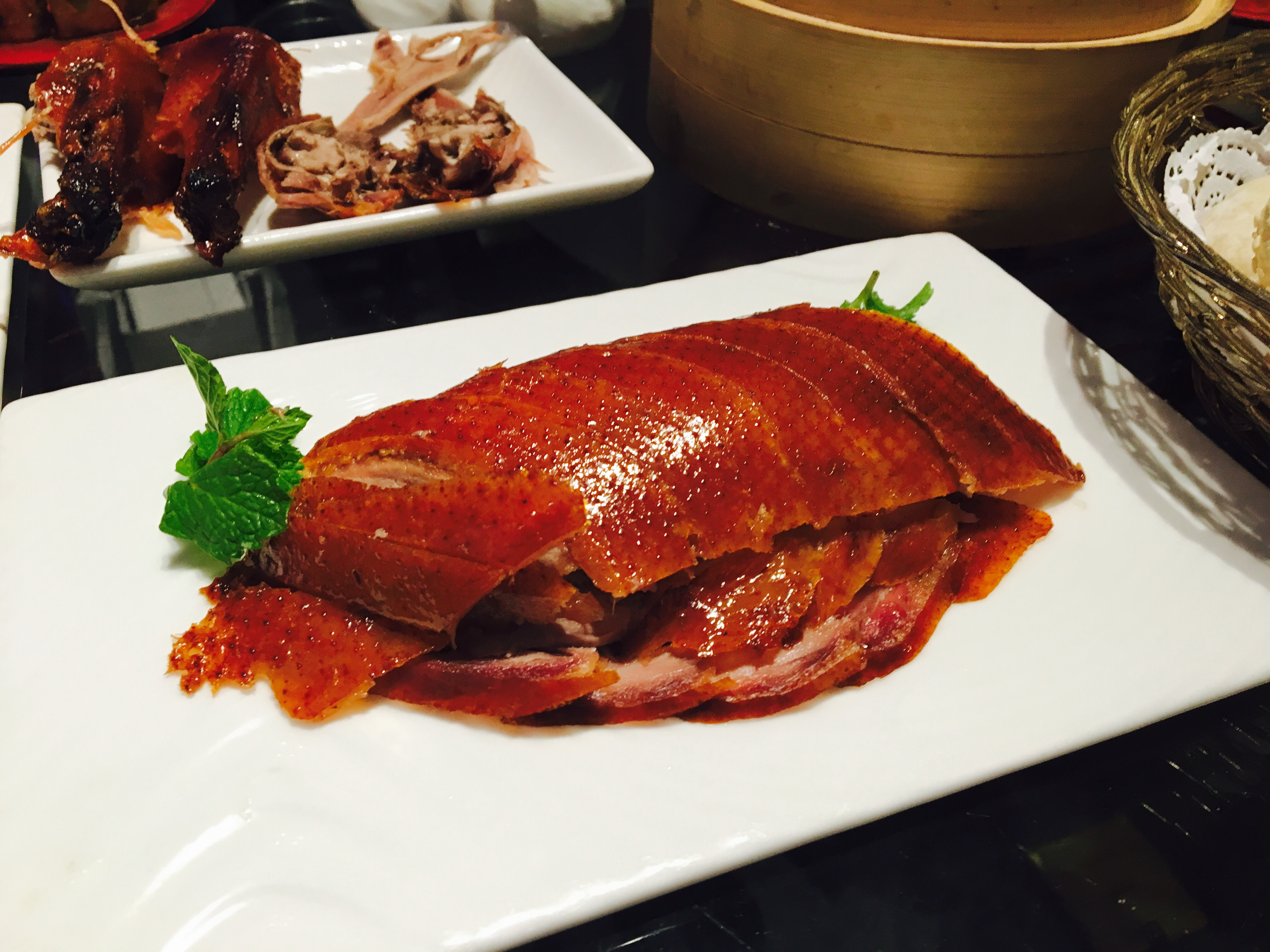
片好装盘的北京烤鸭

現今的北京菜是由魯菜、市肆菜、譚家菜、清真菜和宮廷菜五種風味的菜餚进行北京風味本地化后組合而成。早期北京与山東飲食習慣頗為相似，所以较多山东厨师，因而魯菜是京菜的基調。到了遼代及元代之後，由於北京蒙古族、回族等北方民族逐渐增多，京菜的風味受到其影響，因而增加了烹製羊肉菜餚的特點。至明清兩代时，北京是全國的政經及文化中心，宮廷御廚和大臣的厨房都集中在北京，烹調技術也就不斷地提升，因此，全國各地主要的飲食風味也隨著齊聚於北京。北京菜肴烹調方法非常多元，以爆、烤、涮、溜、炸、燒、炒、扒、煨、燜、醬、拔絲、白煮等技法見長。其中的“爆”法，變化多樣，可分為油爆、醬爆、蔥爆、水爆、湯爆等。口味講究酥脆鮮嫩，清鮮爽口，且要做到色、香、味、形、器等五面俱全。著名京菜有北京烤鸭、蔥爆豬肉、京酱肉丝、涮羊肉、砂鍋魚翅等。老字号饭馆有东来顺、全聚德、便宜坊、仿膳饭庄等。

### 表演艺术

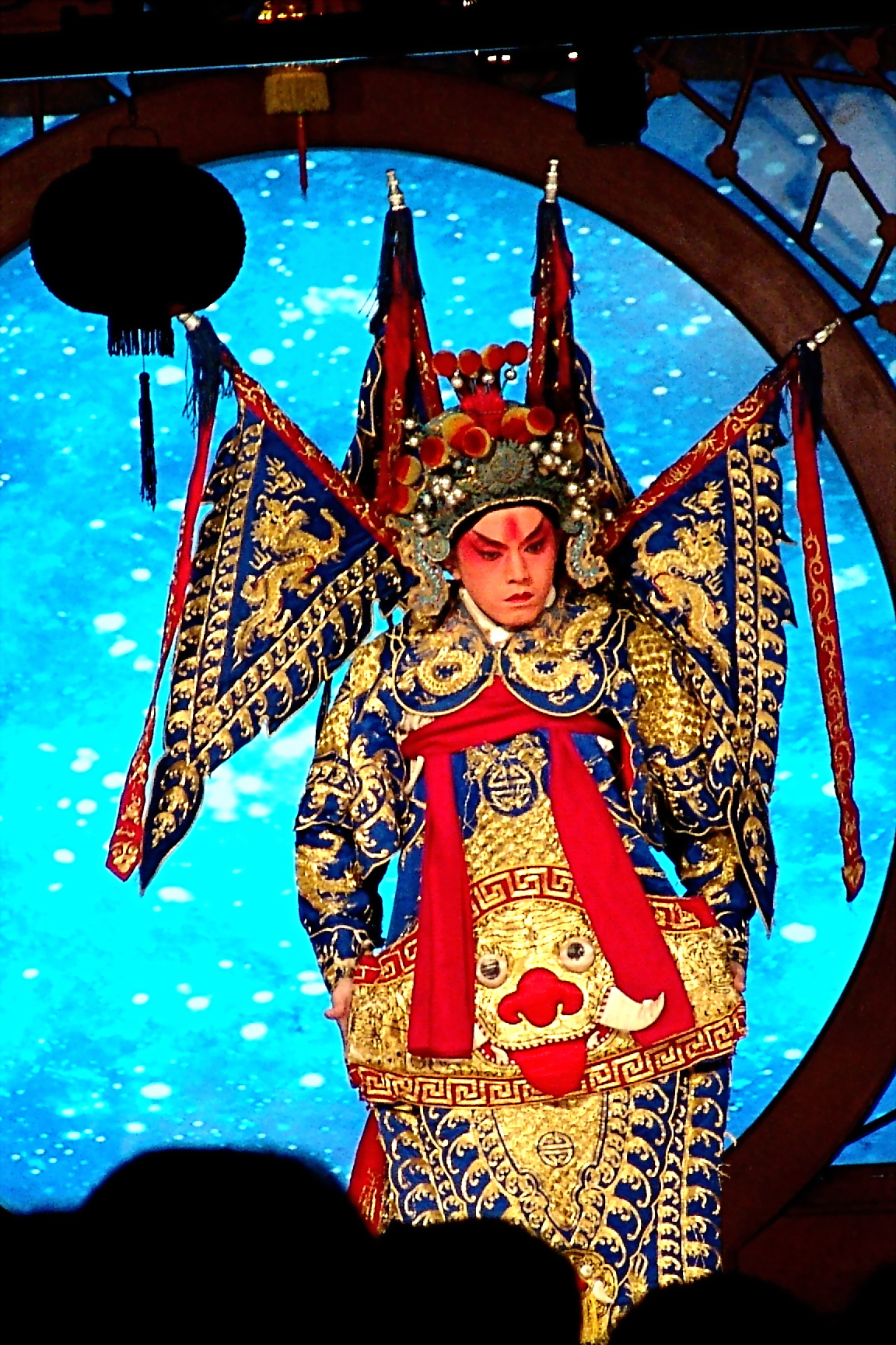
京剧

北京有很多地方特色的民风习俗。京剧深受部分京城老百姓的喜爱，在北京的街头，偶尔可以听到路边传来抑扬顿挫的京戏段子。京剧的源头还要追溯到几种古老的地方戏剧，1790年，安徽的四大地方戏班——三庆班、四喜班、春公班、和春班——先后进京献艺，获得空前成功。徽班常与来自湖北的汉调艺人合作演出，于是，一种以徽调“二簧”和汉调“西皮”为主，兼收昆曲、秦腔、梆子等地方戏精华的新剧种诞生了，这就是京剧。在200年的发展历程中，京剧在唱词、念白及字韵上越来越北京化，使用的二胡、京胡等乐器，也融合了多个民族的特色，终于成为一种成熟的艺术。京剧集歌唱、舞蹈、武打、音乐、美术、文学于一体。
京剧舞台艺术在文学、表演、音乐、唱腔、锣鼓、化妆、脸谱等各个方面，通过无数艺人的长期舞台实践，构成了一套互相制约、相得益彰的格律化和规范化的程式。它作为创造舞台形象的艺术手段是十分丰富的，而用法又是十分严格的。由于京剧在形成之初，便进入了宫廷，使它的发育成长不同于地方剧种。要求它所要表现的生活领域更宽，所要塑造的人物类型更多，对它的技艺的全面性、完整性也要求得更严，对它创造舞台形象的美学要求也更高。当然，同时也相应地使它的民间乡土气息减弱，纯朴、粗犷的风格特色相对淡薄。因而，它的表演艺术更趋于虚实结合的表现手法，最大限度地超脱了舞台空间和时间的限制，以达到“以形传神，形神兼备”的艺术境界。表演上要求精致细腻，处处入戏；唱腔上要求悠扬委婉，声情并茂；武戏则不以火爆勇猛取胜，而以“武戏文唱”见佳。2010年11月16日京剧被列入“人类非物质文化遗产代表作名录”。除京剧外，北京还有双簧、相声、评书、杂技、京韵大鼓、话剧、铁板快书、景泰蓝、牙雕、漆雕、蝈蝈笼和吹糖人等传统艺术。
进入21世纪，北京已成为中国内地音乐产业的中心。内地音乐人多数选择来北京发展，很大程度上带动了北京音乐文化的繁荣。北京的摇滚界见证了中国摇滚乐的兴衰史，是中国摇滚音乐的心脏。随着时间的推移，摇滚已经风光不再，目前仅处于勉强维持阶段，但是在北京依然拥有数量众多的摇滚乐迷。北京的地下乐队众多、派别多样，主要在各酒吧演出，其中较知名的有新裤子乐队、地下婴儿、反光镜、牛奶咖啡、便利商店乐队等。北京音乐呈现非主流、叛逆、创新的文化特点。

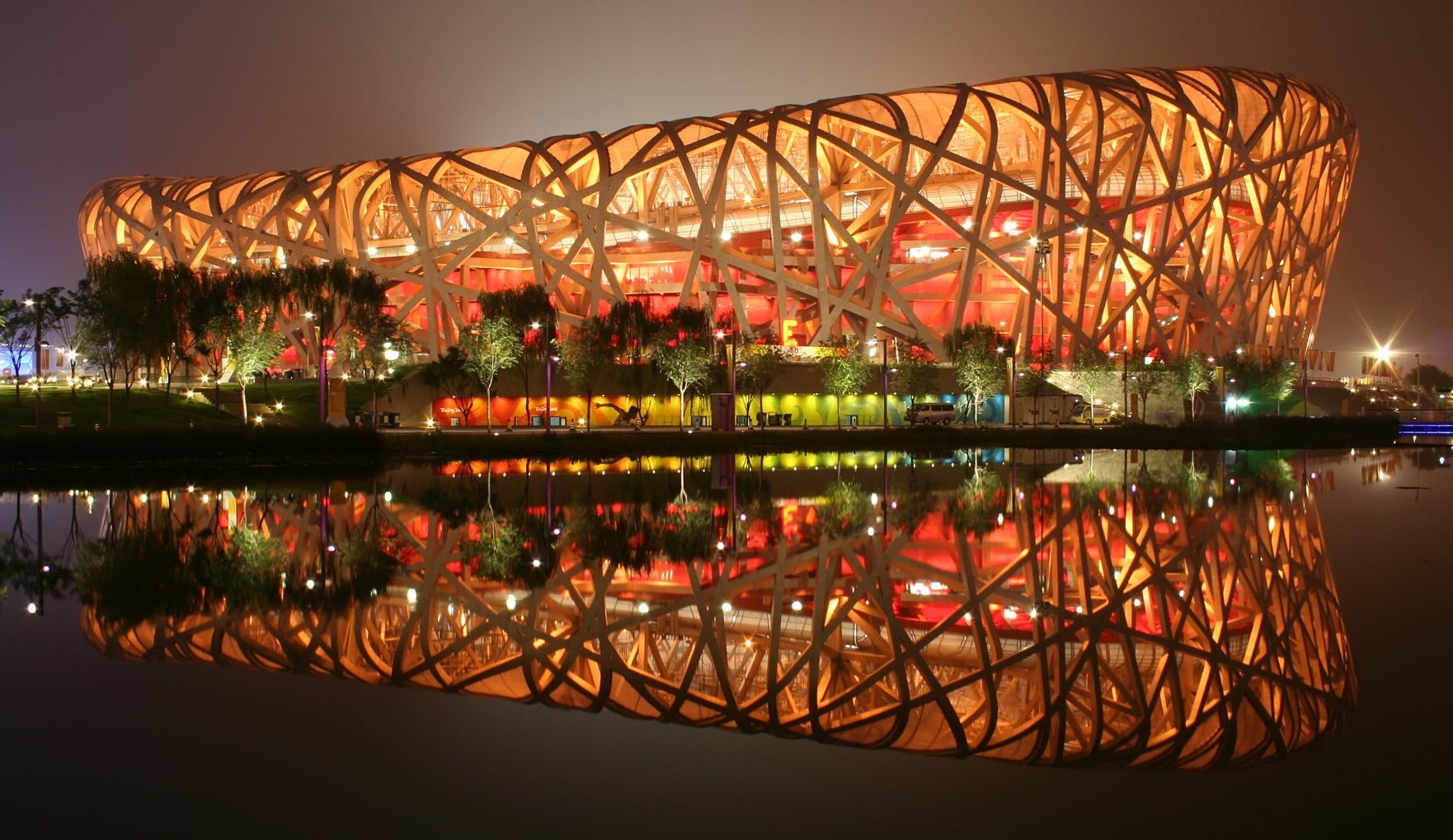
北京国家体育场又被称作“鸟巢”，是2008年夏季奥运会,也是2022年冬季奧運會的主赛场地。现在也作为北京市区大型的表演中心使用

北京艺术演出市场非常繁荣，每年都有超过10000场国内外演唱会、音乐会、歌剧、话剧在全市近百个场地上演。世界各大著名交响乐团，以及雅尼、神秘园、小泽征尔、帕尔曼等著名音乐家和团体均有来访北京。
北京有举办一年一度的著名“三大国际演出季”，即为：北京国际音乐节、北京国际戏剧演出季和北京国际舞蹈季。北京国际音乐节于每年的10月中旬到11月中旬举办，期间有柏林爱乐乐团、纽约爱乐乐团、中国爱乐乐团等国内外著名乐团，以及何塞·卡雷拉斯、潘德列茨基、马友友等著名音乐家的30多场艺术演出上演，涵盖了交响乐、歌剧、爵士乐等等各种风格及形式的音乐。北京国际戏剧演出季于每年春末夏初举办，来自世界各大洲国家及国内之戏剧团体在一个月内献上超过50场演出，莎拉·布莱曼等明星亦有受邀献唱。北京国际舞蹈季为冬季跨年举办，英国皇家芭蕾舞团等国际各大著名芭蕾舞团体均受邀参加。
北京市的主要演出场馆有：中国国家大剧院、鸟巢、保利剧院、中山音乐堂、北京音乐厅、人民大会堂、东方先锋剧场、北京人艺小剧场、北京工人体育场、北京工人体育馆、首都体育馆、丰台体育中心等。

### 艺术园区
随着中国文化艺术与时尚产业的复兴，北京作为首都，是中国的艺术中心、時尚潮流中心和文化中心。北京现当代艺术的地标为位于北京市朝阳区大山子地区的一个艺术园区，即798艺术区，原为北京第三无线电器材厂，建筑多为东德的包豪斯风格。1980年代到1990年代798厂逐渐衰落，从2002年开始，由于租金低廉，来自北京周边和北京以外的艺术家开始聚集于此，逐渐形成了一个艺术群落。2006年后，中国发展文化创意产业，因应北京建设世界城市的步伐，以798艺术区为中心，打造中国乃至世界的当代艺术中心，周边的草场地、环铁乃至北京远郊的宋庄均成为这一巨大艺术群落的一部分。

### 胡同

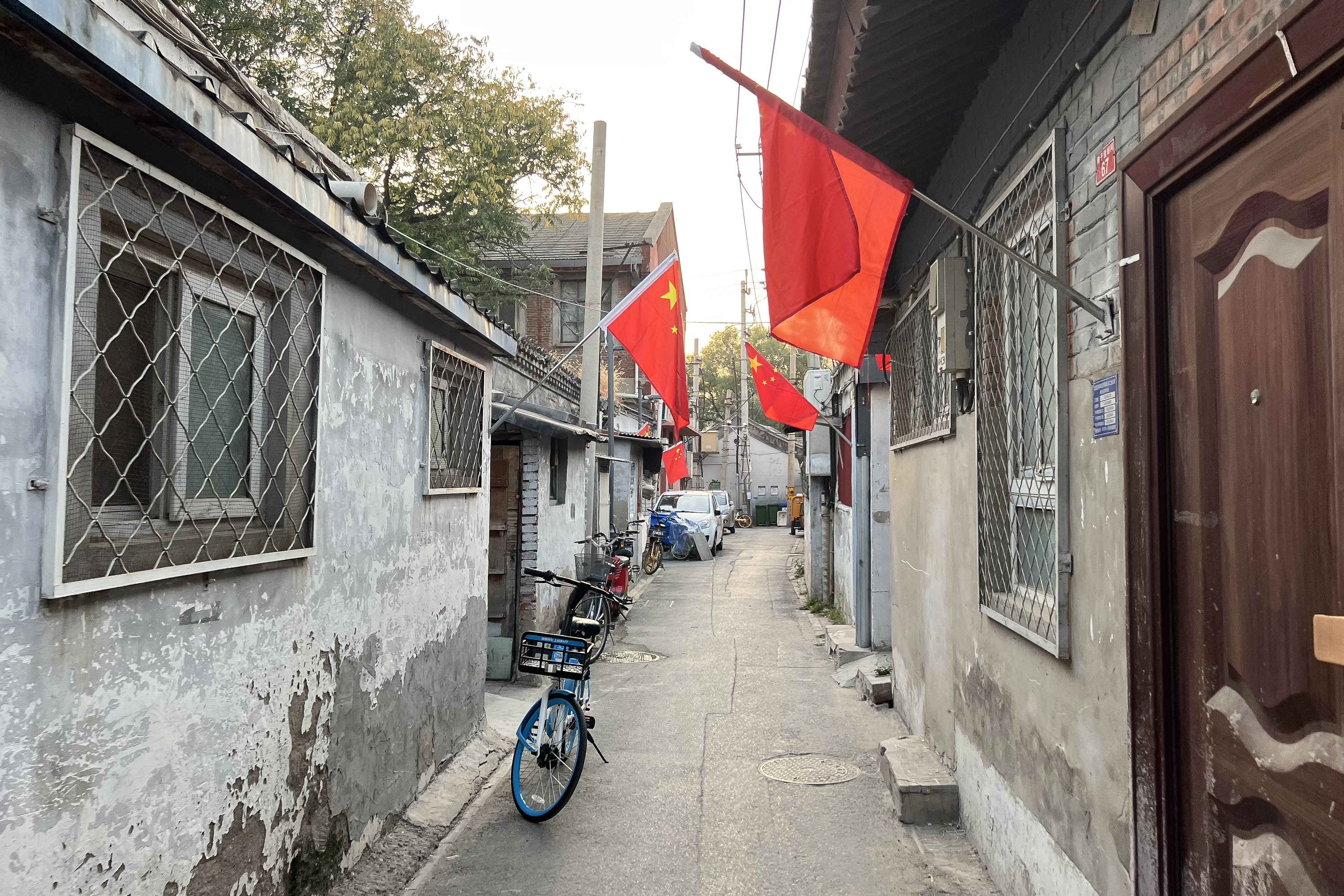
北京衚衕街景

衚衕與北京文化的形成和存在起到了決定性的作用，相比於代表皇家文化的紫禁城、天壇、頤和園，胡同可以說是北京平民文化的代表。北京的胡同反映了北京的四合院建築特色和北京的民風民俗，被認為是北京市井文化的代表和載體，蘊含著豐富的歷史和文化。歷史上的北京即以衚衕眾多而著稱，民間有「著名的衚衕三千六， 沒名的衚衕賽牛毛」的說法。元《析津志》記載元大都有「三百八十四條火巷，二十九條衚衕」；明朝張爵《京師五城坊巷衚衕集》一書中記載，明朝北京共有街巷衚衕約1170條，其中直接稱為衚衕的約有459條；清朝朱一新《京師坊巷志稿》一書中所列的北京街巷衚衕名顯示，清朝時北京有街巷衚衕2076條，其中直接稱為衚衕的978條；1944年日本人多田貞一在《北京地名志》記載，當時北京共有3,200條衚衕；1949年的統計顯示北京城區有名字的街巷6074條，其中衚衕1,330條，街274條，巷111條，道85條，里71條，而習慣上，人們把上面提到的衚衕、街、巷、道、里統稱為衚衕。

### 体育
北京拥有多支体育队伍，例如中超的北京国安，CBA的北京首钢、北京紫禁勇士，冰球的北京崑崙鴻星，棒球的北京猛虎，以及JDG战队等电子竞技战队。
北京曾举办许多国际赛事，包括1990年亚运会、1994年远东及南太平洋残疾人运动会、2001年大运会以及2015年世界田径锦标赛等。此外，北京在2008年举办过夏季奥林匹克运动会和夏季残疾人奥林匹克运动会，以及在2022年举办过冬季奥林匹克运动会和冬季残疾人奥林匹克运动会，北京因此成为唯一一座已经举办过夏季奥运会和冬季奥运会的城市，也是唯一一座既举办过夏季残奥会也举办过冬季残奥会的城市。

## 友好城市
中华人民共和国成立后，北京最早和日本的东京都于1979年3月14日正式建立友好城市关系。随后，北京市的国际交流日渐广泛，已先后与遍布五大洲的纽约、马德里、开罗、基辅、首尔、柏林等50余个城市结成友好城市关系，其中絕大部份為首都城市。
| 与北京市结为友好城市的城市 |
| 欧洲 - 塞爾維亞贝尔格莱德 · （1980年10月14日） - 西班牙马德里 · （1985年9月16日） - 法國法兰西岛大区 · （1987年7月2日） - 德国科隆 · （1987年9月14日） - 乌克兰基辅 · （1993年12月13日） - 德国柏林 · （1994年4月5日） - 比利时布鲁塞尔 · （1994年9月22日） - 荷蘭阿姆斯特丹 · （1994年10月29日） - 俄羅斯莫斯科 · （1995年5月16日） - 法國巴黎 · （1997年10月23日） - 義大利罗马 · （1998年5月28日） - 西班牙马德里自治区 · （2005年1月17日） - 希腊雅典 · （2005年5月10日） - 葡萄牙里斯本 · （2007年） - 阿尔巴尼亚地拉那 · （2007年） - 爱尔兰都柏林 · （2011年） - 匈牙利布达佩斯 · （2005年6月16日） - 羅馬尼亞布加勒斯特 · （2005年6月21日） - 英国伦敦 · （2006年4月10日） - 芬兰赫尔辛基 · （2006年） - 丹麦哥本哈根 · （2012年6月26日） - 拉脫維亞里加 · （2017年9月15日） 亚洲 - 日本东京都 · （1979年3月14日） - 平壤 · （1986年10月18日） - 越南河内 · （1994年10月6日） - 首尔 · （1993年10月23日） - 泰國曼谷 · （1993年5月26日） - 印度尼西亞雅加达 · （1993年8月4日） - 巴基斯坦伊斯兰堡 · （1992年10月8日） - 土耳其安卡拉 · （1990年6月20日） - 菲律賓马尼拉 · （2005年11月14日） - 阿斯塔納 · （2006年11月16日） 非洲 - 埃及开罗 · （1990年10月28日） - 南非豪登省 · （1998年5月28日） - 衣索比亞亚的斯亚贝巴 · （2008年1月15日） 大洋洲 - 堪培拉 · （1979年3月14日） - 新西兰惠灵顿 · （2006年） 北美洲 - 美国纽约 · （1980年2月25日） - 美国华盛顿 · （1984年） - 加拿大渥太华 · （1999年10月20日） - 墨西哥墨西哥城 · （2009年10月21日） 南美洲 - 阿根廷布宜诺斯艾利斯 · （1993年7月13日） - 巴西里约热内卢 · （1986年11月24日） - 秘魯利马 · （1983年11月21日） - 古巴哈瓦那 · （2005年9月24日） - 智利圣地亚哥 · （2007年8月6日） |

### 引用
1. 1 2  .   [2021-06-24]. （原始内容存档于2022-01-02）.
2. ↑  . Beijing Municipal Bureau of Statistics.   [2008-02-09]. （原始内容存档于2012-03-13）.
3. ↑  .   [2018-04-20]. （原始内容存档于2022-08-16）.
4. ↑  travelguide.michelin.com. . travelguide.michelin.com.   [2020-04-23]. （原始内容存档于2020-04-25） （英语）.
5. ↑  . 千龙网. 北京日报.   [2018-06-06]. （原始内容存档于2022-01-13）.
6. ↑  . Railway Gazette Group - Metro Report International. 2022-01-06  [2020-01-21]. （原始内容存档于2019-12-30）.
7. ↑  . International Railway Journal. 2019-12-30  [2020-01-21]. （原始内容存档于2020-01-06）.
8. ↑  中国城市轨道交通年度报告课题组. . 北京: 酷讯. 2012  [2020-01-21]. ISBN 978-7-5121-1009-0. （原始内容存档于2016-03-04）.
9. 1 2  . gaokao.com. 2015-05-22  [2016-11-29]. （原始内容存档于2016-11-30）.
10. ↑  徐晉如. . 北京: 台海出版社. 2006-12-08  [2017-07-27]. ISBN 7-80141-295-8 （中文（中国大陆））.
11. ↑  . www.lboro.ac.uk.   [2020-09-26]. （原始内容存档于2020-08-24）.
12. ↑  . www.lboro.ac.uk.   [2022-06-08]. （原始内容存档于2022-03-29）.
13. 1 2  . 中央人民广播电台. 2017-09-28  [2020-09-16]. （原始内容存档于2021-12-14）.
14. 1 2  刘元春 张杰. . 北京日报. 2018-07-24  [2021-05-05]. （原始内容存档于2021-05-07）.
15. 1 2 3  . 能源严究院. 2021-04-07  [2021-05-05]. （原始内容存档于2021-06-24）.
16. 1 2  . 人民日报. 2018-05-14  [2021-05-05]. （原始内容存档于2021-05-07）.
17. ↑  . 北京文艺广播. 2022-04-06  [2022-11-14]. （原始内容存档于2022-11-14）.
18. ↑  . 国学网.   [2022-11-12]. （原始内容存档于2020-07-29）.
19. ↑  . 北京市文化和旅游局宣传中心. （原始内容存档于2023-10-27）.
20. ↑  . 党史新闻. （原始内容存档于2023-10-27）.
21. ↑  .   [2008-04-07]. （原始内容存档于2013-03-09）.
22. ↑  宋大川.  第1版. 北京: 科学出版社. 2009-09. ISBN 9787030255693.
23. ↑  . China Internet Information Center.   [2008-05-01]. （原始内容存档于2008-05-01）.
24. ↑  Haw, Stephen. Beijing: A Concise History. Routledge, 2007. p. 136.
25. ↑  . 北京市西周燕都遗址博物馆. 2012-12-13  [2012-12-13]. （原始内容存档于2016-04-11）.
26. ↑  Grousset, Rene. . Rutgers University Press. 1970: 58. ISBN 978-0-8135-1304-1.
27. ↑  . 澎湃新闻. 2020-03-07  [2024-01-11]. （原始内容存档于2024-03-17）.
28. ↑  . Zgswcn.com.   [2017-05-23]. （原始内容存档于2017-09-04）.
29. ↑  . The Economist. 2007  [2021-01-23]. （原始内容存档于2007-05-22）.
30. ↑  . 北京日报. 2022-05-09  [2024-01-15]. （原始内容存档于2024-03-20）.
31. ↑  . 中国网. 2007-07-30  [2014-02-17]. （原始内容存档于2020-08-08） （中文）.
32. ↑  . 中新网.   [2020-12-29]. （原始内容存档于2021-02-15）.
33. ↑  曹树基.  (PDF). 《历史研究》. 1997, (1)  [2021-01-02]. （原始内容存档 (PDF)于2021-01-02）.
34. ↑  邱仲麟. . 中央研究院.   [2020-12-29]. （原始内容存档于2021-01-02）.
35. ↑  《1860年北京条约》俄国 布克斯盖夫登男爵 著
36. 1 2 3 4 5 6 7 8 9 10 11 12 13 14 15 16 17 18 19 20  北京市地方志编纂委员会. . 北京出版社. 2013. ISBN 978-7-200-09633-0.
37. ↑  中華民國史事日誌．中華民國八年己未．第437頁
38. ↑  許雪姬.  (PDF). 長庚人文社會學報. 2008年4月, 1 (1): 33–84  [2017-10-12]. ISSN 2070-9455. （原始内容 (pdf)存档于2018-02-01）.
39. ↑  . 新浪读书. 2009-06-29  [2012-02-03]. （原始内容存档于2017-11-16） （中文（简体））.
40. ↑  . 中国共产党新闻网.   [2017-01-16]. （原始内容存档于2017-03-12）.
41. ↑  . 中国网. 2009-12-11  [2020-10-20]. （原始内容存档于2020-12-18）.
42. ↑  . 新京报. 2004-08-17  [2020-10-20]. （原始内容存档于2021-01-17）.
43. 1 2  . 凤凰网. 《北京日报》. 2007-08-19. （原始内容存档于2021-07-24） （中文）.
44. 1 2  . 中国新闻网. 《北京日报》、《中华文摘》. 2007-11-21. （原始内容存档于2012-08-26） （中文）.
45. 1 2  王友琴.  (PDF). 芝加哥大学. （原始内容 (PDF)存档于2016-10-12） （中文）.
46. 1 2  王友琴. . 《炎黄春秋》.   [2019-12-10]. （原始内容存档于2019-12-10） （中文）.
47. ↑  . 自由亚洲电台. 2013-08-15. （原始内容存档于2019-12-10） （中文）.
48. ↑  杜钧福. . 香港中文大学. 《记忆》.   [2019-12-10]. （原始内容存档于2016-08-04） （中文）.
49. ↑  孙言诚. . 《华夏文摘》. 2018-12-04. （原始内容存档于2020-06-29） （中文）.
50. ↑  方钜成; 姜桂侬. . 人民网. （原始内容存档于2020-06-29） （中文）.
51. ↑  王家骏. . 《凤凰周刊》. 2014-09-05. （原始内容存档于2017-10-16） （中文）.
52. ↑  赵勇. . 凤凰网. 《同舟共进》. 2013-09-02. （原始内容存档于2019-12-10） （中文）.
53. ↑  遇罗文. . 香港中文大学. 《百家讲坛》. （原始内容存档于2019-06-09） （中文）.
54. ↑  遇罗文. . 芝加哥大学.   [2019-12-10]. （原始内容存档于2019-05-07） （中文）.
55. ↑  熊景明; 宋永毅; 余國良. . 香港中文大学出版社. 2018-06-15  [2020-06-28]. ISBN 978-988-17563-3-6. （原始内容存档于2022-01-02） （中文）.
56. ↑  宋永毅. . 《华夏文摘》. 2011-10-11. （原始内容存档于2019-12-10） （中文）.
57. ↑  趙紫陽.  [Prisoner of the State: The Secret Journal of Premier Zhao Ziyang]. 美國紐約: 西蒙與舒斯特. 2009-05-19  [2013-12-28]. ISBN 978-1439149386. （原始内容存档于2014-01-06） （英语）.
58. ↑  . 新华社. 1998-11-25  [2020-02-19]. （原始内容存档于2020-02-19）.
59. ↑  口述中国｜建筑师③贝聿铭：四合院是中国的代表建筑 （页面存档备份，存于） 2018-06-06 澎湃新闻 贝聿铭/口述 王军/采访
60. ↑  . 人民网. 2012年8月6日  [2012年8月12日]. （原始内容存档于2012年11月9日）.
61. ↑  . BBC中文网.   [2012-07-25]. （原始内容存档于2012-07-25）.
62. ↑  . 新华社. 2014-02-26  [2020-10-20]. （原始内容存档于2021-02-16）.
63. ↑  . 新华社. 2014-02-27  [2020-10-20]. （原始内容存档于2021-02-03）.
64. ↑  . BBC 中文网.   [2015年12月21日]. （原始内容存档于2015年12月10日）.
65. ↑  . 中文纽约时报.   [2015-12-21]. （原始内容存档于2015-12-20）.
66. ↑  . 搜狐新闻.   [2015年12月21日]. （原始内容存档于2015年12月22日）.
67. ↑  北京正式申办2022年冬奥会 （页面存档备份，存于），亚太日报，2014年3月17日
68. ↑  . 上观新闻. 2019-01-11  [2020-09-16]. （原始内容存档于2020-09-16）.
69. ↑  . 中国新闻社. 2020-08-27  [2020-09-16]. （原始内容存档于2020-09-21）.
70. ↑  .   [2010-04-01]. （原始内容存档于2012-12-09）.
71. ↑  .   [2010-03-31]. （原始内容存档于2011-04-23）.
72. ↑  .   [2010-03-31]. （原始内容存档于2016-03-05）.
73. ↑  .   [2010-03-31]. （原始内容存档于2011-03-10）.
74. ↑  .   [2010-04-01]. （原始内容存档于2011-06-06）.
75. ↑  . 中国气象科学数据共享服务网. 中国气象局.
76. ↑  . Weather Atlas.   [2021-12-10].
77. ↑  . www.mherrera.org.   [2021-12-10].
78. ↑  . 国家气候中心.   [2023-08-26]. （原始内容存档于2018-09-05）.
79. ↑   . 国家气候中心.   [2023-08-26]. （原始内容存档于2023-04-04）.
80. ↑  . 国家气候中心.   [2023-08-26]. （原始内容存档于2018-09-05）.
81. ↑   . 国家气候中心.   [2023-08-26]. （原始内容存档于2023-04-04）.
82. ↑  .   [2024-09-09]. （原始内容存档于2024-09-09）.
83. ↑   . China Meteorological Administration.   [2023-08-26]. （原始内容存档于2023-04-04） （中文（简体））.
84. ↑  . AFP.   [2011-08-29]. （原始内容存档于2011-02-28）.
85. ↑  . 腾讯网.   [2011-08-29]. （原始内容存档于2016-10-25）.
86. ↑  . Sports.21cn.com. 2013-01-15  [2017-05-23]. （原始内容存档于2016-03-04）.
87. ↑  京津冀确定明年起监测PM2.5 （页面存档备份，存于），京华时报
88. ↑  . Money.163.com. 2012-02-14  [2017-05-23]. （原始内容存档于2016-10-23）.
89. ↑  . Dw.de.   [2017-05-23]. （原始内容存档于2015-03-22）.
90. ↑  . Meworks.net.   [2017-05-23]. （原始内容存档于2017-04-05）.
91. ↑  . 搜狐新聞.   [2017-05-23]. （原始内容存档于2016-03-04）.
92. ↑  北京市政府採購千輛環保公交，央視網
93. ↑  . 新华网.   [2011-08-29]. （原始内容存档于2009-10-09）.
94. ↑  北京日报. . 中华人民共和国中央人民政府.   [2020-05-30]. （原始内容存档于2020-06-15）.
95. ↑  .   [2022-03-23]. （原始内容存档于2022-04-06）.
96. ↑  . 北京市生态环境局. 2025-01-07  [2025-04-05]. （原始内容存档于2025-01-25）.
97. ↑  . News.cnr.cn.   [2017-05-23]. （原始内容存档于2016-03-08）.
98. ↑  . 中新网.   [2021-02-03]. （原始内容存档于2013-05-05）.
99. ↑  . 环境保护部. 2013-04-22.
100. ↑  《中国古代城市地理》, p230
101. ↑  《北京的城墙和城门》，喜仁龙著
102. ↑  孟凡人.  (PDF). 故宫学刊. 2006: 96–121  [2022-11-14]. （原始内容存档 (PDF)于2023-02-02）.
103. ↑  《明史纪事本末》、《纲鉴易知录》卷八
104. ↑  《北京城垣的保护与拆除》,《北京规划建设》1999年第2期
105. ↑  . 北京晚报. 2015-06-22  [2024-01-11]. （原始内容存档于2024-03-21）.
106. ↑  《明史纪事本末》、《甲申传信录》
107. 1 2  .   [2021-01-24]. （原始内容存档于2021-02-22）.
108. ↑  淩霄：民國時期的特別市，鐘山風雨，2009年3期
109. ↑  北京市統計局 國家統計局北京調查總隊編:《北京統計年鑒2009》，1-1行政區劃，中國統計出版社
110. ↑  . Big5.china.com.cn. 2002-03-28  [2017-05-23]. （原始内容存档于2015-09-10）.
111. ↑  . 新华网. 2010-07-01  [2017-05-20]. （原始内容存档于2017-08-05）.
112. ↑  . 财经网. 2015-11-13  [2015-11-13]. （原始内容存档于2015-11-17）.
113. 1 2  . 中华人民共和国民政部.   [2023-09-22]. （原始内容存档于2023-09-22）.
114. ↑  . 中华人民共和国民政部.   [2015-04-18]. （原始内容存档于2015-04-02）.
115. ↑  . 北京市统计局. 2021-05-19  [2022-11-14]. （原始内容存档于2022-11-14）.
116. ↑  中华人民共和国民政部. . 中国统计出版社. 2014-08. ISBN 978-7-5037-7130-9.
117. ↑  . 政知局（北京青年报）. 2016-04-22  [2021-01-20]. （原始内容存档于2021-02-23） –搜狐.
118. ↑  . 中新网. 2014-05-13  [2021-01-20]. （原始内容存档于2021-02-15）.
119. ↑  . 环球网. 2019-01-10  [2019-01-11]. （原始内容存档于2019-01-11）.
120. ↑  . 新浪新闻综合. 2019-01-11  [2019-01-12]. （原始内容存档于2019-01-11）.
121. ↑  . 北京日报. 2019-01-11  [2019-01-11]. （原始内容存档于2019-01-11）.
122. ↑  . 新华网.   [2023-02-22]. （原始内容存档于2023-02-22）.
123. ↑  . 新华网.   [2023-02-22]. （原始内容存档于2023-02-22）.
124. ↑  . 新华网.   [2023-02-22]. （原始内容存档于2023-02-22）.
125. ↑  . 新华网.   [2023-02-22]. （原始内容存档于2023-02-22）.
126. ↑  .   [2017-01-12]. （原始内容存档于2017-01-13）.
127. ↑  定军、吴靖、史梦怡. . 21世纪经济报道. 2016-01-22  [2016-12-26]. （原始内容存档于2016-12-26）.
128. ↑  . 中華人民共和國國家統計局.   [2015-01-08]. （原始内容存档于2015-03-17） （中文）.
129. 1 2  李京文, 何喜军《北京制造业发展史》.中国财政经济出版社，2010
130. 1 2  . China-trade-research.hktdc.com.   [2017-05-23]. （原始内容存档于2017-08-05） （中文（中国大陆））.
131. 1 2 3 4 5  . 北京统计信息网. 北京市统计局. 2016-02-15  [2016-12-26]. （原始内容存档于2022-07-21）.
132. ↑  . 新华网.   [2011-08-29]. （原始内容存档于2008-10-14）.
133. ↑  . 新京报网站.   [2011-08-29]. （原始内容存档于2011-02-17）.
134. ↑  . News.sina.com.cn.   [2017-05-23]. （原始内容存档于2017-01-13）.
135. ↑  . CCTV.   [2021-01-23]. （原始内容存档于2021-02-23）.
136. ↑  .   [2017-01-09]. （原始内容存档于2014-10-28）.
137. ↑  .   [2017-01-09]. （原始内容存档于2017-08-05）.
138. ↑  . 证券时报网. 2020-09-21  [2021-01-23]. （原始内容存档于2022-01-02）.
139. ↑  . 国务院. 2020-09-21  [2020-09-21]. （原始内容存档于2020-09-21）.
140. ↑  邬宏，《中国世界遗产全记录》，湖南人民出版社，2004年1月 ISBN 7-5438-3534-7
141. ↑  . 北京人大 (3). 2018  [2022-01-10]. （原始内容存档于2022-01-10）.
142. ↑  . 北京频道--人民网. 2020-01-05  [2021-05-05]. （原始内容存档于2021-05-15）.
143. ↑  杜兰. . 首都建设报. 2020-12-16  [2021-05-05]. （原始内容存档于2021-06-24）.
144. 1 2  北京市统计局、国家统计局北京调查总队. . 首都之窗. 2020-03-08  [2020-05-24]. （原始内容存档于2020-08-27） （中文（中国大陆））.
145. ↑  .   [2010-04-01]. （原始内容存档于2011-09-05）.
146. ↑  . Cnr.cn.   [2017-05-23]. （原始内容存档于2016-03-07）.
147. ↑  冯蕾. . 光明日報. 2006-09-27  [2017-05-23]. （原始内容存档于2017-09-30）.
148. ↑  .   [2010-04-14]. （原始内容存档于2007-11-18）.
149. ↑  . China Daily (Xinhua News Agency). 2003-10-06  [2009-07-22]. （原始内容存档于2009-07-24）.
150. ↑  . China Daily.   [2010-05-13]. （原始内容存档于2010-11-09）.
151. ↑  . Gasgoo. 2010-05-12  [2010-05-13]. （原始内容存档于2013-01-02）.
152. ↑  . ChinaAutoWeb.com.   [2011-01-13]. （原始内容存档于2010-12-28）.
153. 1 2 3  Li, David Daokui. . New York, NY: W. W. Norton & Company. 2024. ISBN 978-0-393-29239-8.
154. ↑  . Shanghai Daily at china.org.cn. 2006-03-24  [2018-10-28]. （原始内容存档于2011-02-08）.
155. ↑  北京统计局. . 北京统计年鉴.   [2020-03-12]. （原始内容存档于2020-03-17）.
156. ↑  北京规划和国土资源委员会. . 首都之窗.   [2020-05-24]. （原始内容存档于2020-07-15）.
157. ↑  《北京站志》编委会. . 中国铁道出版社. 2003. ISBN 7113053807.
158. ↑  .   [2021-01-23]. （原始内容存档于2012-09-12）.
159. ↑  . Huoche.com.cn. 2016-12-20  [2017-05-23]. （原始内容存档于2017-06-06） （中文（中国大陆））.
160. ↑  . 北京地铁.   [2021-12-31]. （原始内容存档于2021-12-31）.
161. ↑  . 新华網-北京日報. 2013-03-13  [2017-05-23]. （原始内容存档于2016-08-22）.
162. ↑  央视国际网络有限公司. . CCTV.com.   [2017-05-23]. （原始内容存档于2016-03-04）.
163. ↑  . Gz.ifeng.com.   [2017-05-23]. （原始内容存档于2015-12-26）.
164. ↑   (PDF). 首都机场集团有限公司. 2020-09-01.
165. ↑  . TTGmice. 2012-12-06  [2012-12-07]. （原始内容存档于2013-06-05）.
166. ↑  . 202.123.110.3.   [2017-05-23]. （原始内容存档于2017-08-27）.
167. ↑  . China Daily. 2010-05-28  [2010-05-30]. （原始内容存档于2010-08-23）.
168. 1 2 3  . english.cri.cn.   [2015-12-24]. （原始内容存档于2015-12-22）. 已忽略未知参数|df= (帮助)
169. ↑  . 新华网.   [2017-05-23]. （原始内容存档于2016-10-23）.
170. ↑  北京日报. . 首都之窗.   [2020-05-24]. （原始内容存档于2020-05-24）.
171. ↑  Watts, Jonathan. . The Guardian (UK). 2010-01-24  [2011-03-10]. （原始内容存档于2013-09-09）.
172. ↑  Xin, Wen. . China Daily. 2019-08-14  [2020-05-31]. （原始内容存档于2020-07-23）.
173. ↑  . What's on Weibo.   [2017-08-13]. （原始内容存档于2017-08-06） （美国英语）.
174. ↑  趙爾巽等：清史稿，卷一○七，志八二
175. ↑  李铁虎. . 北京市档案信息网.   [2018-07-25]. （原始内容存档于2022-01-02）.
176. 1 2  .   [2012-11-08]. （原始内容存档于2012-12-09）.
177. ↑  . 新京报. 2018-12-26  [2021-01-24]. （原始内容存档于2021-02-03）.
178. ↑  .   [2021-01-24]. （原始内容存档于2021-02-22）.
179. ↑  . www.beijing.gov.cn.   [2023-08-12]. （原始内容存档于2023-08-12）.
180. ↑  北京市统计局. . 2019-01-23  [2019-03-31]. （原始内容存档于2019-03-31）.
181. ↑  . 国家统计局. 2021-05-11  [2021-05-11]. （原始内容存档于2021-05-12）.
182. ↑  北京市统计局、国家统计局北京调查总队. . 北京: 中国统计出版社、北京数通电子出版社. : 3–3  [2019-03-31]. （原始内容存档于2018-12-24）.
183. ↑  北京市第六次人口普查办公室. . 北京市统计局、国家统计局北京调查总队. 2011-05-30  [2013-04-03]. （原始内容存档于2014-03-10） （中文（中国大陆））.
184. ↑  . Knowledge Database. 2018-08-14  [2018-08-15]. （原始内容存档于2018-08-14） （美国英语）.
185. ↑  . 新华網.   [2014-07-05]. （原始内容存档于2024-03-21）.
186. ↑  . 新华网.   [2011-08-29]. （原始内容存档于2011-02-24）.
187. ↑  . 中国网. 2008-07-11  [2017-01-16]. （原始内容存档于2017-04-16）.
188. ↑  Lai, Hongyi. China's Governance Model: Flexibility and Durability of Pragmatic Authoritarianism. Routledge, 2016. ISBN 1-317-85952-9. p. 167
189. ↑  Min Junqing. The Present Situation and Characteristics of Contemporary Islam in China. JISMOR, 8. 2010 Islam by province, p. 29 （页面存档备份，存于）. Data from: Yang Zongde, Study on Current Muslim Population in China, Jinan Muslim, 2, 2010.
190. ↑  China General Social Survey (CGSS) 2009. Report by: Xiuhua Wang (2015, p. 15) （页面存档备份，存于）
191. ↑  . 北京的民族与宗教. 北京市民族事务委员会.   [2017-01-16]. （原始内容存档于2017-01-18）.
192. ↑  . 北京的民族与宗教. 北京市民族事务委员会.   [2017-01-16]. （原始内容存档于2017-01-18）.
193. ↑  . 北京的民族与宗教. 北京市民族事务委员会.   [2017-01-16]. （原始内容存档于2017-01-18）.
194. ↑  . 北京市民族宗教事务委员会.   [2017-01-16].
195. ↑  . 中新社. 2012-03-01  [2015-11-14]. （原始内容存档于2012-03-02）.
196. ↑  . 中新网. 2014-06-16  [2015-11-14]. （原始内容存档于2014-06-20）.
197. ↑  . 北京市海淀外国语实验学校. 2013-03-21  [2017-05-23]. （原始内容存档于2016-08-10）.
198. ↑  . 凤凰网. 2012-08-25  [2015-11-14]. （原始内容存档于2015-11-17）.
199. ↑  岳瑞芳. . 新华网. 2015-04-25  [2017-05-23]. （原始内容存档于2015-08-20）.
200. ↑  程立葳. . 新华网.   [2023-02-18]. （原始内容存档于2023-02-18）.
201. ↑  新华社. . 新华网.   [2024-07-27]. （原始内容存档于2024-07-28）.
202. ↑  . 北京市: 高等教育出版社. 2001-07-01. ISBN 7040095092 （中文（简体））.
203. ↑  歐陽甫中. . 2007.
204. ↑  . 云南信息报. 2014-03-26  [2017-09-16]. （原始内容存档于2017-09-16）.
205. 1 2  徐城北. . 五洲传播出版社. 2003. ISBN 7508501616.
206. ↑  . 浙江人民出版社. 2005. ISBN 7213029541.
207. ↑  王芷章. . 中国戏剧出版社. 2003.
208. ↑  吳同賓. . 天津教育出版社. 1995.
209. ↑  . 北京文艺发展论坛.   [2011-08-29]. （原始内容存档于2010-08-19）.
210. ↑  . 新浪网.   [2011-08-29]. （原始内容存档于2011-10-11）.
211. ↑  . 艺术中国.   [2011-08-29]. （原始内容存档于2014-04-28）.
212. ↑  张凌凌，凌艺婷. . 《金融博览》. 2011年, (第19期): 28–29.
213. ↑  Steinhardt, Nancy Shatzman. . Princeton University Press. 2019: 729  [2021-01-23]. ISBN 9780691191973. （原始内容存档于2021-02-23）.
214. ↑  . RFI. 2022-02-05  [2022-02-06]. （原始内容存档于2022-02-22）.
215. ↑  . . 北京市统计局 (中国统计出版社).   [2017-02-15]. （原始内容存档于2020-08-10）.
216. ↑  . english.beijing.gov.cn.   [2020-10-13]. （原始内容存档于2020-07-01）.